# Liste der Straßenbrunnen im Berliner Bezirk Tempelhof-Schöneberg
Die Liste der Straßenbrunnen im Berliner Bezirk Tempelhof-Schöneberg ist eine Übersicht der ([veraltet]bestehenden) Brunnen der Notwasserversorgung in den Ortsteilen des Bezirks. Auf Grund der Quellenlage sind einige aufgegebene Brunnenstandorte aufgenommen.

## Überblick
Nach Angaben aus dem Bezirksamt auf eine schriftliche Anfrage existieren 204 Notwasserpumpen im Bezirk. An allen 204 Brunnen ist die Kennzeichnung als „Kein Trinkwasser“ (teils vorbeugend) angebracht. Nach der Drucksache 17/15418 gibt es im Bezirk 169 Landesbrunnen, weitere Brunnen gehören dem Bund und sind für den Katastrophenschutz vorgesehen. Der Antwort zu dieser Anfrage ist zu entnehmen, dass zwischen 2010 und 2015 elf Straßenbrunnen endgültig stillgelegt wurde, sieben Brunnen wurden neu errichtet. Der Drucksache ist eine Liste von Landesbrunnen aus 2015 beigelegt. Die bei der Aufnahme für Wikipedia und OpenStreetMap (bis 2018) vor Ort gefundenen Brunnen wurde mit jener Liste abgeglichen. In dieser Drucksache aufgeführte Brunnen oder Standorte (auch jene) sind in der folgenden Liste eingefügt. In einem Antrag an die BVV wurde im Oktober 2019 ausgesagt: „Nach Auskunft der Wasserbetriebe wurden bei einer Überprüfung der Straßenbrunnen festgestellt, dass von den Brunnen nur gut 50 Prozent funktionieren, die andere Hälfte ist defekt.“ Daraus folgt, dass Ventile und Frosthähne und gegebenenfalls neue Bohrungen nötig sein.
Die in der Liste beschriebenen Brunnen (die Standorte) wurden bei Begehungen im Bezirk vorgefunden und mit den Angaben aus dem Projekt OpenStreetMap ergänzt. In OpenStreetMap wurde 2007 mit der Aufnahme begonnen. Soweit die Darstellung erkennbar und nicht verstellt war, wurden die 3D-Bilder von 2008/2009 aus Street View zur Beschreibung genutzt, so wenn Änderungen zwischen 2008 und 2018 geschahen.
Im Bezirk stehen (vorrangig im ehemaligen Bezirk Schöneberg) noch ältere Typen von Lauchhammer- und Krausemodellen, der größte Anteil sind neuere mit dem Pumptyp Wolf und noch einige der 1969 designten Schliephacke- oder Rümmlerbrunnen. Neben den einteiligen Brunnensäulen sind aus einem dickeren Unterrohr mit Wasseraustritt und dem im Umfang geringeren Oberrohr mit Schwengel zusammengefügte (zweiteilige) Exemplare vorhanden. Die Unterscheidung zur Neuen-Krause-Form in anderen Bezirken liegt im geringeren Umfang des Unterrohrs und dem Schwengelansatz, der zwei geschwungene Seitenflächen hat. Neben den durchgehenden Säulenkörpern stehen einzelne aus vier verpressten Teilen mit einem gesondert eingesetzten Stück des Wasseraustritts. Letzterer ist an den einteiligen Säulen direkt aufgeschraubt oder an Säulenansätzen am befestigt oder verschraubt. Die im Bezirk stehenden Brunnen mit Lauchhammergehäuse sind allesamt Rekonstruktionen von Schoening und Winkelhoff aus dem Jahr 1978, wobei die beiden in Lichtenrade und Mariendorf von der Tempelhofer Verwaltung in den 1980er Jahren folgten.
Die Aufnahme durch Ortsbegehung erfolgte im zweiten Halbjahr 2018, dabei wurden 202 Brunnenkörper festgestellt. Da keine amtliche Liste zugänglich war, kann die folgende Liste unvollständig sein. Von diesen gehören nach den Alt-Bezirken aufgeteilt die 16 Friedenauer und die 93 im Ortsteil Schöneberg zum Alt-Bezirk Schöneberg (damit 109). Vom (Alt-)Bezirk Tempelhof stehen 23 im Ortsteil Tempelhof, 30 in Mariendorf und 15 in Marienfelde, im südlichen Ortsteil Lichtenrade kommen noch 24 hinzu. Für diesen Altbezirk ergibt sich so eine Anzahl von 92 Brunnenstandorten. Für 147 Brunnen aus der 2015er-Liste der Abgeordnetenhausanfrage wurden 147 Brunnen in Verantwortung des Landes Berlin für den Zivilschutz und entsprechend 55 Bundesbrunnen für den Katastrophenschutz vorgefunden. Die Zuständigkeit für die Prüfung auf Funktionsfähigkeit und gegebenenfalls die Reparatur oder das Stilllegen liegt in beiden Fällen beim Bezirksamt.
Nach der äußeren Form gibt es 24 Brunnen vom Typ I (mit Fischkopf als Austritt) im Lauchhammerdesign nach Spahn aus den 1890er Jahren. Diese dürften meist in der 1978 ergänzten oder restaurierten Gestalt aufgestellt sein. Hinzu kommen 19 Krausebrunnen, die am unteren Teil teilweise ebenfalls mit der Kennung 1978 markiert sind. Diese Form wurde in den 1920er Jahren nach der Bildung von Groß-Berlin vom Magistrat in Auftrag gegeben und bei der Firma Krause in Neusalz an der Oder gegossen. Schliephackebrunnen, auch Rümmlerpumpe genannt, wurden nach 40 bis 50 Jahren Nutzung (wohl) unbrauchbar und ersetzt oder entfernt. 2018 standen noch sechs solche Anfang der 1970er Jahre aufgestellten Brunnen. Es existieren noch an 22 Standorten solche zweiteiligen Brunnenkörper mit einem stärkeren Unterteil, einige solche Brunnensäulen wurden in letzter Zeit ebenfalls durch Wolf-Säulen ersetzt. Im Bezirk unterscheiden sie sich zudem von den Neuen-Krause in anderen Bezirken. Die aus vier Teilen mit deutlich eingesetztem Wasseraustritt bestehenden Brunnensäulen sind an zwei Standorten vertreten, in anderen Bezirken sind diese Säulen verbreiteter. Der überwiegende Anteil sind jene durchgehend einteiligen Brunnenzylinder. Bislang stehen im Bezirk keine an der Sechskantform erkennbare Borsigsäulen. Die Befestigung und Ausführung deren Wasseraustritt unterscheidet letztlich diese 129 Exemplare des Wolf- und Wolf-2-Typs. Daraus ergibt sich auch der Hinweis, dass die Brunnen nach dem Brunnenkörper sortiert wurden, die innere Pumpenfunktion war dabei nicht zugänglich und ist unbeachtet geblieben.

## Notwasserbrunnen
Die Liste ist nach Ortsteilen, Flurabstand des Grundwassers (im Jahr 2009) und Pumpenform sortierbar. Nicht näher erkennbare Grundstücksnummern sind in Klammern und teilweise mit vorgesetzten „#“ in der Adresse markiert. Die Zahlen an den Säulen wurden innerhalb der Alt-Bezirke vor der Bezirksfusion vergeben, so wiederholen sie sich teilweise. In der Beschreibung sind markante Umstände zusammengetragen und mit Fotografien ergänzt und zudem nach Ortsteil gegliedert auf Wikimedia-Commons anzusehen. Einige Eigenschaften der Plumpen wurden im Projekt OpenStreetMap bestimmt, dazu sind diese mit der OSM-ID zur jeweiligen Objektseite verlinkt.
Die in der Brunnen-Liste notierten Fakten wurden vorrangig im Laufe des Jahres 2018 festgestellt und unter dem Aspekt von Notwasserbrunnen als Stadtmöbel betrachtet. Bei den regelmäßigen Begehungen durch Mitarbeiter des Bezirksamtes oder den Komplexkontrollen durch Brunnenfirmen können Änderungen gegenüber den Beschreibungen entstehen. Im Bedarfsfall ist individuell der zeitgenaue Zustand am jeweiligen Standort festzustellen. An allen Brunnen im Bezirk ist aus Gründen der generellen Vorsicht in unterschiedlicher Form der Hinweis angebracht, dass das gepumpte Grundwasser nicht die Anforderungen eines Trinkwassers nach Verordnung erfüllen könnte. Dieser Hinweis könnte durch Vandalismus zerstört sein oder wurde unberechtigt entfernt. Für den Notfall ist die Verwendung mit entsprechender Behandlung möglich. An vielen Brunnen, vorrangig im Alt-Bezirk Schöneberg, findet sich auf einem etwa A4-großen Blechschild mit runden Ecken in schwarzem Rahmen der allgemeine Text: „Verunreinigungen der Straße und Störungen durch vermeidbaren Lärm sind verboten. Zuwiderhandlungen werden als Ordnungswidrigkeiten geahndet.“
Aus der Auflistung von Landesbrunnen aus 2015 zur schriftliche Anfrage an das Abgeordnetenhaus blieben einige Brunnen und Standorte ungeklärt. In den Straßen konnten auf deren Länge oder vermuteten Flächen weder aus der 3D-Aufnahme von 2008, (noch) nicht aktive Plumpen zugeordnet werden.
1. Brunnen Loewenhardtdamm (PLZ 12101)[A 3]
2. Brunnen Paul-Schmidt-Straße (PLZ 12105)[A 4]
3. Brunnen Bayernring (PLZ 12101)[A 5].

In der Liste sind außer diesen drei auch 19 Standorte von im Sommer 2018 aufgefundenen Brunnenkörpern aufgenommen, die in der Landesliste von 2015 noch aufgeführt waren, wobei an den ermittelten Standorten die Brunnen abgebaut waren. Solche vormaligen Standorte blieben für die Kiezliste unbeachtet.
Entsprechend der Auskunft des Bezirksamtes Tempelhof-Schöneberg vom November 2019 stehen im Bezirk insgesamt 262 Brunnen, 2009 waren es 247. Für Trinkwasserzwecke nicht unmittelbar geeignet sind demnach 161 Standorte wegen chemischen und 62 wegen bakteriologischen Verunreinigungen. Für 2016 wurden aus dem Bezirksamt auf eine schriftliche Anfrage von 2017 204 funktionsfähige Brunnen genannt. Die Liste (Stand 11/2019) enthält 230 Einträge, wobei sich 18 auf abgebaute oder eingelagerte Straßenbrunnen beziehen. Bei einer angestrebten Anzahl von 1500 Einwohnern je Brunnen folgt aus der Einwohnerzahl (334.351) ein Bedarf von 230 Straßenbrunnen.
Eine aktuelle Standortbestimmung ergibt sich aus der Darstellung der Ergebnisse der Straßenbefahrung, die 2014/2015 vom Senat beauftragt wurde. Digital wurden danach die Straßenmöbel und Ausstattungszustücke ausgewertet und auf Kartenmaterial unter Geoportal des Landesvermessungsamtes dargestellt. Erreichbar ist das Kartenmaterial über den Link des Geoportals. Die für diesen Artikel wichtigen Kartendetails sind mit dem Suchwort „Straßenbefahrung 2014“ erreichbar und mit der entsprechenden Adresse zu suchen. Standorte der Straßenbrunnen sind mit einem blauen Quadrat markiert. Als Untergrund für die Darstellung kann verschiedenes Kartenmaterial ausgewählt werden. Der Überblick über die Standorte von Berliner Straßenbrunnen ist über eine OSM-gestützte Karte im Vergleich der WP-erfassten und der 2014 erfassten Plumpen zu erreichen.
Für die Ortsteile des Bezirks werden Abkürzungen der LOR-Listen des Statistik-Amtes genutzt.
| * Schön = Schöneberg | * Fried = Friedenau |  | - Temph = Tempelhof - Mardf = Mariendorf | - Marfe = Marienfelde - Lirad = Lichtenrade |

| Ortsteil | Kennung | Adresse Lage Kiez                                                      | Form                   | Flurabstand Jahr | Bild, Anmerkungen |
| -------- | ------- | ---------------------------------------------------------------------- | ---------------------- | ---------------- | --- |
| Schön    | 001     | Keithstraße 6, ggü. 5 Lage Wittenberg-/Viktoria-Luise-Platz            | einteilige Säule       | 03–4 m           | Der Brunnen (OSM-ID: 5514542298) steht in der Keithstraße an der Ostseite gegenüber Hausnummer 5 (neben dem Gebäude Hausnummer 6). Am Brunnenfuß liegt für den Wasserablauf eine Platte mit ovaler Auffangmulde (Tränkstein). Der Brunnen ist im Eigentum des Landes Berlin. |
| Temph    | 001     | Kaiserkorso 4 Lage Neu-Tempelhof                                       | einteilige Säule       | 15–20 m          | Der Brunnenkörper (OSM-ID: 1524609085) stand wenigstens noch 2012 an der westlichen Straßenseite. Der Standort der einteiligen Säule befand sich nahe zum Hauseingang (Nummer 4) an der Bordsteinkante des Bürgersteigs. An der gegenüberliegenden Straßenseite befindet sich die Rückseite des Polizeipräsidiums, LKA. 2018 bei der Aufnahme befand sich im Standbereich eine Baustelle des Gehwegs, so werden keine Spuren vom Brunnen verblieben sein. Der Brunnenstandort ist im Eigentum des Landes Berlin. |
| Schön    | 002     | Ansbacher Straße 18 Lage Wittenberg-/Viktoria-Luise-Platz              | Lauchhammer Typ I Reko | 03–4 m 1978      | Der Brunnen (OSM-ID: 771332577) steht an der westlichen Straßenseite vor dem Haus 18, die Fahrbahn der Ansbacher Straße endet an der 20 vor dem Wittenbergplatz. Vor dem Brunnen zur Straße gerichtet befindet sich ein ovaler Tränkstein im Kleinpflaster des Baumstreifens. Der Gehweg wurde verbreitert, sodass der Tränkstein nicht am Straßenrand mündet. Um den Pumpenstandort sind Grundwasserlinsen mit einem Flurabstand von bis zu einem Meter verzeichnet. Der Brunnen ist im Eigentum des Landes Berlin. |
| Temph    | 002     | Paradestraße Ecke Bundesring Lage Neu-Tempelhof                        | <abgebaut>             | 10–15 m          | Es existiert nur noch der verschlossene Quellschacht ohne die vorherige (noch 2008) blaulackierte „Wolfsäule“ (OSM-ID: 1313558848). Der Standort mit einer Rechteckmulde für den Ablauf befand sich zwischen den Richtungsfahrbahnen des Bundesrings an der Straßennordseite. Der Brunnen ist im Eigentum des Landes Berlin. |
| Temph    | 003     | Werner-Voß-Damm 58 Lage Neu-Tempelhof                                  | einteilige Säule       | 10–15 m          | Der Brunnen (OSM-ID: 5528980763) hat seinen Standort am Werner-Voß-Damm vor dem Gebäude 58. Die Straße ist von Gewerbebetrieben geprägt und für motorisierten Verkehr in diesem Bereich nur für Anlieger freigegeben. Unter dem Wasserauslass ist ein rechteckiger Tränkstein ohne Ablaufrinne eingelassen. Hinweis: „Kein Trinkwasser“. Die Pumpe ist funktionsfähig. Die Referenznummer „3“ ist handschriftlich auf die Pumpe geschrieben. Der Brunnen ist im Eigentum des Landes Berlin. |
| Schön    | 003     | Augsburger Straße ggü. 4, 6 Lage Wittenberg-/Viktoria-Luise-Platz      | einteilige Säule       | 03–4 m           | Der Standort des Brunnens (OSM-ID: 4159299146) befindet sich auf dem südlichen Gehweg der Augsburger Straße und liegt wie das Straßenland im Bezirk Tempelhof-Schöneberg, Ortsteil Schöneberg. Das Gebäude hinter dem Gehweg, Augsburger Straße 5, gehört zum Ortsteil Wilmersdorf im Bezirk Charlottenburg-Wilmersdorf. Der Grundwasserbrunnen 3 in der Augsburger Straße steht 15 Meter von der Einmündung der Würzburger Straße, die als Sackgasse zur Lietzenburger Straße führt und ihrerseits zu Wilmersdorf gehört. Die Aufstellung des Brunnens befindet sich vor der zur Augsburger Straße (Nummer 9) gerichteten Gebäudeseite von Würzburger Straße 1 (Hotel, Pension auf acht Stockwerken). Die Pumpensäule steht auf dem Gehwegrandstreifen in einem Quadrat aus Kopfsteinpflaster, das überfließendes Pumpenwasser abführt. Parallel zur Fahrbahn sind Schwengel und Auslaufrohr an der Säule. An der Schwengelseite ist der Aufkleber mit schwarzem Rand: „Kein Trinkwasser“ angebracht. Der Brunnen ist im Eigentum des Landes Berlin.                                                                                                 |
| Schön    | 004     | Fuggerstraße 13 Lage Nollendorfplatz                                   | einteilige Säule       | 02–4 m           | Der Brunnen (OSM-ID: 1739575790) steht auf dem Formsteinrand des südlichen Bürgersteigs der Fuggerstraße (am Hoteleingang) östlich der Martin-Luther-Straße. Zur Wolfsäule gehört ein daneben liegender Tränkstein mit Abflussrinne zur Fahrbahn. Gegenüber vom Brunnenstandort (Fuggerstraße 12 und 14) gibt es eine vormals gewerblich genutzte Fläche, Fahrzeugstandfläche. Der Brunnen ist im Eigentum des Landes Berlin. |
| Temph    | 004     | Wiesenerstraße 9*56 (Mittelinsel) Lage Neu-Tempelhof                   | zweiteilige Säule (B)  | 10–15 m          | Der Standort (OSM-ID: 6019882591) wird in der Liste zur Drucksache 17/15418 mit Brunnen Wiesener Straße 9 u.56 (PLZ 12101) vermerkt. Die Wiesenerstraße erschließt von der Manfred-von-Richthofen-Straße (zwischen 139 und 141) dreigeschossige Mehrfamilienhäuser eines Siedlungshofs (Wiesener Straße 2–9 und 56–67). Eine Einbahnstraße führt um die Mittelinsel mit Rasen und Büschen. Unmittelbar an der (Hof-)Einfahrt steht der Brunnen zur rechten Fahrbahn hin versetzt auf der Grünfläche. Die aus zwei Teilen verbundene Brunnensäule ist grün lackiert. Der Brunnenfuß liegt auf einem Mosaikpflaster-Viereck am Asphaltrand. Der Brunnen ist im Eigentum des Landes Berlin. |
| Schön    | 005     | Eisenacher Straße 107 Lage Nollendorfplatz                             | einteilige Säule       | 03–4 m           | Die Säule (OSM-ID: 727852049) (Pumpentyp: Wolf) steht an der südöstlichen Ecke mit der Winterfeldtstraße. Mit dem Tränkstein für den Wasserablauf befindet sie sich wenig in die Winterfeldtstraße (Ecke Haus 67) hinein neben Parkflächen quer zur Fahrbahn. Der Brunnen ist im Eigentum des Landes Berlin. |
| Temph    | 005     | Bäumerplan ggü. 2 Lage Neu-Tempelhof                                   | einteilige Säule       | 10–15 m          | Der Brunnen (OSM-ID: 5579165395) steht an der Grünfläche zwischen Bäumerplan und Schreiberring Ecke südlich vom Loewenhardtdamm (gegenüber 46 und gegenüber vom Querblock Bäumerplan 2/4/6). Entsprechend zum 3D-Bild wurde er wohl erst in den 2010er Jahren aufgestellt. Der Kynast-Teich befindet sich 50 Meter über den Loewenhardtdamm hinweg. Der Brunnen ist im Eigentum des Landes Berlin. |
| Schön    | 006     | Eisenacher Straße 77 Lage Kaiser-Wilhelm-Platz                         | Schliephacke           | 04–7 m           | Der Brunnen (OSM-ID: 2714407238) steht auf dem östlichen Bürgersteig der Eisenacher Straße, die Aufnahme bei OSM erfolgte im März 2014. und 20 Meter südlich der Ecke Apostel-Paulus-Straße am Rand der Parkfläche. Am Brunnenfuß liegt der Tränkstein innerhalb des Gehwegs. In der Landesliste 2015 als Brunnen Eisenacher Straße 77 (PLZ 10823) aufgeführt. Der Brunnen ist im Eigentum des Landes Berlin. |
| Temph    | 006     | Ringbahnstraße 131 Lage Manteuffelstraße                               | einteilige Säule       | 10–15 m          | Der Brunnen (OSM-ID: 2161322723) steht auf dem Baumstreifen der südlichen Ringbahnstraße hinter dem Gebäude Schöneberger Straße 8 (Kaufcenter Küchen aktuell). Die Aufnahme des Brunnens bei OSM erfolgte im Februar 2013. In der Landesliste 2015 als Brunnen Ringbahnstraße 130 (PLZ 12103) aufgeführt. Der Brunnen ist im Eigentum des Landes Berlin. |
| Schön    | 007     | Barbarossastraße ggü. 5 Lage Barbarossaplatz                           | einteilige Säule       | 02–4 m           | Der Brunnen (OSM-ID: 5198958402) steht an der Südseite der Barbaurossastraße zwischen Kyffhäuser- und Goltzstraße vor dem Spielplatz (Grundstück 66) Ecke Goltzstraße. Das gegenüberliegende Wohnhaus (vorher Grundstück Nr. 4) wurde Ende der 2000er Jahre neu erbaut. Die Wolfsäule hat am Brunnenfuß einen Tränkstein, dessen Abflussrinne sich im Bordstein fortsetzt. |
| Temph    | 007     | Felixstraße #1 Lage Rathaus Tempelhof                                  | zweiteilige Säule (A)  | 10–15 m          | Der Brunnen (OSM-ID: 6019882590) steht nahe der Kreuzung von Germania- und Felixstraße auf einer Fläche mit Kleinpflaster, vier Meter vom Straßenrand am Zaun des Supermarkt-Parkplatzes neben der Zufahrt. Der Standort befindet sich an der Ostseite der Felixstraße. Schwengel und Wasseraustritt liegen parallel zum Gehweg. Das Supermarktgrundstück ist mit Felixstraße 1/11 und Germaniastraße 12/13 adressiert, wobei an dieser Kreuzung Wohngebiet (nach Westen) und Gewerbe nach Osten wechseln. Der Supermarkt wurde Ende der 1970er Jahre erbaut, was den versetzten Standort des Straßenbrunnen s bedingen wird. Zuvor lagen an dieser Straßenecke die „Hüttenwerk Tempelhof A. Mayer“, südlich davon die Kleingartenkolonie Lebensfreude, die 1967 aufgelöst wurde. Die geplante Trasse Felixstraße wurde zeitgleich angelegt und die noch bestehenden Industriebauten abgerissen. Der Standort ist in der Liste zur Drucksache 17/15418 mit Brunnen Germaniastraße Fe (PLZ 12099) vermerkt. Der Brunnen ist im Eigentum des Landes Berlin.                                                                                             |
| Schön    | 008     | Barbarossastraße 25 Lage Barbarossaplatz                               | einteilige Säule       | 04–7 m           | Der Brunnen (OSM-ID: 765928605, Juni 2010) steht auf dem nördlichen Bürgersteig der Barbarossastraße zwischen Münchener und Heilbronner Straße. Neben dem Brunnen befindet sich im Randstreifen der Tränkstein mit ovaler Mulde, dessen Abflussrinne zur Fahrbahn gerichtet ist. Der Standort ist in der Liste zur Drucksache 17/15418 mit Brunnen Barbarossastraße 25 (PLZ 10779) vermerkt. Der Brunnen ist im Eigentum des Landes Berlin. |
| Temph    | 008     | Bacharacher Straße 24–26 Lage Germaniagarten                           | zweiteilige Säule (B)  | 10–15 m          | Der Brunnen (OSM-ID: 6019881576) ist aus dem dickeren Unterrohr mit Wasseraustritt und einem dünneren Oberrohr mit Schwengelansatz zusammengefügt und steht auf dem gepflasterten Randstreifen des Gehwegs über den das Abflusswasser läuft. Der Brunnenkörper ist grün, aber Schwengel, Austritt und Knuppeldeckel sind blau lackiert. An der Westseite der Straße befindet sich der Brunnen vor der leicht zurückgesetzten Häuserfront 22–32. Die Durchfahrt führt zum Siedlungsinnenraum Oberlandgarten. Gegenüber vom Brunnen liegt die Mündung der Overbeckstraße. Der Brunnenfuß auf dem Sockelrohr verschraubt ist im Pflasterkarree eingesetzt, eine Abdeckung neben dem Fuß dient der Inspektion und der Frostabschaltung. Der Ablauf fließt über das Pflaster. Von Anwohnern wurde ein Vogelnapf untergestellt. In der Landesliste 2015 als Brunnen Bacharacher Straße 24-26 (PLZ 12099) aufgeführt. Der Brunnen ist im Eigentum des Landes Berlin. |
| Schön    | 009     | Aschaffenburger Straße 10a Lage Bayerischer Platz                      | Krause                 | 07–10 m          | Der Krausebrunnen (OSM-ID: 6019882613) steht an der Nordostseite der Aschaffenburger Straße, die nordwestlich vom Bayerischen Platz zur Stübbenstraße führt. Der Tränkstein vor dem Brunnenfuß hat eine Abflussrinne, die sich im Bordstein fortsetzt. Der Standort ist in der Liste zur Drucksache 17/15418 mit Brunnen Aschaffenburger Straße 12 (PLZ 10779) vermerkt. Der Brunnen ist im Eigentum des Landes Berlin. |
| Temph    | 009     | Albrechtstraße ggü. 115 Lage Manteuffelstraße                          | zweiteilige Säule (A)  | 10–15 m          | 80 Meter östlich zum Friedensplatz (110 Meter nach Ost zum Tempelhofer Damm) steht der Brunnen (OSM-ID: 6019882588) an der Straßennordseite neben dem Zugang zum Alten Park und dem Klarensee (160 Meter zum Südufer). Die Brunnensäule hat einen dickeren Unterteil, der mit dem Schwengel-Oberzylinder verschweißt ist. Am Unterteil ist das Austrittsrohr mit einem Basisring angeschraubt. Der Standort ist in der Liste zur Drucksache 17/15418 mit Brunnen Albrechtstraße 115 (PLZ 12103) vermerkt. Der Brunnen ist im Eigentum des Landes Berlin. |
| Schön    | 010     | Ansbacher Straße 71 Lage Wittenberg-/Viktoria-Luise-Platz              | einteilige Säule       | 03–4 m           | Diese „Wolfsäule“ (OSM-ID: 6019882620) befindet sich im Bayerischen Viertel auf einer Formsteinfläche im Bürgersteig der Ansbacher Straße 10 Meter zur Südostecke Regensburger Straße. Schwengel und Austritt liegen parallel zur Fahrbahn. Der Ablauf erfolgt auf den Bürgersteig, mit der funktionsfähigen Pumpe kann aktiv Grundwasser gefördert werden. Der Standort ist in der Liste zur Drucksache 17/15418 mit Brunnen Ansbacher Straße 71 (PLZ 10777) vermerkt. Der Brunnen ist im Eigentum des Landes Berlin. |
| Marfe    | 010     | Hranitzkystraße 34 Lage Marienfelder Allee Nordwest                    | einteilige Säule       | 20–30 m          | Der Brunnen (OSM-ID: 850619774) steht in der Hranitzkystraße 25 Meter östlich vom Welterpfad. 2008 stand eine blau lackierte Schliephacke mit grünem Rohr auf dem Pflasterviereck im Rasen-/ Baumstreifen auf dem nördlichen Gehsteig. Die Bezirksgrenze zu Steglitz-Zehlendorf liegt 80 Meter nach Westen vor den Grundstücken der Friedrichrodaer Straße. Der Brunnenfuß ist auf dem Sockelrohr verschraubt und zwischen Kleinpflaster eingesetzt, der Ablauf gelangt so zum Bordstein. In der Landesliste 2015 als Brunnen Hranitzkystraße 34 (PLZ 12277) aufgeführt. Der Brunnen ist im Eigentum des Landes Berlin. |
| Schön    | 011     | Welserstraße 10 Lage Wittenberg-/Viktoria-Luise-Platz                  | Krause                 | 03–4 m           | Der Krausebrunnen (OSM-ID: 3942429557) steht vor dem Eckhaus Welserstraße 10/12 (Geisbergstraße 37), der Auguste-Viktoria-Platz liegt nach Süden. Der Ablauf des gepumpten Wassers gelangt auf einen Tränkstein, dessen Ablaufrinne im breiten Bordstein fortgesetzt ist und zum Straßengerinne führt. Nach Norden liegt die Finow-Schule (Welserstraße 16–20) Der Standort ist in der Liste zur Drucksache 17/15418 mit Brunnen Welserstraße 10-12 (PLZ 10777) vermerkt. Der Brunnen ist im Eigentum des Landes Berlin. |
| Temph    | 011     | Friedrich-Wilhelm-Straße 93 Lage Rathaus Tempelhof                     | einteilige Säule       | 10–15 m          | Der Brunnen (OSM-ID: 1554257373) steht am südlichen Bürgersteig im Baumstreifen. Die Aufnahme bei OSM erfolgte im Dezember 2011, auf Google Earth 2008 ist kein Brunnen abgebildet. Der Standort liegt 70 Meter östlich der Wenkebachstraße, gegenüber grenzt das Gelände des Wenckebach-Klinikums (Friedrich-Wilhelm-Straße 1–5). In der Landesliste 2015 als Brunnen Friedrich-WilhelmStraße 1-5 (PLZ 12099) aufgeführt. Der Brunnen ist im Eigentum des Landes Berlin. |
| Schön    | 012     | Elßholzstraße 29 Lage Barbarossaplatz                                  | einteilige Säule       | 02–3 m           | Der Brunnen (OSM-ID: 1246571314) steht an der Straßenostseite vor dem Nachbarschaftsheim Schöneberg und der Kita „Am Kleistpark“. Gegenüber vom Brunnen grenzen die Häuser 19 und 20 aneinander. Der Brunnen steht 90 Meter nördlich der Grunewaldstraße. Der Wasseraustritt endet oberhalb von einem Tränkstein, dessen Abflussrinne führt zu einer Bordsteineinfügung mit Rinne. Der Brunnen ist im Eigentum des Landes Berlin. |
| Mardf    | 012     | Ullsteinstraße 79 Lage Eisenacher Straße                               | einteilige Säule       | 07–10 m          | Der Standort (OSM-ID: 6019881582) ist in der Liste zur Drucksache 17/15418 mit Brunnen Ullsteinstraße 79 (PLZ 12109) vermerkt. Diesem Grundstück entspricht die Lage am Südrand der Ullsteinstraße zwischen den Adressen 73 (Gewerbehof) und 85 (Handelseinrichtung). Der Brunnen steht am Rand des südlichen Gehwegs für den Ablauf liegt ein Rechteckmuldenstein. Der Brunnen ist im Eigentum des Landes Berlin. |
| Schön    | 013     | Pallasstraße (# 5) Lage Nollendorfplatz                                | einteilige Säule       | 02–3 m           | Der Brunnen (OSM-ID: 1285053856) steht östlich vom Sozialpalast (Pallasseum) an der Straßennordseite. Der Brunnen stand in dieser Form schon 2008 in dieser Form und an dieser Stelle. Der Tränkstein liegt direkt zwischen Brunnenfuß und Fahrbahn, an dessen Querseite ist die breite Abflussrinne eingelassen. Das Pallasseum steht am Platz des vorherigen Sportpalastes. |
| Temph    | 013     | Wolframstraße ggü. 83 Lage Marienhöhe                                  | einteilige Säule       | 10–15 m          | Der Brunnen (OSM-ID: 1100098169) steht an der nördlichen Straßenseite auf dem Bürgersteig am Alarichplatz (begrenzt von Wolfram-/ Alarich-/ Konradinstraße). Die Alarichstraße kreuzt 30 Meter nach Osten. Der Standort ist in der Liste zur Drucksache 17/15418 mit Brunnen Wolframstraße (PLZ 12105) vermerkt. Noch 2008 bestand der Brunnenkörper aus zwei fest verbundenen Zylindern, am Unterteil mit dem Wasseraustritt, der dünnere Oberteil mit der Schwengeleinheit. Er wurde inzwischen (wohl vor 2012) durch eine einteilige Wolf2-Säule ersetzt. Der Wasserablauf führt weiterhin über das Kleinpflaster. 2018 liegen Austritt und Schwengel parallel zur Fahrbahn, vorher lagen sie quer zueinander. Der Brunnen ist im Eigentum des Landes Berlin. |
| Schön    | 014     | Barbarossastraße 30 Lage Bayerischer Platz                             | einteilige Säule       | 04–7 m           | Der Brunnen (OSM-ID: 765928605, Juni 2010 mit „14“ markiert) steht auf dem nördlichen Bürgersteig gegenüber der mündenden Treuchtlinger Straße. Die Bamberger Straße liegt 40 Meter westlich. Neben dem Brunnen befindet sich im Randstreifen der Tränkstein mit ovaler Mulde, dessen Abflussrinne zur Fahrbahn gerichtet ist. Die Kennungsnummer der Brunnensäule ist nahezu unkenntlich. Der Brunnen ist im Eigentum des Landes Berlin. |
| Lirad    | 014     | Steinstraße (# 44) Lage John-Locke-Straße                              | einteilige Säule       | 15–20 m          | Der Brunnen (OSM-ID: 1143453007) steht an der westlichen Straßenseite 25 Meter von der Mündung an der Bahnhofstraße. Der Standort liegt vor der unbebauten Grünflächen mit vielen Bäumen Steinstraße 44 auf halbem Weg von Bahnhofstraße 30/31 (Kiosk) und dem Wohnhaus Steinstraße 42–43. Der Wasseraustritt ist zur Fahrbahn gerichtet. Am Brunnenfuß liegt ein erweiterter Tränkstein mit Abflussrinne und einem trichterförmigen Auffangteil unter gerichtetem Wasseraustritt. Der Standort ist in der Liste zur Drucksache 17/15418 mit Brunnen Steinstraße (PLZ 12307) vermerkt. Unweit vom Brunnenstandort befindet sich der S-Bahnhof Lichtenrade. Im Jahr 2008 stand noch eine zweiteilige Säule der Bauart „Neue Krause“, sie wurde in den 2010er Jahren durch eine Wolf-2-Säule ersetzt. Der Brunnen ist im Eigentum des Landes Berlin. |
| Schön    | 015     | Alvenslebenstraße 14 Lage Dennewitzplatz                               | Krause                 | 02–3 m           | Der Krausebrunnen (OSM-ID: 2870197189) steht vor dem Parkplatz (Nr. 14, 15) zwischen dem Eckhaus 13 und dem Spielplatz (Grundstück 19) etwa 40 Meter westlich der Bülowstraße. Neben dem Brunnenfuß liegt ein Tränkstein mit kreisrunder Mulde und einer Abflussrinne, die vor dem Bordstein endet. Die gleiche Stellung ist schon 2008 dokumentiert. Der Brunnen ist im Eigentum des Landes Berlin. |
| Temph    | 015     | Geiserichstraße 5 Lage Marienhöhe                                      | zweiteilige Säule      | 20–30 m          | Das Grundstück Geiserichstraße 5 ist mit Wolframstraße 43 identisch und liegt 150 Meter zum südlicher liegenden Ufer des Teltowkanals entfernt, nach Norden befindet sich die Attilastraße. Die Brunnensäule (OSM-ID: 6019881578) mit dem Wasseraustritt am dickeren Unterrohr steht am östlichen Gehweg der Geiserichstraße auf dem Formsteinrand. Der Brunnen ist im Eigentum des Landes Berlin. |
| Mardf    | 016     | Kurfürstenstraße 95 Lage Rathausstraße                                 | einteilige Säule       | 15–20 m          | Der Brunnen (OSM-ID: 1100098091) steht 90 Meter östlich zur Gersdorf- und 50 Meter zur Mündung vom Seelbuschring. 200 Meter sind es (nahe Technowbrücke) zum Ufer des Teltowkanals. Die „Wolfsäule“ mit kugeligem Handgriff steht auf dem Randstreifen auf einem gesonderten Pflastermosaik des Bürgersteigs mit dem Wasseraustritt zur Fahrbahn, der Schwengel sitzt quer dazu. |
| Schön    | 016     | Akazienstraße 6 Lage Kaiser-Wilhelm-Platz                              | einteilige Säule       | 04–7 m           | Der Wolf-Brunnen (OSM-ID: 950770844) steht in der Akazienstraße auf dem östlichen Gehweg und 40 Meter südlich der Belziger Straße. Der Tränkstein mit ovaler Mulde befindet sich seitlich am Brunnenfuß unter dem Austrittsrohr, das parallel zur Fahrbahn steht. Der Brunnen ist im Eigentum des Landes Berlin. |
| Schön    | 017     | Steinmetzstraße 39a Lage Dennewitzplatz                                | einteilige Säule       | 02–3 m           | Der Säulenbrunnen (OSM-ID: 5239619476) steht auf dem Gehweg an der Nordseite der Großgörschenstraße, wobei hier die Gebäude zur Steinmetzstraße adressiert sind (als 39 bis 39b), der Hauseingang am Brunnen trägt die Nummer 39a. Die Entfernung vom Standort nach Westen zur Potsdamer Straße beträgt 40 Meter und zur Mündung der Steinmetzstraße etwa 15 Meter. Am Brunnenfuß auf dem kleingepflasterten Randstreifen des Bürgersteins befindet sich unterhalb des Austrittsrohrs ein Tränkstein mit ovaler Mulde und Abflussrinne zum Bordstein hin. Der Austritt ist am Zylinderrohr angeschweißt. Die Bebauung an der Straße erfolgte zu Beginn der 1970er Jahre, an gleicher Stelle stand der gleiche Brunnen wenigstens schon 2008. Der Standort ist in der Liste zur Drucksache 17/15418 mit Brunnen Großgörschenstraße 41 (PLZ 10827) vermerkt. Der Brunnen ist im Eigentum des Landes Berlin. |
| Temph    | 017     | Bosestraße #19/20 Lage Manteuffelstraße                                | einteilige Säule       | 07–10 m          | Der Wolf2-Brunnen (OSM-ID: 6019882589) steht auf einem Pflastermosaik am Parkplatz vor dem Haus Bosestraße 19/20, die zu den Reihenhäusern an der Ecke Gäßnerstraße gehören. Dieses Eckhaus liegt an der Südseite zur Bosestraße. Das Rohr des Wasseraustritts ist auf einem Ansatzstück am Brunnenkörper verschraubt. Der Abfluss erfolgt über das Pflaster. Übereck liegt an der Nordseite der Bosestraße die Friedrich-Ebert-Sportanlage. Diese neue Brunnensäule aus einem durchgehenden Zylinder ersetzt die zweiteilige Säule (A, in der Form als Neue Krause), die noch 2008 dort stand. Dieser Standort ist identisch mit dem in der Landesliste unter Gäßnerweg 50 benannten (PLZ 12103). Der Brunnen ist im Eigentum des Landes Berlin. |
| Schön    | 018     | Belziger Straße 3 Lage Kaiser-Wilhelm-Platz                            | einteilige Säule       | 07–10 m          | Der Schöneberger Notwasserbrunnen (OSM-ID: 950770859) ist der Form nach eine jüngere Wolfsäule mit Wasseraustritt über dem Tränkstein, der seitwärts am Brunnenfuß liegt. Der Brunnen steht unmittelbar (ohne besondere Markierung) auf dem Pflasterrand des südöstlichen Bürgersteigs. Die Vorbergstraße kreuzt 40 Meter weiter östlich. Gegenüber vom Brunnen an der Nordecke befindet sich die Städtische Kita Vorbergstraße und das Nachbarschaftsheim Schöneberg. Der Brunnen ist im Eigentum des Landes Berlin. |
| Mardf    | 018     | Riegerzeile ggü. 2 Lage Rathausstraße                                  | einteilige Säule       | 15–20 m          | Als Straße 2 eingerichtet, wurde die Zeile 1963 benannt und liegt als Stichstraße südlich der Kaiserstraße westlich der Martin-Luther-Gedächtniskirche (Riegerzeile 1). Der Brunnen (OSM-ID: 6019882585) steht in diese Straße hinein vor dem Spielplatz an der Ostecke Kaiserstraße. Dem Wasserablauf dient die Mulde auf der Rechteckplatte, die quer am Brunnenfuß mit diesem auf Kleinpflaster am Gehwegrand steht. Der Brunnen ist im Eigentum des Landes Berlin. |
| Mardf    | 019     | Popperstraße 16 Lage Fritz-Werner-Straße                               | Schliephacke           | 20–30 m          | Der Standort (OSM-ID: 6019881567) ist in der Antwort-Liste zur Abgeordnetenhausanfrage mit „Brunnen Popperstraße 16“ (PLZ 12107) angegeben, die Grundstücksnummer 16 verweist auf den Platz am Straßenknick. Der Schliephackebrunnen steht in der Flucht vor dem Siedlungshaus 16 auf der Rasenfläche. Der Wasserabfluss gelangt in den Boden ohne gesonderten Auffang. Der Brunnen ist im Eigentum des Landes Berlin. |
| Schön    | 019     | Feurigstraße 56 Lage Kaiser-Wilhelm-Platz                              | einteilige Säule       | 04–7 m           | Der Brunnen (OSM-ID: 1259820884) steht auf dem Randstreifen des südlichen Bürgersteigs der Feurigstraße. Austritt und Schwengel sind am Körper parallel zur Fahrbahn und es gibt eine Kugel als Beschwerung am Handgriff. Benachbart zum Brunnenstandort ist die Teltow-Schule Schöneberg (Musikschule) auf Nummer 57 und darauf folgend die Feuerwache Schöneberg der Berufs- und der Freiwilligen Feuerwehr. Von der Albertstraße nach Ost sind es 120 Meter zum Brunnenstandort. Der Brunnen ist im Eigentum des Landes Berlin. |
| Schön    | 020     | Hohenfriedbergstraße 19 Lage Schöneberger Insel                        | einteilige Säule       | 10–15 m          | Der Säulenbrunnen (OSM-ID: 6019882612) steht in der Hohenfriedbergstraße auf dem östlichen Bürgersteig am Bordstein. 50 Meter südlicher mündet die Geßlerstraße, die von der anderen Straßenseite mündende Brunhildestraße liegt 25 Meter nach Süden. Der Abfluss erfolgt aus dem zur Fahrbahn gerichteten Austritt auf die Formsteine, der Schwengel liegt quer dazu. Seit 2008 sind keine Änderungen zur Lage erfolgt. Der Brunnen ist im Eigentum des Landes Berlin. |
| Temph    | 020     | Friedrich-Wilhelm-Straße 29 Lage Manteuffelstraße                      | zweiteilige Säule (B)  | 05–10 m          | Der Brunnen (OSM-ID: 6019881583) steht von der Friedrich-Franz-Straße 20 Meter nach Osten in der Friedrich-Wilhelm-Straße vor dem Eckgrundstück. Der Standort liegt zwischen Parktaschen „quer zur Fahrtrichtung“ mit einem dicken Betonpoller an der Fahrbahn. Der Wasseraustritt ist zur Fahrbahn, der Schwengel in der Richtung des Gehwegs angeordnet. Die Brunnenkennung ist auf Google Earth Bildaufnahmedatum 07/2008 wegen der Anwohner unkenntlich gemacht. Der Standort ist in der Liste zur Drucksache 17/15418 mit Brunnen Friedrich-Wilhelm-Straße 29 (PLZ 12103) vermerkt. Der Brunnen ist im Eigentum des Landes Berlin. |
| Schön    | 021     | Leuthener Straße ggü. 11 Lage Schöneberger Insel                       | Krause                 | 10–15 m          | Der verzierte Krausebrunnen (OSM-ID: 5562673280) steht am Rand des Gehwegs, der um den Leuthener Platz läuft, auf einer gepflasterten Fläche. Diese hebt sich (wohl beim Aufstellen) vom Kleinpflaster des angrenzenden Fußweges ab. Während der Wasserauslass zur Straße zeigt, ist der Handschwengel parallel zum Fußweg ausgerichtet. Unter dem Wasserauslass befindet sich ein ovaler Tränkstein, der jedoch nicht direkt zur Fahrbahn entwässert. Die Pumpe ist funktionsfähig und trägt ein angeschraubtes Hinweisschild „Kein Trinkwasser“. Der Brunnen ist im Eigentum des Landes Berlin. |
| Mardf    | 021     | Kosleckweg Lage Eisenacher Straße                                      | einteilige Säule       | 20–30 m          | Der Standort (OSM-ID: 6019881581) ist in der Liste mit „Brunnen Kosleckweg“ (PLZ 12109) angegeben. Er steht an der Bushaltestelle an der Ecke Eisenacher Straße auf der östlichen Seite. Das Wohngebäude Eisenacher Straße 29, in dessen Nähe der Brunnen, steht wurde um 1968 aufgebaut. Der Brunnen ist im Eigentum des Landes Berlin. |
| Mardf    | 022     | Prühßstraße ggü. 61 Lage Eisenacher Straße                             | einteilige Säule       | 20–30 m          | Der Brunnen (OSM-ID: 1126452483) steht am Rand vom Volkspark Mariendorf 65 Meter vom Ufer des Blümelteich, der nach Süden liegt. Damit steht er gegenüber der Einmündung vom Morsbronner Weg an der südlichen Straßenseite der Prühßstraße etwas östlich versetzt zu einem Parkzugang. Die Standfläche im Baumstreifen der Wolfsäule ist gepflastert und daneben liegt die Rechteckmulde als Auffangfläche. Vom Mariendorfer Damm sind es 120 Meter nach Osten am Nordrand des Volkspark entlang. |
| Schön    | 022     | Gotenstraße 75*76 Lage Schöneberger Insel                              | einteilige Säule       | 10–15 m          | Der Schöneberger Notbrunnen 22 (OSM-ID: 967284142) steht am östlichen Bürgersteig der Gotenstraße. Der Standort der Wolfsäule auf dem Randstreifen des Gehwegs befindet sich wenige Meter nördlich der gegenüberliegend mündenden Roßbachstraße. Der Brunnen ist im Eigentum des Landes Berlin. |
| Schön    | 023     | Innsbrucker Straße 34 II Lage Volkspark (Rudolf-Wilde-Park)            | einteilige Säule       | 07–10 m          | Die Wolf2-Säule (OSM-ID: 5380947281) steht in die Voßbergstraße hinein an der Ecke Innsbrucker Straße. Der Standort auf einem Pflastermosaik zwischen Gehwegplatten dient dem Abfluss des Wassers und hat im Pflaster eine Rinne zum Bordstein. Über die Innsbrucker Straße nach Süden wird der Innsbrucker Platz mit dem U-Bahnhof erreicht. Der Standort ist in der Liste zur Drucksache 17/15418 mit Brunnen Vossbergstraße 5 (PLZ 10825) vermerkt. Der Brunnen ist im Eigentum des Landes Berlin. |
| Temph    | 023     | Ringbahnstraße 55 Lage Rathaus Tempelhof                               | einteilige Säule       | 10–15 m          | Der Brunnen (OSM-ID: 1138521043) steht auf dem südlichen Bürgersteig östlich vom Tempelhofer Damm (170 Meter entfernt) nahe der Krümmung der Ringbahnstraße. Austrittsrohr und Schwengel der Wolfsäule liegen parallel zur Fahrbahn, der Ablauf erfolgt über das Kleinpflaster. Der Brunnen ist im Eigentum des Landes Berlin. |
| Schön    | 024     | Wartburgstraße 27–28 Lage Bayerischer Platz                            | einteilige Säule       | 07–10 m          | Der Brunnen (OSM-ID: 6019882609) steht am Gehwegrand vor dem Wohnhaus. Der Wasseraustritt sitzt oberhalb eines Tränksteins zum Bordstein hin. Der Standort befindet sich an der Südseite der Straße zwischen Meraner und Innsbrucker Straße. Der Brunnenfuß ragt etwas in die Gehwegplatten, weshalb eine durch Kleinpflaster ersetzt ist. Entsprechend ist die Quellbohrung seitlich der üblichen Randstreifenbreite erfolgt. In der Landesliste 2015 als Brunnen Wartburgstraße 27-28 (PLZ 10825) aufgeführt. Der Brunnen ist im Eigentum des Landes Berlin. |
| Mardf    | 024     | Tauernallee ggü; 29 Lage Hundsteinweg                                  | einteilige Säule       | 20–30 m          | Der Standort (OSM-ID: 6019881570) ist in der Liste mit „Brunnen Tauernallee Wa“ (PLZ 12107) angegeben. Die Tauernallee ist 760 Meter lang. An deren Westseite mündet mit „Wa“ beginnend die Watzmannstraße. Ein Brunnen steht auf dem Mittelstreifen unmittelbar am zugehörigen Überweg der Tauernallee (südwestlich dieser Kreuzung). An der Nordwestseite liegt das Wohneckhaus 29 (dreigeschossiger Klinkerbau) über die Tauernallee hinweg liegt ein Spielplatz (Faulhornweg 2/3). Auf der rasenbewachsenen Mittelfläche mit Straßenbäumen steht auf einem Pflastermosaik (Kopfsteinpflaster) gut einsehbar die Brunnensäule mit dem Austritt in Fahrtrichtung und dem Schwengel am kreuzenden Gehweg. Die 2008 noch stehende aus zwei Rohren verschweißte Säule wurde um 2012 auf dem gleichen Sockelrohr durch eine Pumpeinrichtung in durchgehender Säule ersetzt. Der Brunnen ist im Eigentum des Landes Berlin. |
| Lirad    | 025     | Lessingstraße 49 Lage Kettinger/Schillerstraße                         | einteilige Säule       | 20–30 m          | Die Hausnummer 49 ist mit der Bebauung an der Südostecke von Lessing- und Lintruper Straße verbunden. Westlich vom Lichtenrader Damm befinden sich hier die Anfang der 1960er Jahre erbauten Wohnhäuser Lessingstraße 48/49 mit Lintruper Straße 85/87 auf dem vormaligen Grundstück Lintruper Straße 77–99. Der Brunnen (OSM-ID: 6019881560) steht vor dem Hauseingang 49 auf dem Pflasterrand am Gehweg. Für den Ablauf des Wassers aus der Wolfsäule liegt eine Rechteckplatte mit Mulde neben dem Brunnenfuß, Austritt und Schwengel sind zur Fahrbahn parallel angesetzt. Der Standort ist in der Liste zur Drucksache 17/15418 mit Brunnen Lessingstraße 49 (PLZ 12305) vermerkt. Der Brunnen ist im Eigentum des Landes Berlin. |
| Schön    | 025     | Erfurter Straße 4–5 Lage Volkspark (Rudolf-Wilde-Park)                 | einteilige Säule       | 10–15 m          | Angrenzend an die Grünflächen vor dem Gelände der Sternberg- und Rückertschule steht der Brunnen (OSM-ID: 6019882603) durch Zaun und Gebüsch davon getrennt am westlichen Gehsteig der Erfurter Straße. Auf diesem Gelände Erfurter Straße 4/5 (Flur 44) zwischen der damaligen Räther- und Heylstraße befand sich bis um 1970 die Gartenkolonie Kufstein. Das nach Süden anschließende strukturierte Bürogebäude (Erfurter Straße 7/8) wurde Ende der 1970er Jahre als Gesundheitsamt für Schöneberg errichtet und bei der Bezirksfusion geräumt. Die Grundstücken werden zum „Mischgebiet mit hohem Wohnanteil und wohnverträglicher Gewerbenutzung“ umgeplant. Ende der 1970er Jahre erfolgte an der Wexstraße die Bauarbeiten zum Stadtring, Anschlussstelle Innsbrucker Platz\|ASt Innsbrucker Platz. Der Tränkstein am Brunnenfuß ist direkt in die Bordsteinkante eingefügt. Der Standort ist in der Liste zur Drucksache 17/15418 mit Brunnen Erfurter Straße 4-5 (PLZ 10825) eingetragen. Der Brunnen ist im Eigentum des Landes Berlin. |
| Schön    | 026     | Eisackstraße ggü. 11, 12 Lage Ceciliengärten                           | einteilige Säule       | 04–7 m           | Die Wolfsäule (OSM-ID: 6019882596) steht auf dem als Parkfläche genutzten Mittelstreifen der Eisackstraße, entlang der Trägerstraße am südlichen Bürgersteig. Der Wasseraustritt liegt zur östlichen Richtungsfahrbahn hin und darunter der Tränkstein im Pflastermosaik, der Abfluss erfolgt seitwärts über die Bordsteinkante. Die Trägerstraße nach West führt durch die Wohnhausüberbauung (Hausnummer 11 und 12) der Eisackstraße. Der Brunnen ist durch die an der Mittelinsel aufgestellten Pfosten gegen Anfahren geschützt. Der Brunnen ist im Eigentum des Landes Berlin. |
| Lirad    | 026     | Ekensunder Weg 16 Lage Kettinger/Schillerstraße                        | einteilige Säule       | 15–20 m          | Der Standort (OSM-ID: 6019881557) ist in der Liste zur Drucksache 17/15418 mit Brunnen Ekensunder Weg 16 (PLZ 12305) vermerkt. Das genannte Grundstück liegt zwischen Geibelstraße und Rotenkruger Weg, die dazu gegenüberliegende Fläche bis an die Barnetstraße ist der Ekensunder Platz, auf dem ein Spielplatz angelegt ist. Das Eckgrundstück Nummer 16 / Fontanestraße 1 wurde in den 1970er Jahren geteilt und mit den Einfamilienhäusern Fontanestraße 1–1c bebaut. Der Brunnen steht 25 Meter zur Fontanestraße an der Straßenseite zum Platzseite. Der Abfluss des funktionsfähigen Brunnens gelangt auf eine Rechteckmulde mit Ablauf zum Schnittgerinne. Der Brunnen ist im Eigentum des Landes Berlin. |
| Fried    | 027     | Hähnelstraße 12 Lage Friedenau                                         | einteilige Säule       | 04–7 m           | Der Brunnen (OSM-ID: 6019882593) steht am Pflasterrand des Gehwegs und besitzt für abfließendes Wasser eine im Kleinpflaster eingelassene Rechteckmulde, die mit der Längsseite quer zum Gehweg unter dem Wasseraustritt liegt. Von dieser fließt das Wasser über den Bordstein ab. Der Standort ist in der Drucksache 17/15418 mit „Brunnen Hähnelstraße 12“ (PLZ 12159) angegeben. Der Brunnen ist im Eigentum des Landes Berlin. |
| Mardf    | 027     | Wildspitzweg ggü. 4 Lage Hundsteinweg                                  | einteilige Säule       | 15–20 m          | Noch 2008 stand am Standort eine Rümmlerpumpe (Schliephacke) in den Wildspitzweg hinein, an dessen Nordseite vor dem Grundstück Nebelhornweg 25. Zur Kreuzung Sulzberg-/Wildspitzweg mit Furkastraße/Nebelhornweg sind es 20 Meter. Der Standort (OSM-ID: 1668727524) ist in der Liste zur Drucksache 17/15418 mit Brunnen Wildspitzweg (PLZ 12107) vermerkt. Die um 2012 neu gesetzte Brunnensäule ist funktionsfähig, wofür der Rasenwuchs am Brunnenfuß spricht. Der Brunnen ist im Eigentum des Landes Berlin. |
| Fried    | 028     | Niedstraße ggü. 12 Lage Friedenau                                      | einteilige Säule       | 07–10 m          | Der Brunnen (OSM-ID: 6019882600) steht an der Südseite der Niedstraße vor dem Spielplatz (Grundstück 27/28), Südwestecke mit der Handjerystraße. Die Brunnensäule steht auf einem Pflastermosaik auf dem Randstreifen des Bürgersteigs. Vor dem Brunnenfuß in der Bordsteinkante liegt ein Tränkstein, so dass die Abflussrinne direkt in das Gerinne entwässern kann. Der Standort ist in der Liste zur Drucksache 17/15418 mit Brunnen Niedstraße 33 (PLZ 12159) angegeben. Diese Straßenecke 33/Handjerystraße 27/28 wurde Anfang der 1960er Jahre von kriegsbeschädigten Häusern beräumt. Der Brunnen ist im Eigentum des Landes Berlin. |
| Lirad    | 028     | Seydlitzplatz Lage Horstwalder/Paplitzer Straße                        | zweiteilige Säule (B)  | 07–10 m          | Der Brunnen (OSM-ID: 1223052570) steht an dem dreieckigen Rasenplatz, den Paplitzer, Seydlitz- und Scharnhorststraße bilden. Auf der Platzseite in der Baumreihe entlang der Paplitzer Straße befindet es sich gegenüber vom Wohnhaus Paplitzer Straße 48. Die aus Unterrohr mit dem Austrittsrohr und dem verschweißten Oberrohr mit der Schwengeleinheit zusammengesetzte Säule gehört der Art „Neuen Krause“ an. Vor dem Brunnen zur Fahrbahn liegt eine Rechteckplatte mit Mulde für den Wasserabfluss. Der Brunnen ist im Eigentum des Landes Berlin. |
| Fried    | 029     | Handjerystraße 68 Lage Friedenau                                       | Krause                 | 10–15 m          | Der Friedenauer Notwasserbrunnen (OSM-ID: 1169056641) steht am Rand des östlichen Gehwegs 40 Meter von der Schmiljanstraße entfernt in die Handjerystraße hinein. Dem oberen Abschluss des Brunnenkörpers ist abweichend von der verzierten Ausführung ein einfacher Kegel aufgesetzt. Der Wasseraustritt ist parallel zur Fahrbahn gelegen. Der Brunnenstandort liegt zwischen den Grundstücken 68 und 70. Der Standort ist in der Liste zur Drucksache 17/15418 mit Brunnen Handjerystraße 70 (PLZ 12159) vermerkt. Der Brunnen ist im Eigentum des Landes Berlin. |
| Mardf    | 029     | Dardanellenweg 64 Lage Imbrosweg                                       | zweiteilige Säule (A)  | 20–30 m          | Der Brunnen (OSM-ID: 1126452494) steht gegenüber der Stirnseiten der Wohnhausreihen 62-62b und 64-64b am nördlichen Gehweg, zur Ecke des Plautuswegs sind es 10 Meter. Der Brunnen ist von der Art „Neue Krause“ aus stärkerem Unterrohr mit Wasseraustritt und dem angeschweißten dünneren Oberteil, in dem das Kolbengestänge mit dem Schwengel untergebracht ist. Vor dem Brunnenkörper auf den Gehwegplatten zur Fahrbahn liegt die Rechteckmulde zum Auffangen des Wassers, dieses fließt noch über etwas Kleinpflaster und den Bordstein zur Entwässerung. Die Weiterführung des Straßenlaufs nach Britz über die Bezirksgrenze Neukölln ist die Straße 229. Der Brunnen ist im Eigentum des Landes Berlin. |
| Fried    | 030     | Goßlerstraße 22 Lage Friedenau                                         | Krause                 | 07–10 m          | Vor dem südlichen Eckhaus Goßler-/ Stubenrauchstraße 66 steht der Friedenauer Straßenbrunnen 30 (OSM-ID: 1851364956). Zwischen Brunnenfuß und der Bordsteinkante liegt eine Platte (Tränkstein) mit (wohl) kreisrunder Mulde als Auffang für überfließendes gepumptes Wasser. Der Brunnen ist im Eigentum des Landes Berlin. |
| Temph    | 030     | Bayernring 25 Lage                                                     | Wolf                   |                  | Der Brunnen (OSM-ID: 7885081255) steht auf dem südlichen Bürgersteig des Bayernrings, etwa 30 Meter östlich der Einmündung zum Loewenhardtdamm. |
| Fried    | 031     | Stubenrauchstraße 33 Lage Friedenau                                    | Lauchhammer Typ I Reko | 07–10 m 1978     | Der Brunnen (OSM-ID: 966049530) steht am östlichen Gehweg nahe der Unterbrechung der Stubenrauchstraße mit dem Anschluss am Südwestkorso. Der Lauchhammerbrunnen mit dem als Fischkopf geformten Austritt steht auf dem Randstreifen mit Kleinpflaster; Auslaufrohr zur Fahrbahn und Schwengel quer dazu. Der Brunnen ist im Eigentum des Landes Berlin. |
| Mardf    | 031     | Richterstraße ggü. 46 Lage Rathausstraße                               | einteilige Säule       | 20–30 m          | Der Standort (OSM-ID: 6019881572) ist in der DS-Liste mit Brunnen Richterstraße 46 (PLZ 12105) angegeben. Die Richterstraße liegt von der Prühßstraße nach Süden und am (nord-)östlichen Eckhaus 46 biegt sie nach Osten zum Mariendorfer Damm. An diesem Ostast steht am südlichen Gehwegrand die einteilige Brunnensäule. Der Brunnen ist im Eigentum des Landes Berlin. |
| Marfe    | 032     | Kaiserallee 30 Lage Kirchstraße                                        | zweiteilige Säule (A)  | 10–15 m          | Der Brunnen (OSM-ID: 850619779) steht an der Nordseite der Kaiserallee zwischen Marienfelder Allee und Greulichstraße. Der Standort auf dem Randstreifen des Gehwegs befindet sich vor dem Eingang zum mittleren (Nummer 29) der dreigeschossigen Reihenhäuser mit Vorgarten. Zwischen der Baumreihe liegt eine Pflasterfläche mit der Säule aus zwei Zylindern und seitwärts vom Brunnenfuß einer Rechteckmulde für den Wasserablauf, Austritt und Schwengel stehen parallel zur Fahrbahn. Jenseits der Marienfelder Allee befand sich das Notaufnahmelager. Der Brunnen ist im Eigentum des Landes Berlin. |
| Fried    | 033     | Fröaufstraße 3 Lage Friedenau                                          | <abgebaut>             | 04–7 m           | Die Adresse liegt zwischen Büsingstraße und Bundesallee. In der Landesliste 2015 als Brunnen Fröaufstraße 3 (PLZ 12161) aufgeführt. Der Brunnen stand auf dem nördlichen Gehweg (Formsteinrand) vor dem Hauseingang (Vorgarten) des fünfgeschossigen Miethauses 1/2 Ecke Bundesallee. Der Wasseraustritt der einteiligen Säule befand sich zur Fahrbahn und der Schwengel lag quer in Gehwegrichtung entgegen der Bundesallee. Auf OpenStreetMap noch 2012 vorhanden ist er bis 2018 (Begehung Oktober 2018) abgebaut worden. Verblieben ist ein neu gesetztes Pflasterkarree am Gewegrand. Nebenan befindet sich ein Ladesäule für Elektrofahrzeuge. Der Brunnen ist im Eigentum des Landes Berlin. |
| Mardf    | 033     | Westphalweg #25 Lage Eisenacher Straße                                 | einteilige Säule       | 20–30 m          | Der Brunnen (OSM-ID: 1143504196, aufgenommen Februar 2011) steht am Westphalweg gegenüber der Mündung der Kollostraße. Der Standort ist am Rand des südlichen Gehwegs etwas nach West, bezogen auf das dreigeschossige Mehrfamilienhaus 25, versetzt. In der Landesliste 2015 als Brunnen Westphalweg (PLZ 12109) aufgeführt. Die Häuser wurden Ende der 1930er Jahre errichtet, Mitte der 1950er Jahre wurden die Hausnummern geändert. Der Brunnen ist im Eigentum des Landes Berlin. |
| Schön    | 034     | Cranachstraße 52 Lage Grazer Platz                                     | Lauchhammer Typ I Reko | 07–10 m 1978     | Der Brunnen (OSM-ID: 1122015322) steht am Bürgersteig der Ostseite der Cranachstraße. Zur Beckerstraße sind es nach Norden 20 Meter. Der Brunnen steht vor dem Eckhaus (adressiert als Beckerstraße 22) in Höhe vom Hauseingang Nummer 52. Neben dem Brunnenfuß liegt der Tränkstein mit ovaler Mulde. Brunnen und Auffang stoßen an den Bordstein, die Abflussrinne liegt jedoch parallel zur Fahrbahn, so fließt das Wasser quer über den Tränkstein und Bordstein ab. Der Brunnen ist im Eigentum des Landes Berlin. |
| Temph    | 034     | Ringbahnstraße 87 Lage Manteuffelstraße                                | einteilige Säule       | 10–15 m          | Vor der BSR-Hauptverwaltung (Ringbahnstraße 114) steht die unter Tempelhof 34 gezeichnete Wolfsäule (OSM-ID: 2161322725). Gegenüber steht das Wohnhaus 87 an der unbebauten Ecke zur Neue Straße. Zum Brunnen gehört die Ablaufplatte mit Rechteckmulde, die seitwärts am Brunnenfuß liegt. Der Brunnen ist im Eigentum des Landes Berlin. |
| Lirad    | 035     | John-Locke-Straße 29 Lage John-Locke-Straße                            | einteilige Säule       | 20–30 m          | Der Brunnen (OSM-ID: 1426226686) steht am östlichen Bürgersteig vor dem zurückgesetzten achtgeschossigen Wohnhaus 29 (im Block) der John-Locke-Straße, etwas versetzt mündet die Hendonstraße gegenüber. Der Brunnenkörper wurde oberhalb des Sockelrohres erneuert. Die für den Wasserablauf vorhandene Muldenplatte blieb dabei erhalten. Im Zustand von 2008 ist der Wasseraustritt am unteren dickeren Zylinder des Brunnenkörpers abgebrochen und die Öffnung an der zweiteiligen Säule rostig zu sehen. Der Oberteil mit Kolbengestänge und Schwengel ist geringer im Durchmesser, die beiden Teile sind nach Art der „Neuen Krause“ verschweißt. Der Brunnen ist im Eigentum des Landes Berlin. |
| Schön    | 036     | Riemenschneiderweg neben 2 Lage Grazer Platz                           | Krause                 | 07–10 m          | Der Brunnen (OSM-ID: 6003263206) steht an der Westseite der Straße vor dem zurückgesetzten Häuserblock in Höhe des Hauses als Grazer Damm 117 adressiert. Der Standort befindet sich 50 Meter vom Vorarlberger Damm nach Süden. An der gegenüberliegenden Straßenseite liegt der Parkplatz des Supermarkts (Vorarlberger Damm 24/26). Vor dem Krausebrunnen liegt zur Fahrbahn hin ein ovaler Tränkstein auf dem gepflasterten Gehwegrand. Nach Osten liegen einige Kleingartenanlagen. |
| Mardf    | 036     | Furkastraße 44a Lage Hundsteinweg                                      | zweiteilige Säule (A)  | 20–30 m          | Der Brunnen (OSM-ID: 1737513101) befindet sich auf dem westlichen Gehweg zwischen zwei Grundstückseinfahrten (44a und 46). Er besteht aus zwei verschweißten Zylindern unterschiedlichen Durchmessers und steht, vor dem Grundstückseingang zum Wohnhaus an der Ecke Pilatusweg, in der Furkastraße. Zum Abfluss des Wasser ist unter dem Austritt eine Rechteckmulde eingesetzt. Der Brunnen ist im Eigentum des Landes Berlin. |
| Lirad    | 037     | Wolziger Zeile ggü. 9a Lage Franziusweg/Rohrbachstraße                 | zweiteilige Säule      | 04–7 m           | Der Brunnen (OSM-ID: 1225487977) steht an der Nordseite der Wolziger Zeile am Eckgrundstück Hilbertstraße 18. Vom Standort sind es 20 Meter zum dreieckigen Platz der von Wolziger Zeile/Hilbert-/Lortzingstraße aufgespannt ist. Innerhalb des Baumstreifens am Gehweg ist ein Pflasterviereck, das das Sockelrohr umgibt und eingesetzt im bewachsenen Abflussbereich eine grasbewachsene Rechteckmulde. Der Brunnenkörper besteht aus zwei verschweißten Rohren unterschiedlichen Umfangs. Der Brunnen ist im Eigentum des Landes Berlin. |
| Schön    | 037     | Peter-Vischer-Straße 39 Lage Grazer Platz                              | Krause                 | 10–15 m          | Gegenüber den Gebäuden der Fachklinik somit nahe der Nordostecke der Peter-Vischer-Straße mit dem Grazer Damm steht der Brunnen (OSM-ID: 1669815813). Sein Wasseraustritt und der Schwengel sind parallel zur Fahrbahn. Der Ablauf des Krausebrunnens erfolgt auf den gepflasterten Randstreifen des Gehwegs und dann zur Straßenentwässerung. Der Brunnen ist im Eigentum des Landes Berlin. |
| Marfe    | 038     | Wehnertstraße #57 Lage Kirchstraße                                     | zweiteilige Säule (A)  | 15–20 m          | Der Brunnen (OSM-ID: 1143432409) steht am östlichen Gehsteig gegenüber der Mündung der Sameiskystraße an der Grundstücksgrenze des unbebauten Grundstücks 57 und den Garagenereihe der Reihenhäuser 55–55d. Auf dem ursprünglich unbebauten Grundstück „Wehnertstraße 57 / Säntistraße 176“ wurde nach dessen Teilung in den 2000er Jahren das Siedlungshaus Wehnertstraße 59 errichtet. Die Aufnahme für OpenStreetMap erfolgte 2011, auf Street View 2008 abgebildet. Der Brunnen besteht aus zwei verschweißten Zylindern mit unterschiedlichem Durchmesser. 200 Meter nach Westen steht das Pumpwerk Grillostraße 33 der Wasserbetriebe. Der Brunnenstandort ist in der Liste zur Drucksache 17/15418 mit Brunnen Wehnertstraße (PLZ 12277) vermerkt. Der Brunnen ist im Eigentum des Landes Berlin. |
| Schön    | 038     | Bessemerstraße 60 Lage Lindenhofsiedlung                               | einteilige Säule       | 10–15 m          | Gegenüber vom Brunnenstandort an der Ostseite befindet sich eine SB-Tankstelle. Die Wolfsäule (OSM-ID: 1110467843) befindet sich am Eingang zum zurückgesetzten viergeschossigen Wohnhaus 58. Er steht mit dem Schwengel und dem Austritt parallel zur Fahrbahn, das „Kein Trinkwasser-Schild“ an der Schwengelseite. Der Brunnenkörper liegt über dem Sockelrohr auf dem Gehwegrandstreifen. Der Brunnen ist im Eigentum des Landes Berlin. |
| Schön    | 039     | Meininger Straße 9 Lage Kaiser-Wilhelm-Platz                           | einteilige Säule       | 07–10 m          | Der Standort (OSM-ID: 6019882608) ist in der Liste zur Drucksache 17/15418 mit Brunnen Meininger Straße 9 (PLZ 10823) vermerkt. Dort steht der Brunnen in der Mitte des Pflasterstreifens am südlichen Bürgersteig. An der Wolfsäule befinden sich Schwengel und Wasseraustritt parallel zu Fahrbahn, entsprechend liegt der Tränkstein quer am Brunnenfuß mit der Abflussrinne in den Pflasterstreifen. Nach Westen liegt 60 Meter entfernt die Martin-Luther-Straße/John-F.-Kennedy-Platz und entgegengesetzt 100 Meter die Gothaer Straße. Der Brunnen ist im Eigentum des Landes Berlin. |
| Lirad    | 039     | Mellener Straße 25 Lage John-Locke-Straße                              | einteilige Säule (B)   | 15–20 m          | Der Standort (OSM-ID: 6019881554) ist in der DS-Liste mit Brunnen Mellener Straße 25 (PLZ 12305) angegeben. Dieser liegt an der östlichen Straßenseite zwischen Löptener und Bahnhofstraße. Der Brunnen steht zwischen den Fahrzeugeinfahrten (Nummer 23, 25) der beiden (Hintergrundstück 21 und Haus 27). Der Wasserabfluss vom Austritt quer zur Fahrbahn gelangte auf ein Rasenstück, am oberen dünneren Zylinder war der Handschwengel in Richtung Gehweg am Ansatz gehalten. Der Brunnenkörper bestand 2008 aus einer zweiteiligen Säule (verschweißt mit unterschiedlichem Durchmesser) und wurde um 2012 durch eine neue einteilige (Wolf2-)Säule ersetzt. Da das Austrittsrohr nun parallel statt quer zur Fahrbahn liegt wurde wohl eine Muldenplatte gesetzt. Der Stand auf dem Sockelrohr zwischen den benachbarten Grundstückseinfahrten blieb dabei unverändert. Der Brunnen ist im Eigentum des Landes Berlin. |
| Lirad    | 040     | Egestorffstraße (# 31/33) Lage Franziusweg/Rohrbachstraße              | zweiteilige Säule      | 15–20 m          | Der Standort (OSM-ID: 6019881551) ist in der Liste zur Drucksache 17/15418 mit Brunnen Egestorffstraße (PLZ 12307) vermerkt, wobei keine weitere Angabe zur Lage an der 660 Meter langen Straße erfolgte. Allerdings zwischen Schichau- und Dinnendahlstraße westlich der Straßenmitte Marienfelde. Hinter dem Polteigraben schließt sich das „Wäldchen am Königsgraben“ an, die davon südlich bis Blohmstraße errichtete Siedlung liegt in Lichtenrade. Die Länge der Straße beträgt 650 Meter. Ein Brunnen steht etwa 30 Meter südlich der Dinnendahlstraße an der östlichen Gehwegseite erkennbar. Die Lage befindet sich vor dem Eckgrundstück mit Dinnendahlstraße 25 adressiert. Der Brunnen nach Art Neue Krause besteht aus einem unteren Rohr mit etwas größerem Durchmesser und darauf verschweißt ein etwas dünneres an dem an einen Dreieckansatz der Handschwengel sitzt. Anzumerken die geschwungenen Dreieckseiten am Ansatz. Das Sockelrohr liegt im grasbewachsenen Gehwegrand, der Abfluss erfolgt auf das umgebende gepflasterte Viereck. Der Brunnen ist im Eigentum des Landes Berlin.                                           |
| Marfe    | 041     | Kirchstraße 57 Lage Kirchstraße                                        | zweiteilige Säule      | 07–10 m          | Der Brunnen (OSM-ID: 1572836484) steht an der Ostseite der Kirchstraße am südlichen Übergang zur Dormagkstraße. Im Süden dieses Straßenknicks befindet sich der Fußballplatz des FC Stern Marienfelde 1912 und daneben der Ev. Friedhof Marienfelde. Auf dem Gehsteig befindet sich ein gepflastertes Vierck auf dem der aus zwei verbundenen Zylindern unterschiedlichen Umfangs bestehende Brunnen auf dem Sockelrohr steht. Die Rechteckmuldenplatte ist für den Wasserablauf eingelassen. Der Brunnen ist im Eigentum des Landes Berlin. |
| Schön    | 041     | Wielandstraße 34 Lage Ceciliengärten                                   | einteilige Säule       | 07–10 m          | Auf dem östlichen Gehsteig der Wielandstraße, versetzt um drei Stadtvillen (60 Meter) nördlich der Hedwigstraße steht der Schöneberger Brunnen 41 (OSM-ID: 1198768482). An der Wolfsäule auf dem Gehwegrand sind Schwengel und Austritt gegenüber und parallel zur Fahrbahn, der Tränkstein quer davor. In der Landesliste 2015 als Brunnen Wielandstraße 33 (PLZ 12159) aufgeführt. Der Brunnen ist im Eigentum des Landes Berlin. |
| Schön    | 042     | Frobenstraße 27 Lage Nollendorfplatz                                   | einteilige Säule       | 03–4 m           | Der Brunnen (OSM-ID: 6019882622) steht an der Ostseite der Frobenstraße gegenüber der mündenden Kurmärkischen Straße. Am Brunnenfuß der Wolfsäule liegt der Tränkstein längs parallel zur Bordsteinkante mit einer Abflussrinne auch im Bordstein. Der Standort ist in der Liste zur Drucksache 17/15418 mit Brunnen Frobenstraße 27 (PLZ 10783) vermerkt. Der Brunnen ist im Eigentum des Landes Berlin. |
| Mardf    | 042     | Hausstockweg neben 36 Lage Hundsteinweg                                | einteilige Säule       | 15–20 m          | Der Standort (OSM-ID: 6019881571) ist in der Liste mit „Brunnen Hundsteinweg (PLZ 12107)“ ohne genauere Grundstücks- oder Flurnummer angegeben. Die für 2008 vorhandene zweiteilige Brunnensäule wurde um 2012/2013 durch die funktionsfähige einteilige Säule auf dem gleichen Standrohr ersetzt. Sie steht weiterhin am nördlichen Gehweg des Hundsteinwegs. Das Grundstück neben der Grünfläche ist als Hausstockstraße 36 adressiert. Der Brunnenstandort neben einer Litfaßsäule ist 30 Meter von der Mündung des Hausstockwegs und 25 Meter zum Hochgallweg (~Hoeftweg). Der Brunnenfuß ist zwischen einem Pflasterviereck auf dem Sockelrohr aufgeschraubt, eine Abflussplatte existiert nicht. Nach Westen sind es zum Mariendorfer Damm wiederum 75 Meter. Der Brunnen ist im Eigentum des Landes Berlin. |
| Schön    | 043     | Hochkirchstraße 14 Lage Dennewitzplatz                                 | einteilige Säule       | 10–15 m          | Der Brunnen (OSM-ID: 6019882611) steht am nördlichen Versatz des Straßenlaufs um das Grundstück 15–18, das seinerseits an den Alten Kirchhof der St. Matthäusgemeinde grenzt. 70 Meter zur Großgörschenstraße und 180 Meter nördlich der Monumentenstraße. Auf besagten Grundstück befindet sich die FiPP-Kita und deren Spielplatz. An der Wolfsäule ist offensichtlich ein neues Rohrteil aufgeschweißt an dem der Schwengel und dessen Anschluss an das Kolbengestänge enthalten ist. Der Brunnenfuß ist auf dem Sockelrohr verschraubt woran auch der Zugang zum Forsthahn angebracht ist und daneben liegt die Rechteckmulde als Wasserauffang. Der Handgriff am Schwengel ist als Raute geformt. Der Standort ist in der Liste zur Drucksache 17/15418 mit Brunnen Hochkirchstraße 14 (PLZ 10829) vermerkt. Der Brunnen ist im Eigentum des Landes Berlin. |
| Mardf    | 043     | Grimmingweg 2 Lage Birnhornweg                                         | zweiteilige Säule (A)  | 20–30 m          | Der Standort (OSM-ID: 6019881569) ist mit „Brunnen Grimmingweg 2 (PLZ 12107)“ bezeichnet. Dieses Grundstück liegt westlich und 60 Meter südlich der Säntisstraße. An der Ecke Raueckweg steht der Straßenbrunnen vor der Kita Grimmingweg 1-1b. In diesem Karree Grimming-, Raucheckweg, Säntisstraße, Marienfdorfer Damm liegt auch die Kirche und das Gemeindezentrum (Säntisstraße 1/7). Der Brunnen entwässert über den Randstreifen des nördlichen Gehwegs. Die hier 2008 noch stehende zweiteilige Brunnensäule wurde Mitte der 2010er Jahre durch eine einteilige Säule ersetzt, deren Wasseraustritt nun parallel zur Fahrbahn angebracht ist, aber weiterhin auf das Pflasterviereck geschieht. Auffällig der Algenbesatz am Brunnendeckel. Der Brunnen ist im Eigentum des Landes Berlin. |
| Fried    | 044     | Evastraße ggü.1 Lage Friedenau                                         | Krause                 | 04–7 m           | Der Brunnen (OSM-ID: 6019882599) steht südlich vom Wendehammer der Evastraße neben dem Fußgängerbereich der Handjerystraße. Die Sarrazinstraße geht etwas südlicher schräg von der Handjerystraße nach Südwesten ab. An der Krausepumpe liegt ein Abflussstein mit einer Mulde die eine Sammelspitze zum Brunnenfuß hin besitzt. Der Standort ist in der Liste der Drucksache 17/15418 mit „Brunnen Handjerystraße 9-12 (PLZ 12159)“ angegeben. Dieses Grundstück gegenüber vom Perelsplatz (bis 1961/1962: Maybachplatz) deckt sich mit der westlichen Straßenseite zwischen Eva- und Sarrazinstraße. Der Brunnen ist im Eigentum des Landes Berlin. |
| Mardf    | 044     | Daimlerstraße (# 92) Lage Birnhornweg                                  | zweiteilige Säule      | 20–30 m          | Der funktionsfähige Brunnen (OSM-ID: 1426226689) steht am Nordgehsteig der Daimlerstraße gegenüber der südwestlich versetzten Mündung vom Hollabergweg. Der Standort an der dreieckigen Rasenfläche zwischen Grundstück 92, Straßenlauf und dem Wendebogen zwischen Daimlerstraße und Birnhornweg ist als Hollabergweg 25, 27, 29 adressiert. Der aus Ober- und Unterrohr zusammengefügte Brunnen steht in einem eigenen Pflastermosaik des gepflasterten Gehwegrand. Die Fahrbahn der Daimlerstraße liegt bereits in Marienfelde, dagegen liegt das besagte nördlichere Grundstück und der Gehweg in Mariendorf. Der Standort ist in der Liste zur Drucksache 17/15418 mit Brunnen Daimlerstraße (PLZ 12277) vermerkt. Der Brunnen ist im Eigentum des Landes Berlin. |
| Schön    | 045     | Crellestraße ggü. 25 Lage Dennewitzplatz                               | einteilige Säule       | 04–7 m           | Der Brunnen (OSM-ID: 729197801) steht gegenüber den Wohnhäusern der Crellestraße vor dem Zaun am Grünstreifen der Bahnseite. Eine Einfahrt auf das Bahngelände ist benachbart. In der Fortsetzung über die Neue Kulmer Straße am Willmanndamm befindet sich ein Wochenmarkt. Der Handgriff am Schwengel der Wolfsäule ist als Raute geformt. Neben dem Brunnenfuß liegt der Tränkstein über dessen Hauptachse läuft das Wasser seitwärts zum Straßengerinne ab. Der Brunnen ist im Eigentum des Landes Berlin. |
| Lirad    | 045     | Grenzweg 26 Lage Franziusweg/Rohrbachstraße                            | einteilige Säule       | 20–30 m          | Der Standort (OSM-ID: 6019881558) ist mit „Brunnen Grenzweg“ (PLZ 12307) ohne Grundstücksnummer bezeichnet. Beim Anlegen der Gartenstadtsiedlung (seither: Abendrotsiedlung) befand sich die Gemarkungsgrenze zwischen Lichtenrade und der Marienfelder Feldflur hier, der Weg ist 300 Meter lang zwischen Illig- und Wünsdorfer Straße. Die Wolf2-Säule steht an der Nordostecke des (Spiel-)Platzes, der an der Illigstraße anliegt. Der Brunnenfuß ist mit Gehwegplatten umlegt, der Wasserabfluss erfolgt über diese. Der Brunnen ist im Eigentum des Landes Berlin. |
| Schön    | 046     | Domnauer Straße 19 Lage Lindenhofsiedlung                              | einteilige Säule       | 07–10 m          | Die Wolf2-Säule (OSM-ID: 6019881584) steht ohne gesonderten Bodenauffang unter dem Austrittsrohr am westlichen Gehweg der Domnauer Straße. Hinter einer Buschreihe befinden sich hinter dem Brunnenstandort Bewohnergaragen vor dem zurückgesetzten Häuserblock 16–22 der sich U-förmig über die Reglinstraße hinwegsetzt. Die Domnauer Straße ist als Verkehrsberuhigung durch Pfosten quer über die Straße vom Durchgangsverkehr befreit, der Brunnenstandort liegt 10 Meter von dieser Sperre nach Norden, etwa in Höhe des Wohnhauses 19 hinter den Garagen. Innerhalb des Randstreifens steht der Brunnen auf einem Pflastermosaik. Der Brunnen ist funktionsfähig und fördert Wasser. |
| Temph    | 046     | Industriestraße Lage Rathaus Tempelhof                                 | einteilige Säule       | 07–10 m          | Der Standort (OSM-ID: 6019881577) ist in der Liste mit „Brunnen Industriestraße“ (PLZ 12099) angegeben. Die um 1910 angelegte Straße hat eine Länge von 680 Metern, eine Grundstücks- oder Flurnummer fehlt in der Liste zur Drucksache 17/15418. Auf der Street-View-Darstellung von 2008 ist auf der Industriestraße kein Straßenbrunnen erkennbar. Der Brunnen ist im Eigentum des Landes Berlin. |
| Lirad    | 047     | Kirchhainer Damm 36 Lage Horstwalder/Paplitzer Straße                  | einteilige Säule       | 10–15 m          | Der Brunnen steht an der westlichen Seite des Kirchhainer Damm, etwa 70 Meter nördlich der Kreuzung mit der Horstwalder Straße. Ein früherer Standort des Brunnens lag in Höhe der Hausnummer 24, wo ein zweiteiliger Brunnen vor den zurückgesetzten Wohnhäusern (Kirchhainer Damm 24, 24a, 26) am Straßenrand in der Flucht der Straßenbäume neben der Bushaltestelle stand. Bei Straßenbauarbeiten und Änderung der Gehweggestaltung wurde der Brunnen abgebaut und offenbar später an anderem Standort neu gebohrt. Spuren des Standortes gingen dabei verloren. Der Brunnenstandort ist im Eigentum des Landes Berlin. |
| Schön    | 047     | Eythstraße 48 Lage Lindenhofsiedlung                                   | einteilige Säule       | 10–15 m          | Der Brunnen (OSM-ID: 1349338289) steht an der Nordseite der Eythstraße. Die Bebauung ist durch zurückgesetzte Häuser mit zwischengesetzten querstehenden Wohnhäusern charakterisiert. Der Standort der Wolfsäule befindet sich zwischen den Häusern Eythstraße 42 und 54. In diesem U-Block 42–54 kommt das fünfgeschossige Wohnhaus 48 als Adressangabe am nächsten. Für den Abfluss befindet sich eine glatte Platte (Charlottenburger Platte) unter dem Austrittsrohr. Dieses ist mit einer angeschweißten Grundplatte am Schaft verschraubt, zudem ist der gerade Teil und der Ausflussbogen am Wasseraustritt verschweißt. Der Brunnen ist im Eigentum des Landes Berlin. |
| Schön    | 048     | Freiherr-vom-Stein-Straße #17 Lage Volkspark (Rudolf-Wilde-Park)       | einteilige Säule       | 04–7 m           | Der Brunnen (OSM-ID: 1142962618) steht an der Südseite der Straße gegenüber vom Eckhaus 3a und schräg zur Mündung der Innsbrucker Straße. Der Brunnenstandort befindet sich am Nordrand des Rudolph-Wilde-Parks und gegenüber steht der U-Bahnhof Rathaus Schöneberg. Am Brunnenfuß auf dem Randstreifen des Gehwegs liegt der dessen Breite bestimmende Tränkstein mit ovaler Mulde (Nebenachse, wie auch Schwengel und das Austrittsrohr parallel zur Fahrbahn). |
| Schön    | 049     | Schwäbische Straße (#2) Lage Barbarossaplatz                           | einteilige Säule       | 03–4 m           | Der Brunnen (OSM-ID: 6019882605) steht am Wendehammer der Schwäbischen Straße vor dem unbebauten Grundstück 2. Auf dem südwestlichen Bürgersteig befindet er sich gegen die Rückseite der Häuser Martin-Luther-Straße 37 / Hohenstaufenstraße 55. Der Brunnenfuß auf dem Sockelrohr liegt neben dem Randstreifen zwischen den Gehwegplatten. Der Ablauf vom Austrittsrohr fällt auf diesen Randstreifen und läuft über den Bordstein ab. |
| Lirad    | 049     | Alt-Lichtenrade ggü. 44 Lage Alt-Lichtenrade / Töpchiner Weg           | zweiteilige Säule (B)  | 20–30 m          | Der Standort (OSM-ID: 6019881552) befindet sich 40 Meter nördlich der Kreuzung Fehlingstraße / Töpchiner Weg dem zweigeschossigen Reihenhaus 44 gegenüber an der östlichen Straßenseite. Die Grundstücke 43 und 37/41 an der Brunnenseite reichen bis an den Töpchiner Weg und wurden ab 2013 mit Mehrfamilien- und Einfamilienhäusern bebaut. Der zuvor vorhandene zweiteilige Brunnen mit einer dickeren Untersäule und dem angepassten oberen Rohr und dem Schwengel stand ebenfalls zwischen Formsteinen in der Baumflucht auf einem Pflastermosaik. Der neue Brunnenkörper ist um 2013 ausgetauscht worden, der funktionsfähige Brunnen wird von Anwohnern aktiv genutzt. Der Standort ist in der Liste zur Drucksache 17/15418 mit Brunnen Alt-Lichtenrade 44 (PLZ 12305) vermerkt. Der Brunnen ist im Eigentum des Landes Berlin. |
| Schön    | 050     | Gotenstraße, Ecke Tempelhofer Weg Lage                                 | Wolf                   |                  | Der Brunnen (OSM-ID: 7885081254) steht auf dem östlichen Gehweg der Gotenstraße nahe der Kreuzung zum Tempelhofer Weg. |
| Lirad    | 050     | Neanderstraße 33 Lage Kettinger/Schillerstraße                         | einteilige Säule       | 15–20 m          | Der Brunnen (OSM-ID: 1139434700) steht am nördlichen Rad-/ Gehweg der Barnetstraße auf einem Pflastermosaik. Die Neanderstraße mündet 15 Meter nach Osten. Der Brunnen und eine Platte mit Rechteckmulde zum Ablauf am Brunnenfuß stehen in Grasbewuchs zur Grundstücksgrenze. Der Brunnen steht unweit östlich vom S-Bahnhof Schichauweg. In der Landesliste 2015 ist er als Brunnen Barnetstraße N (PLZ 12305) aufgeführt. Der Brunnen ist im Eigentum des Landes Berlin. |
| Lirad    | 051     | Barnetstraße (# 12) Lage Kettinger/Schillerstraße                      | zweiteilige Säule (A)  | 20–30 m          | Der Brunnen (OSM-ID: 1330384317) steht am Straßenrand des nördlichen Baumstreifens vor dem zurückgesetzten Schulgebäude 12/14 der Carl-Zeiss-Oberschule. Etwas nach Südost versetzt mündet die Finchleystraße. Der Standort liegt gegenüber der Ecke am Wohnblock Finchleystraße 2/4und Barnetstraße 79–81. In der Landesliste 2015 der Drucksache 17/15418 ist der Standort des Brunnen als „Brunnen Barnetstraße L“ – PLZ 12305 eingetragen. Das stärkere Unterteil mit dem aufgesetzten Wasserauslauf ist mit dem im Durchmesser geringeren Oberteil festverbunden (ähnlich Neue Krause). Auf der über den Randweg und den Baumstreifen reichenden Pflasterviereck befindet sich unter dem Austritt keine Sonderplatte für den Wasserablauf. Der Brunnen ist im Eigentum des Landes Berlin. |
| Schön    | 051     | Courbièrestraße 9 Lage Schöneberg Nord                                 | einteilige Säule       | 2,5 m            | Der Brunnen (OSM-ID: 5641863351) steht auf der westlichen Seite der Courbièrestraße nahe dem Bordstein auf einem Kleinpflasterstreifen, etwa 60 Meter nördlich der Einmündung in die Kleiststraße. Unter dem Wasserauslass der einteiligen Säule ist ein ovaler Tränkstein mit Ablaufrinne in den Boden eingelassen. Am Brunnen ist der Hinweis „Kein Trinkwasser“ angebracht. |
| Schön    | 052     | Apostel-Paulus-Straße 23 Lage Schöneberg Süd                           | einteilige Säule       | 4–7 m            | Der Brunnen (OSM-ID: 6025617681) steht am südlichen Rand der Apostel-Paulus-Straße östlich der Einmündung der Berchtesgadener Straße vor dem unbebauten Eck-Grundstück mit der Nummer 23. Unter dem straßenparallel ausgerichteten Wasserauslass ist ein ovaler Tränkstein im Boden eingelassen. Am Brunnen ist der Hinweis „Kein Trinkwasser“ angebracht. |
| Temph    | 052     | Greveweg 10 Lage Tempelhof                                             | zweiteilige Säule      | 15–20 m          | Der Brunnen (OSM-ID: 6025647814) steht auf der westlichen Seite des Grevewegs, etwa in der Mitte des kurzen Straßenverlaufs am Rand des Fußwegs, an den eine Rasenfläche zwischen den zurückgesetzten Häusern Nr. 8–18 angrenzt. Die zweiteilige Säule besteht aus einem dickeren Brunnenfuß und einer schmaleren oberen Säule. |
| Mardf    | 053     | Rixdorfer Straße Höhe 161 Lage Eisenacher Straße                       | einteilige Säule       | 20–30 m          | Die Wolfsäule (OSM-ID: 1126452365) steht ab Ecke Alt-Mariendorf (Britzer Straße) 140 Meter nach Norden gegenüber der Wohnhäuser 159–163. Das Sockelrohr endet zwischen Randstreifen und Radweg. Hinter dem Gehweg in Höhe des Brunnens befindet sich nach beiden Seiten der Volkspark Mariendorf (insbesondere liegt nach Süden der Eckernpfuhl). Weiter südlich über die Britzer/Reißeckstraße hinweg befindet sich das Gelände des Heidefriedhofs. Der Brunnen ist im Eigentum des Landes Berlin. |
| Schön    | 053     | Ansbacher Straße 40 Lage Wittenberg-/ Viktoria-Luise-Platz             | einteilige Säule       | 03–4 m           | Dieser Schöneberger Brunnen (OSM-ID: 4159299145) steht an der Ansbacher Straße am nördlichen Winkel mit der Fuggerstraße gegenüber von Gebäude 40. Der Brunnenkörper ist im Gehweg auf einem gesonderten Pflastermosaik aufgestellt, wobei unter dem zur Fahrbahn seitwärts liegenden Austritt ein Tränkstein mit ovaler Mulde liegt. Dessen die Abflussrinne reicht nicht zum Fahrbahnrand. Der Standort befindet sich auf der dreieckigen Fläche zwischen Lietzenburger, Ansbacher und Fuggerstraße, die mit Bäumen bestanden ist. Die Wolfsäule stand 2008 schon an dieser Stelle des westlichen Bürgersteigs der Ansbacher Straße. |
| Marfe    | 054     | Bruno-Möhring-Straße 4–5 Lage Marienfelder Allee Nordwest              | einteilige Säule       | 20–30 m          | Der Standort (OSM-ID: 6019881565) ist in der Liste zur Drucksache 17/15418 mit Brunnen Bruno-Möhring-Straße 4-5 (PLZ 12277) vermerkt. Auf dem östlichen Grundstück zwischen Belß- und Emilienstraße steht auf Nummer 5–9 (Nr. 4 ist unbebaut) eine Kita. Gegenüber dieser Einrichtung am Rand des westlichen Gehwegs steht zwischen dem Kleinpflaster eine „Wolfsäule“ mit einer Rechteckmulde unter dem Austritt zur Fahrbahn. Der Schwengel liegt quer dazu. Der funktionsfähige Brunnen steht vor der Park-/ Spielfläche von Grundstück 8. Dazu ist anzumerken, dass die Grundstücksnummerierung um 1970 von fortlaufend auf wechselseitig geändert wurde. Das vorher unbebaute Grundstück 4–5 wurde zu Nummer 8. Das Wohnhaus 10 besaß vorher die Nummer 6, das vorherige Grundstück 3 ist mit dem Wohnhaus 6 bebaut. Der Brunnen ist im Eigentum des Landes Berlin. |
| Schön    | 054     | Berchtesgadener Straße (#6) Lage Bayerischer Platz                     | einteilige Säule       | 03–4 m           | Der Brunnen (OSM-ID: 6019882614) steht nördlich der Rosenheimer Straße vor der Stirnseite des Hauses 17. Die Berchtesgadener Straße geht als Fußweg von der Rosenheimer nach Norden ab, das Haus Rosenheimer Straße 17 besaß noch bis in die 1990er Jahre die Adresse Berchtesgadener Straße 6. Brunnenfuß und Tränkstein liegen direkt am Bordstein. |
| Mardf    | ex54    | Mariendorfer Damm ggü. 375 Lage Hundsteinweg                           | <abgebaut>             | 20–30 m          | Der Standort ist in der Liste mit Brunnen Mariendorfer Damm 375 (PLZ 12107) angegeben. Die Adresse gehört zum Wohnblock 375–379 der an der Ostseite quer zum Straßenlauf steht. An der gegenüberliegenden Straßenseite mündet um 25 Meter versetzt der Fluchthornweg. Die zweiteilige Säule stand noch 2008 auf dem Mittelstreifen des Damms, der als Parkfläche „schräg zur Fahrbahn“ genutzt wird. Diese werden an beiden Seiten von Rasenstreifen zur Fahrbahn abgeteilt auf denen Bäume stehen. Am nördlichen Streifen auf einem gepflasterten Quadrat dem Wohnblock gegenüber stand gut sichtbar die Brunnensäule, die jedoch Mitte der 2010er Jahre abgebaut wurde Der Brunnen ist im Eigentum des Landes Berlin. |
| Schön    | 055     | Luitpoldstraße 22 Lage Wittenberg-/Viktoria-Luise-Platz                | einteilige Säule       | 03–4 m           | Am Brunnenfuß liegt ein Tränkstein neben der Wolfsäule (OSM-ID: 6019882621), dessen Abflussrinne zeigt zur Fahrbahn über einige Kleinpflastersteine fließt das Wasser zur Rinne im Bordstein. Der Standort am südlichen Bürgersteig liegt zwischen Münchener und Martin-Luther-Straße, in der Liste zur Drucksache 17/15418 mit Brunnen Luitpoldstraße 1 (PLZ 10781) vermerkt.. Der Brunnen ist im Eigentum des Landes Berlin. |
| Lirad    | 055     | Weberstraße ggü. 9 Lage Franziusweg/Rohrbachstraße                     | zweiteilige Säule      | 04–7 m           | Der Standort (OSM-ID: 6019881559) ist in der Liste zur Drucksache 17/15418 mit Brunnen Weberstraße (PLZ 12307) vermerkt. Die Straße liegt mit einer Länge von 160 Metern zwischen Beethoven- über die Brahmsstraße und als Sackgasse südlich vom Lortzingplatz bis an den Mahlower Seegraben. Der Brunnen steht auf einem Pflastermosaik am nördlichen Straßenrand vor einem Spielplatz. Der nördliche Gehsteig an der Waldseite mit dem Standort liegt zwischen Waldboden, der Wasserablauf hat (wohl) keine gesonderte Form. Der Lortzingplatz ist der Rest eines Waldes am Stadtrand zu Mahlow. Der Brunnen ist im Eigentum des Landes Berlin. |
| Marfe    | 056     | Albanstraße 27 Lage Kirchstraße                                        | zweiteilige Säule      | 15–20 m          | Der Brunnen (OSM-ID: 6019881563) steht am östlichen Gehsteig 30 Meter von der Säntisstraße, gegenüber von Haus 28a. In der Landesliste 2015 als Brunnen Albanstraße 27-29 (PLZ 12277) aufgeführt. Der untere Teil des Brunnens mit dem Wasseraustritt ist stärker und fest mit dem oberen für das Kolbengestänge am Schwengel verbunden. Für den Wasserablauf liegt eine Platte mit viereckiger Mulde. Der Brunnen ist im Eigentum des Landes Berlin. |
| Fried    | 056     | Bachestraße 12 Lage Friedenau                                          | einteilige Säule       | 04–7 m           | Der Standort (OSM-ID: 6019882595) am südlichen Bürgersteig liegt von der Bundesallee nach Westen. Der Brunnenfuß der Wolfsäule steht auf Kleinpflaster am Straßenrand, das abfließende gepumpte Wasser hat die Zwischenräume ausgespült, da eine Platte unter dem Austritt fehlt. |
| Fried    | 057     | Friedrich-Wilhelm-Platz 5 Lage                                         | Krause                 |                  | Der Brunnen (OSM-ID: 7898016126) steht an der westlichen Seite des Friedrich-Wilhelm-Platzes etwa 20 Meter südlich der Einmündung der Wilhelmshöher Straße. |
| Lirad    | 057     | Schillerstraße 81 Lage Kettinger/Schillerstraße                        | einteilige Säule       | 20–30 m          | Der Brunnen (OSM-ID: 6019881556) steht vor dem Siedlungshaus 81 an der Westseite der Schillerstraße zwischen zwei Großpflasterflächen in der Baumflucht. 20 Meter nach Norden mündet an der Gegenseite der Feldstedter Weg. Mit Schwengel und Austritt parallel zur Fahrbahn liegt eine rechteckige Muldenplatte an der Seite des Brunnenfußes. In der Landesliste 2015 ist dieser als Brunnen Schillerstraße 81 (PLZ 12305) aufgeführt. Der Brunnen ist im Eigentum des Landes Berlin. |
| Fried    | 058     | Odenwaldstraße 13 Lage Friedenau                                       | Lauchhammer Typ I Reko | 10–15 m 1978     | Der Brunnen (OSM-ID: 1154157249) steht am südlichen Bürgersteig der Odenwaldstraße vor dem kleinen Park zwischen Rheingau-/Odenwald- und Bornstraße. In Friedenau südlich an der Bornstraße befindet sich die Bezirksgrenze zu Steglitz-Zehlendorf. Der Fischkopf als Wasseraustritt zeigt zur Fahrbahn, vor dem Brunnenkörper liegt der Tränkstein innerhalb der Bordsteinkante. |
| Marfe    | 058     | Tirschenreuther Ring 7 Lage Marienfelde Süd                            | vierteilige Säule      | 20–30 m          | Der Brunnen (OSM-ID: 1330384668) steht am östlichen Gehsteig einige Meter nördlich der gegenüberliegenden Zufahrt zu den Häusern 10, 12, 14. Die Brunnensäule besteht aus dem unteren Ständerteil einem oben und unten aufgekröpften Rohrteil des Austrittsrohrs. Ein weiteres Zwischenrohr ist nach oben erweitert, worauf die dickere Schwengeleinheit mit der Anknüpfung des Kolbengestänges sitzt und dem Drehpol (am Dreieckstück). Der auf dem Sockelrohr verschraubte Brunnenfuß ist zwischen ausgesparten Gehwegplatten aufgenommen. Der Abfluss erfolgt so über jene zum Schnittgerinne. Der Standort ist in der Liste zur Drucksache 17/15418 mit Brunnen Tirschenreuther Ring 7 (PLZ 12279) vermerkt. Der Brunnen ist im Eigentum des Landes Berlin. |
| Schön    | 059     | Koburger Straße ggü. 9 Lage Volkspark (Rudolf-Wilde-Park)              | einteilige Säule       | 07 m             | Der Brunnen (OSM-ID: 765928705) steht südlich der Fritz-Elsas-Straße am Rasenplatz zwischen dieser Dominicus- und Koburger Straße. Der Standort befindet sich südöstlich des Wendehammers am östlichen Gehsteig. Kein Ablauf oder Tränkstein, das Wasser der funktionsfähigen Pumpe fließt direkt auf das Gehwegpflaster. Hinweis „Kein Trinkwasser“. |
| Marfe    | 059     | Luckeweg 43 Lage Marienfelde Süd                                       | vierteilige Säule      | 20–30 m          | Der Brunnen (OSM-ID: 1617739441) steht an der Ostseite des Tirschenreuther Rings. Sie steht vor einem Zaun hinter dem sich eine Freifläche befindet, die von den Wohnblöcken Luckeweg 33–37 und 39–43 begrenzt wird. Der Abstand zur Mündung des Luckewegs ist 70 Meter nach Süd. Der Brunnenkörper besteht aus vier festverbundenen zylindrischen Teilen: Ständerrohr, Austrittsrohr, Zwischenteil, Schwengelaufsatz. Der Standort ist in der Liste zur Drucksache 17/15418 mit Brunnen Tirschenreuther Ring 78-80 (PLZ 12279) vermerkt. Der Brunnen ist im Eigentum des Landes Berlin. |
| Schön    | 060     | Rubensstraße ggü. 11*13 Lage Ceciliengärten                            | einteilige Säule       | 04–7 m           | Die Wolfsäule (OSM-ID: 6019882598) hat einen Schwengel mit Rautengriff, wobei der Austritt quer zur Fahrbahn zeigt. Sie steht am östlichen breiten Gehweg vor einer Buschreihe, die den Pkw-Parkplatz begrenzt. Der Ablauf aus dem Wasserrohr gelangt auf die bewachsene Fläche am Brunnenfuß auf dem Gelände zwischen Rubens-/ Traeger-/Hauptstraße. Der S-Bahnhof Innsbrucker Platz liegt 200 Meter nördlich. |
| Schön    | 061     | Baumeisterstraße / Rubensstraße Lage                                   | Wolf                   |                  | Der Brunnen (OSM-ID: 7898016123) steht an der südöstlichen Seite der Baumeisterstraße, etwa 50 Meter nordöstlich der Kreuzung zur Rubensstraße. |
| Schön    | 062     | Wendlandzeile 2 Lage Grazer Platz                                      | einteilige Säule       | 04–7 m           | Die Brunnensäule (OSM-ID: 6003263207) steht am westlichen Gehsteig einige Meter nördlich der Zufahrt zum Parkplatz, 25 Meter vom Vorarlberger Damm entfernt. Neben dem Brunnen auf dem Gehwegrand liegt eine Charlottenburger Platte für den Ablauf im Kleinpflaster eingebettet. Das dem Brunnen gegenüber liegende Wohnhaus ist als Vorarlberger Damm 3 adressiert. |
| Mardf    | 062     | Kitzingstraße ggü. 5 Lage Fritz-Werner-Straße                          | einteilige Säule       | 20–30 m          | Der Brunnen (OSM-ID: 1558994751) steht am südlichen Gehsteig im Gewerbegebiet westlich der Großbeerenstraße (Bundesstraße 101). Die Großbeerenstraße liegt 100 Meter nach Osten vom Brunnen. Nach der Darstellung von 2008 ist der Brunnen eine Schliephacke (auch Rümmlerpumpe genannt) mit grünem Rohr und blauen Ansätzen, davor lag kein Tränkstein. Der Standort liegt 10 Meter neben der Gewerbeeinfahrt Kitzungstraße 1/5. An gleicher Stelle wurde in der ersten Hälfte der 2010er Jahre stattdessen eine (einteilige) Wolf-2-Säule aufgestellt. Dessen Stand liegt auf dem Pflasterstreifen in der Baumflucht am Gehwegrand. |
| Schön    | 063     | Vorarlberger Damm neben 33 Lage Grazer Platz                           | einteilige Säule       | 10–15 m          | Der Brunnen (OSM-ID: 6003263205) steht in der Baumflucht des nordwestlichen Gehwegs vor den Sportanlagen Vorarlberger Damm. An der Straßenseite gegenüber liegen Kleingartenanlagen, die Kolonie Ideal. Die Brunnensäule steht 70 Meter von der Mündung des Priesterwegs. |
| Temph    | 063     | Bäumerplan ggü. 40 Lage                                                | Wolf                   |                  | Der Brunnen (OSM-ID: 7885081257) steht auf dem östlichen Gehweg des Bäumerplan nahe der Kreuzung zum Werner-Voß-Damm. |
| Schön    | 064     | Rubensstraße ggü. 118 Lage Grazer Platz                                | einteilige Säule       | 10–15 m          | Der Brunnen (OSM-ID: 1170532291) steht am breiten östlichen Gehsteig an der Ecke der Einfahrt zum Parkplatz des Polikums (Haus 118). Der Brunnenstandort liegt 50 Meter nördlich der Canovastraße, das Auguste-Viktoria-Klinikum liegt nach Süden an der Ostseite der Straße bis an die Thorwaldsenstraße. Zur Wolf2-Säule gehört der Tränkstein mit ovaler Mulde am Brunnenfuß innerhalb des Pflasterstreifens am Gehweg. |
| Marfe    | 064     | Nahmitzer Damm ggü. 26 Lage Marienfelde Süd                            | einteilige Säule       | 15–20 m          | Der Standort (OSM-ID: 6019881564) ist in der DS-Liste mit „Brunnen Nahmitzer Damm“ (PLZ 12277) angegeben, wobei eine genauere Grundstückszuordnung für die Lage eines Straßenbrunnen an dieser 1080 Meter langen Straße fehlt. Der erweiterte Straßenzug im Norden existiert seit Ende der 1960er Jahre. Ein Brunnen steht 2008 am Rand der nördlichen Fahrbahn vor dem Gutspark Marienfelde, zum östlicher liegenden Ufer des Freseteichs sind es 100 Meter jenseits der Straße. Der Brunnen befindet sich etwa 15 Meter von dem Zugangsweg über den Stadtgutgraben, zur Ecke Motzener Straße sind es 230 Meter in Richtung Ost. Über den Nahmitzer Damm hinweg befindet sich der Eingang zum „Bauhaus-Markt“ (Nahmitzer Damm 26). Der Brunnen ist im Eigentum des Landes Berlin. |
| Schön    | 065     | Overbeckstraße 1 Lage Grazer Platz                                     | einteilige Säule       | 07–10 m          | Die Wolfsäule (OSM-ID: 1853277781) steht an der Südseite der Overbeckstraße an einer kleinen Grünfläche, eingerahmt von den Wohnhäusern 215, 217–217c. Der Ablauf des Brunnens wird auf einen Tränkstein zur Bordsteinkante gelenkt. |
| Marfe    | 065     | Sperenberger Straße (#2) Lage Marienfelde Süd                          | zweiteilige Säule      | 15–20 m          | Als Straße 465 im Bereich der Kleingartenkolonie Grenzland II (Siedlungsgemeinschaft Lüdecke) angelegt wurde sie 1973 als Sperenberger Straße benannt. Der Ausbau für Gewerbe und Industrie erfolgte um 1980. Die Stichstraße führt von der Motzener Straße nach Westen ab, sie erschließt ein Gewerbegebiet und endet auf halber Länge nach Norden zum Wendehammer (bei Grundstück 12–15) geknickt. Der Standort (OSM-ID: 6019881561) ist in der DS-Liste mit „Brunnen Sperenberger Straße“ (PLZ 12277) angegeben, wobei eine Grundstücksbezeichnung fehlt. Ein Straßenbrunnen steht 108 Meter von der Motzener Straße. Die Werkshalle hinter dem Brunnenstandort ist als Grundstück mit Motzener Straße 32 adressiert. Ein kleines Gebäude an der gefasten Straßenecke bietet den Schokoladen-Werksverkauf von Stollwerck. Der Brunnen besteht aus einem dickeren unteren Rohr mit Wasseraustritt und verpressten im Umfang geringeren Schwengelaufsatz. Der Brunnen ist im Eigentum des Landes Berlin. |
| Schön    | 066     | Arnulfstraße 116–128 Lage Marienhöhe                                   | einteilige Säule       | 10–15 m          | Der Brunnen (OSM-ID: 6019882586) mit der Schöneberger Nummer 66 steht auf dem breiten nördlichen Gehsteig. Abgesehen von einem Pflasterring um den Brunnenfuß steht der Brunnen im Pflaster des Gehwegs eingebettet auf dem Sockelrohr. Der Wasserabfluss unter dem Austrittsrohr – einschließlich Schwengel parallel zur Fahrbahn – gelangt ebenfalls darüber zur Straßenentwässerung. Der Weiher Lindenhof befindet sich 40 Meter hinter der anliegenden Wohnhausreihe. Der Brunnen ist im Eigentum des Landes Berlin. |
| Mardf    | 066     | Ringstraße 26 Lage Rathausstraße                                       | einteilige Säule       | 20–30 m          | Der Brunnen (OSM-ID: 1143508553) steht an der Ringstraße gegenüber der Einmündung des Blumenwegs. Die Teubertbrücke ist 250 Meter entfernt, somit das Ufer des Teltowkanals. Zur Wolfsäule gehört eine Rechteckmulde für den Wasserablauf über den Bordstein hinweg, sie steht auf einem Pflastermosaik im Baumstreifen. Der Brunnen ist schon auf der Street-View-Aufnahme von 2008 enthalten und wurde für OSM im Februar 2011 aufgenommen. |
| Schön    | 067     | Bessemerstraße 1–11 Lage Lindenhofsiedlung                             | einteilige Säule       | 07–10 m          | Der Brunnen (OSM-ID: 1110468092) steht gegenüber der ehemaligen Malzfabrik vor dem Gewerbegrundstück Bessemer- /Eresburgstraße und ist 50 Meter an der Ostseite der ersteren entfernt. Zum Brunnen gehört ein Tränkstein mit der Abflussrinne parallel zur Fahrbahn, wie auch Austritt und Schwengel. |
| Temph    | 067     | Stolbergstraße ggü. 4a Lage Tempelhof                                  | einteilige Säule       | 10–15 m          | Der Brunnen (OSM-ID: 6025647817) steht auf der westlichen Seite der Stolbergstraße auf dem gepflasterten Gehwegstreifen zwischen Straße und dem nördlichen Ausläufer des Boseparks, der an dieser Stelle von Büschen und Bäumen gesäumt wird. Unter dem Wasserauslass ist ein rechteckiger Tränkstein im Boden eingelassen. |
| Schön    | 068     | Bayreuther Straße 9 Lage Wittenberg-/ Viktoria-Luise-Platz             | Lauchhammer Typ I Reko | 03–4 m 1978      | Der Brunnen (OSM-ID: 771332565) steht vor dem Eckhaus am Park südlich vom Wittenbergplatz. Der gegenüberliegende Wendebogen Wormser Straße vor der Lietzenburger Straße liegt 10 Meter (ggü. Nummer 9) entfernt. Vor dem Brunnen zur Fahrbahn hin liegt der Tränkstein über einige Kleinpflaster vom Bordstein. Auf dem Bild von 1984 aus der Bayreuther Straße ist der Brunnen vorhanden. |
| Temph    | 068     | Götzstraße ggü. 4a Lage Tempelhof                                      | einteilige Säule       | 10–15 m          | Der Brunnen (OSM-ID: 6025647816) steht an der nördlichen Seite der Götzstraße, etwa 60 Meter östlich ihrer Einmündung in den Tempelhofer Damm vor einer eingezäunten Mieterparkplatzfläche. Gegenüber befindet sich die Polizeidirektion 4, Abschnitt 44. |
| Schön    | 069     | Steinmetzstraße 77 Lage Dennewitzplatz                                 | einteilige Säule       | 03–4 m           | Neben der Wolfsäule (OSM-ID: 6019882619) liegt ein Tränkstein in einem Pflastermosaik. Der Brunnen steht am östlichen Bürgersteig südlich der Kurfürstenstraße zur Bülowstraße hin. |
| Schön    | 070     | Nollendorfstraße 33 Lage Nollendorfplatz                               | <abgebaut>             | 02–4 m           | Der Brunnen (OSM-ID: 1739575765) stand am südlichen Bürgersteig. Noch 2012 stand hier der Brunnenkörper, der für das Projekt OpenStreetMap am 3. Mai 2012 aufgenommen wurde. Auf Street View 2008 ist der Standort nicht einsehbar, da der Straßenabschnitt nicht befahren ist. Bei der Begehung im Herbst 2018 war an dieser Stelle vor dem Haus 33 kein Brunnen mehr vorhanden. Eine direkte Spur des vormaligen Standortes könnten die fehlenden Gehwegplatten neben der Einfahrt zur Tiefgarage sein, allerdings gibt OpenStreetMap den Standort an der Trennung von Haus 33 zu 34 vor. Das Doppelhaus Nollendorfstraße 33/34 wurde 1975 erbaut. In der Liste der Landesbrunnen zur Drucksache 17/15418 ist der Standort nicht aufgenommen. |
| Lirad    | 070     | Töpchiner Weg 188 Lage Alt-Lichtenrade / Töpchiner Weg                 | <abgebaut>             | 02–4 m           | Der Standort ist in der Liste zur Drucksache 17/15418 mit Brunnen Töpchiner Weg (PLZ 12309) vermerkt. Der Brunnen stand im Töpchiner Weg vor dem Supermarkt am östlichen Gehsteig zwischen Radweg und Bordstein. Die Straße 9 im Gewerbebereich liegt 40 Meter vom Brunnen entfernt. Neben dem Brunnenstandort nach Nord in Richtung Kloster-Zinna-Straße (120 Meter entfernt) kreuzte der Güteraußenring hier den Töpchiner Weg noch bis in die 1960er Jahre, dessen Betrieb in den 1950er Jahren eingestellt worden war. Noch 2008 befand sich eine Schliephacke vor der nördlichen Marktausfahrt 15 Meter neben dem Straßenbaum. Beim Abbau der (wohl) nicht mehr funktionsfähigen Pumpe aus den 1970er Jahren wurde die Ausfahrt schräg verbreitert, so dass keine Spuren des Standortes verblieben. Der Brunnen ist im Eigentum des Landes Berlin. |
| Schön    | 071     | Goltzstraße ggü. 25 Lage Nollendorfplatz                               | Lauchhammer Typ I Reko | 02–3 m 1978      | Der Brunnen (OSM-ID: 830617694) steht vor dem Winterfeldtmarkt an der Ostseite der Goltzstraße. Zur Fahrbahn hin liegt ein Tränkstein am Brunnenfuß. Der Standort liegt 55 Meter südlich der Winterfeldstraße und dort am Winterfeldtplatz steht die katholische Kirche St. Matthias. |
| Mardf    | 071     | Körtingstraße ggü. 12 Lage                                             | einteilige Säule       |                  | Der Brunnen steht auf der südlichen Straßenseite der Körtingstraße, etwa 15 Meter östlich der gegenüberliegenden Einmündung des Hirzerweg. Unter dem Wasserauslass ist ein rechteckiges Becken in das Gehwegpflaster eingelassen. Der Brunnen ist funktionsfähig und mit dem Hinweis "Kein Trinkwasser" versehen. |
| Lirad    | 072     | Im Domstift 38 Lage                                                    | einteilige Säule       |                  | Der Brunnen steht am westlichen Straßenrand der Straße "Im Domstift", etwa 20 Meter südlich der Einmündung der Bohnstedtstraße. |
| Schön    | 072     | Frankenstraße 7 Lage Schöneberg Nord                                   | einteilige Säule       | 2,5–3 m          | Der Brunnen (OSM-ID: 6025617682) befindet sich am westlichen Ende der Frankenstraße, die hier eine Wendeschleife bildet, am nördlichen Straßenrand auf einer gepflasterten Gehwegvorstreckung. Unter der einteiligen Säule befindet sich kein Tränkstein, allerdings weisen größere Pflastersteine unter dem Wasserauslass darauf hin, dass hier früher einmal ein Tränkstein eingelassen gewesen sein könnte. |
| Schön    | 073     | Am Mühlenberg / Meraner Straße Lage Volkspark (Rudolf-Wilde-Park)      | einteilige Säule       | 07–10 m          | Der Brunnen (OSM-ID: 2752065124) steht auf der Nordostecken-Grünfläche der Einbahnstraße Am Mühlenberg zur Meraner Straße. Der Brunnenkörper ist grün lackiert. Der Brunnenstandort liegt am Gehwegrandstreifen mit einem Tränkstein und ovaler Mulde unter dem Austritt parallel zum Bordstein. Eine Schliephacke-Pumpe wurde zwischenzeitlich (um 2012) durch die neuere zylindrische Brunnensäule ersetzt. |
| Lirad    | 073     | Nahariyastraße 13 Lage Nahariyastraße                                  | einteilige Säule       | 15–20 m          | Der Brunnen (OSM-ID: 6019881553) steht an der Bushaltestelle vor der Nahariya-Schule am westlichen Gehwegrand. Gegenüber steht ein Wohngebäude und zur 60 Meter entfernten Tietjenstraße hin ist eine Wendeschleife für die Busse. Der Wasserabfluss erfolgt auf eine betonierte Fläche zwischen den Gehwegplatten. Hinter der Schule mit den Nebengebäuden (Nahariyastraße 13–17, dazu Kita auf 19 und 21) fließt der Lichtenrader Graben (Graben I) nach Norden. Bis in die 1960er Jahre waren seit den 1930er Jahren für das gesamte Gebiet bis zur Stadtgrenze (über die Aschaffenburger Straße) Straßen geplant. Die Bebauung begann nach dem Mauerbau um 1969 mit der Parzellierung für Siedlungshäuser südlich von Hanowsteig und Tietjenstraße. Die Schule und die Wohnhäuser bis an die Groß-Ziethener Straße folgte in den 1970er Jahren. Wobei (wohl) auch der Brunnen für die Notwasserversorgung gebohrt wurde. In der Landesliste 2015 ist er als Brunnen Nahariyastraße (PLZ 12309) aufgeführt. Der Brunnen ist im Eigentum des Landes Berlin.                                                                                         |
| Schön    | 074     | Crellestraße 40 Lage Kaiser-Wilhelm-Platz                              | Krause                 | 07–10 m          | Der Brunnen (OSM-ID: 729197788) steht am Wechsel der Wohnhäuser Crellestraße 39 zu 40 an der nördlichen Straßenseite, 40 Meter südöstlich liegt die Mündendung der Helmstraße. Die Entwässerung des Brunnens führt über die Pflasterfläche zur Straßenentwässerung. |
| Temph    | 074     | Werderstraße 11 Lage Tempelhof                                         | einteilige Säule       | 7–10 m           | Der Brunnen (OSM-ID: 6025647815) befindet sich am westlichen Rand der Werderstraße, etwa 30 Meter nördlich der Kreuzung mit der Friedrich-Karl-Straße, auf dem Kleinpflasterstreifen am Gehwegrand hin zur Straße. Unter dem straßenparallel verlaufenden Wasserauslass ist kein Tränkstein im Boden eingelassen. |
| Schön    | 075     | Bautzener Straße 37 Lage                                               | Wolf                   |                  | Der Brunnen (OSM-ID: 7885081253) steht auf dem östlichen Gehweg der Bautzener Straße in Höhe der Hausnummer 37, etwa 80 Meter südlich der Einmündung in die Yorckstraße. |
| Lirad    | 075     | Schillerstraße 105a Lage Kettinger/Schillerstraße                      | einteilige Säule       | 20–30 m          | Der Brunnen (OSM-ID: 1139430153) steht an der Westseite der Schillerstraße vor dem Einfamilienhaus der Nordwest-Ecke zur Humboldtstraße. Der Brunnenkörper ist auf dem Sockelrohr innerhalb einer größeren Pflasterfläche im Baumstreifen am Fahrbahnrand eingelassen. Leicht versetzt zum Hauseingang steht ein durchgehend als zylindrische Säule gestalteter Brunnenkörper. Entsprechend der Lage von Schwengel und Austrittsrohr liegt die Rechteckmulde zum Wasserablauf neben dem Brunnenfuß. Das bereits bebaute Eckgrundstück Schillerstraße 105 / Humboldtstraße 7 wurde nach 1993 geteilt und mit zwei Siedlungshäusern bebaut. Die beiden benachbarten Grundstücke 103 und 104 waren in die Tiefe geteilt und bereits in den 1970er Jahren bebaut. |
| Lirad    | 076     | Pasinger Straße 23A Lage                                               | einteilige Säule       |                  | Der Brunnen steht am nördlichen Rand der Pasinger Straße, etwa 90 Meter westlich der Kreuzung zur Augsburger Straße. |
| Schön    | 076     | Kesselsdorfstraße Lage Schöneberger Insel                              | einteilige Säule       | 10–15 m          | Der Brunnen (OSM-ID: 6019882602) steht an der östlichen Straßenseite vor dem Fußballplatz (Sportanlage Monumentenstraße), von der Kolonnenstraße etwa 50 Meter nach Norden. Der Brunnenkörper liegt mit Schwengel und Wasseraustritt parallel zur Fahrbahn auf einer Kleinpflasterfläche, die in die Gehwegplatten reicht. Der Wasserablauf gelangt über einen Tränkstein mit ovaler Mulde, der sich seitlich am Brunnenkörper befindet. Seine Abflussrinne ist am längeren Durchmesser der Mulde zur Fahrbahn hin eingelassen und endet am Bordstein. |
| Schön    | 077     | Naumannstraße ggü. 28 Lage Schöneberger Insel                          | einteilige Säule       | 10–15 m          | Der Brunnen (OSM-ID: 1093865071) steht an der Ostseite der Naumannstraße vor dem Alten Zwölf-Apostel-Friedhof. Die Entfernung zum Gustav-Müller-Platz beträgt 45 Meter nach Nord. Der Wasseraustritt der Wolfsäule ist zur Straße gerichtet und bedingt die Lage des Tränksteins über einige Kleinpflastersteine zum Bordstein. Auf einem Pflastermosaik sind Brunnen am Sockelrohr und Tränkstein in der Flucht der Straßenbäume angelegt. |
| Lirad    | 077     | Groß-Ziethener / Nahariyastraße Lage Nahariyastraße                    | einteilige Säule       | 15–20 m          | Der Standort (OSM-ID: 6019881562) ist in der Liste von 2015 mit „Brunnen Groß-Ziethener Straße“ (PLZ 12309) angegeben; ohne Grundstücksnummer bei 1200 Metern Länge der Straße. Die Groß-Ziethener Straße liegt zwischen Lichtenrader Damm und der Stadtgrenze zu Großziethen (Siedlung Langer Grund). Ein Schliephackebrunnen stand noch 2008 am Südrand der Groß-Ziethener Straße 20 Meter von der Ecke Nahariyastraße. An der Gegenseite mündet von Norden die Krontalstraße, ebenfalls 20 Meter weg. Südlich der Groß-Ziethener Straße insbesondere an der Nahariyastraße (bis 1973 Straße 17) wurden die Wohnhäuser in den 1970er Jahren gebaut. Hinter dem Randgrün am Brunnenstandort steht der Elfgeschosser Groß-Ziehtener Straße 84. Auf dem Pflasterviereck am Straßenrand steht der Brunnen parallel zur Fahrbahn und für den Abflauf liegt am Brunnenfuß eine Rechteckmulde. Noch 2008 befand sich an dieser Stelle der Schliephackebrunnen der 1970er Jahre. Während dessen Abflussstein noch vorhanden ist, wurde um 2015 auf dem vorhandenen Sockelrohr eine Wolf-2-Säule aufgestellt. Der Brunnen ist im Eigentum des Landes Berlin. |
| Temph    | 078     | Wittekindstraße 15 Lage                                                | Wolf                   |                  | Der Brunnen steht auf der östlichen Gehwegseite der Wittekindstraße in Höhe der Hausnummer 15, etwa 100 Meter nördlich der Kreuzung zur Kaiserin-Augusta-Straße. Unter dem Wasserauslass befindet sich weder ein Tränkstein noch eine andere bauliche Form zum Auffangen des Wassers – der Fuß der Pumpe ist direkt von Kleinpflaster umgeben. Der Brunnen ist nicht funktionsfähig. |
| Schön    | 079     | Frobenstraße 11 Lage Nollendorfplatz                                   | einteilige Säule       | 03–4 m           | Die einfache Wolf-Säule (OSM-ID: 6438586806) besteht aus einem durchgehenden Rohr an dem das Auslaufrohr angeschweißt ist. Schwengel und Auslauf sind parallel zum Bürgersteig gerichtet, so liegt der Tränkstein neben dem Brunnenfuß quer, mit der Auslaufrinne zum Bordstein und setzt sich in diesem fort. Der Überlauf gelangt so in den Fahrbahnrand. Der Standort liegt 10 Meter nördlich der Winterfeldtstraße. Gegenüber vom Brunnen stehen die Wohnhäuser zurückgesetzt hinter einer Grünfläche mit Spielplatz. Die Kriegsschäden auf den östlichen Grundstücken der Frobenstraße waren bis 1970 völlig beräumt und mit den stehenden Gebäuden neu bebaut worden: Haus 13 1973 als Seniorenhaus erbaut und 1980 folgte die Grüngestaltung, Ende der 1980er Jahre Haus 14–16 als Abschluss zur Schwerinstraße. An der Brunneseite stehen Altbauten. |
| Temph    | 079     | Bundesring / Ecke Wolffring Lage Neu-Tempelhof                         | einteilige Säule       | 15 m             | Der Brunnen (OSM-ID: 5562673281) steht auf einem Grasstreifen zwischen Fahrbahn und dem an dieser Stelle unbefestigten Gehweg am Bundesring Ecke Wolffring. Er liegt in ruhiger Lage im Gartenstadt-Viertel Neu-Tempelhof. Unter dem Wasserauslass befindet sich weder ein Tränkstein noch eine andere bauliche Form zum Auffangen des Wassers – der Fuß der Pumpe ist direkt von Gras umgeben. Die Nummer 79 des Brunnens ist handschriftlich aufgetragen; außerdem ist ein Aufkleber mit dem Hinweis „Kein Trinkwasser“ angebracht. Der Handschwengel der Pumpe lässt sich nur schwer und mit lautem Geräusch bewegen; auch nach mehrmaligem Pumpen floss kein Wasser. |
| Schön    | 080     | Gleditschstraße # 36 Lage Barbarossaplatz                              | einteilige Säule       | 03 m             | Der Brunnen (OSM-ID: 6395708831) steht am östlichen Gehwegrand der Gleditschstraße in Höhe der Hausnummer 36. Der Wasserauslass ist mit einer Vorrichtung zum Aufhängen von Eimern versehen. In den Gehweg ist ein ovaler Muldenstein eingelassen. Die Pumpe trägt ein Schild „Kein Trinkwasser“. |
| Temph    | 080     | Mussehlstraße ggü. 20 Lage                                             | Rümmler                |                  | Der Brunnen (OSM-ID: 7885081256) befindet sich auf einer kleinen Gehwegvorstreckung am nordwestlichen Rand der Mussehlstraße, genau zwischen den Einmündungen Bayernring und Schulenburgring. |
| Schön    | 081     | Steinmetzstraße # 51 Lage Dennewitzplatz                               | einteilige Säule       | 03–4 m           | Der Brunnen (OSM-ID: 3448639430) steht am östlichen Gehwegrand vor der Turnhalle der Neumarkgrundschule (Steinmetzstraße 46/50) gegenüberliegend vom Wohnhaus 30. Die Straße ist hier durch Sperrpfosten für den Durchgangsverkehr gesperrt, wobei der Brunnen etwas nach Norden steht. Der Brunnenständer hat einen Wasseraustritt der kurzen Form und es gibt einen rechteckigen Muldenstein. |
| Temph    | 081     | Friedrich-Wilhelm-Straße 17-19 Lage                                    | Wolf                   |                  | Der Brunnen steht auf dem nördlichen Gehweg der Friedrich-Wilhelm-Straße in Höhe der Hausnummer 17-19 vor der Fassade einer Ladenpassage, etwa 70 Meter westlich der Kreuzung zum Tempelhofer Damm. Unter dem Wasserauslass befindet sich weder ein Tränkstein noch eine andere bauliche Form zum Auffangen des Wassers – der Fuß der Pumpe ist direkt von Kleinpflaster umgeben. Der Brunnen trägt den Hinweis „Kein Trinkwasser“, aber ist nicht funktionsfähig. |
| Schön    | 082     | Rembrandtstraße 15 Lage Grazer Platz                                   | einteilige Säule       | 07–10 m          | Der Brunnen (OSM-ID: 6003263208) steht an der Nordecke des Dürerplatzes vor dem Eckhaus Rembrandtstraße 15 / Dürerplatz 5. In unmittelbarer Nähe parallel zur Rembrandtstraße verläuft die (hochgesetzte) BAB 103 über die hinweg sich der S-Bahnhof Friedenau befindet, zu dem ein Tunnel unter der Autobahn hindurch führt. Am Brunnenfuß liegt seitwärts zum Platz hin ein Tränkstein mit ovaler Mulde im Pflasterrand des Gehwegs. Im Herbst 2018 ist der Brunnen nicht funktionsfähig, zudem als Kein Trinkwasser markiert. |
| Temph    | 082     | Burgemeisterstraße ggü. 20 Lage                                        | Wolf                   |                  | Der Brunnen steht auf dem südlichen Gehweg der Burgemeisterstraße vor einem Spielplatz gegenüber der Hausnummer 20, etwa 20 Meter östlich der Kreuzung zur Friedrich-Franz-Straße. Unter dem Wasserauslass befindet sich weder ein Tränkstein noch eine andere bauliche Form zum Auffangen des Wassers – der Fuß der Pumpe ist direkt von Kleinpflaster umgeben. Der Brunnen trägt den Hinweis „Kein Trinkwasser“ und ist funktionsfähig. |
| Marfe    | 083     | Waldsassener Straße 44 Lage Marienfelde Süd                            | einteilige Säule       | 20–30 m          | Der Brunnen (OSM-ID: 2282986149) steht in Höhe des zurückgesetzten Hauses 44 an der Westseite in Höhe der Bushaltestelle. Der Stand liegt nördlich etwas versetzt vom gegenüber mündenden Pfabener Weg. Der einfache Brunnenkörper ersetzt den noch 2012 an dieser Stelle gesetzten „historischen“ Brunnenkörper. Am westlichen Gehwegrand befindet sich unter dem Austrittsrohr ein rechteckiger Muldenstein zwischen den Gehwegplatten. Der Brunnen ist im Eigentum des Landes Berlin. |
| Schön    | 083     | Mansteinstraße #11 Lage Dennewitzplatz                                 | einteilige Säule       | 02–3 m           | Der Brunnen (OSM-ID: 1202365925) steht vor dem Spielplatz (Mansteinstraße 11, 12) im Baumstreifen der östlichen Straßenseite gegenüber von Wohnhaus 8. Im Pflastermosaik steht der Brunnenkörper auf dem Sockelrohr verschraubt und daneben liegt ein Tränkstein. Die Großgörschenstraße liegt 50 Meter nach Süden, östlich vom Spielplatz liegt der S-Bahnhof Großgörschenstraße. An dieser Stelle, (wohl) auf der gleichen Bohrung, stand 2008 ein Krausebrunnen. |
| Schön    | 084     | Schwäbische Straße 12 Lage Barbarossaplatz                             | einteilige Säule       | 03–4 m           | Vom Standort (OSM-ID: 6019882605) sind es 60 Meter zur Grunewaldstraße und 35 Meter nach Norden zur Rosenheimer, an der der Alice-Salomon-Platz anliegt. Der Brunnen steht am westlichen Bürgersteig und neben dem Fuß der Wolfsäule liegt ein Tränkstein. Der Brunnen ist im Eigentum des Landes Berlin. |
| Marfe    | 084     | Alt-Marienfelde ggü. 39 Lage Kirchstraße                               | vierteilige Säule      | 15–20 m          | Der Brunnen (OSM-ID: 1540807882) steht an der Dorfaue von Marienfelde. Der Standort liegt gegenüber von Haus 39 („Haus der Ideen“) am Auenrand in Höhe des Kirchteichs. Die Dorfkirche Marienfelde liegt weiter rechts (östlicher). Zwischen den Bäumen auf einem Pflastermosaik steht der Brunnen auf dem Sockelrohr, die Auffangfläche ist dieses Kleinpflaster. Die Brunnensäule ist charakterisiert durch einen zwischengeschobenen fixierten Einsatz für den Wasseraustritt. |
| Fried    | 085     | Dickhardtstraße 45 Lage Ceciliengärten                                 | einteilige Säule       | 10–15 m          | 25 Meter von der Saarstraße nach Norden in Richtung Mosel-/ Wilhelm-Hauff-Straße steht der Brunnen 85 (OSM-ID: 1639338144) auf dem Randstreifen des östlichen Gehwegs. Die Brunnensäule steht mit Schwengel und Austritt parallel zur Fahrbahn. Der Tränkstein liegt dadurch im Kleinpflaster quer zur Straße, der Ablauf geschieht über den Bordstein. |
| Lirad    | 085     | Fontanestraße neben 4 Lage Kettinger/Schillerstraße                    | einteilige Säule       | 20–30 m          | Östlich vom Grundstück der (KGA) „Eisenbahnlandwirtschaft“ Fontanestraße 4/4a (auch als Schillerstraße 120/120a bezeichnet), steht der Brunnen (OSM-ID: 1139430190). In der Landesliste 2015 als Brunnen Schillerstraße F (PLZ 12305) aufgeführt, entspricht diese Lage dem Übergang der Schillerstraße zur rechtwinklig nach Ost liegenden Zufahrt (Privatstraße für Anlieger, KGA Wiesengrund). Der Brunnen selbst steht hier auf einem Pflasterbereich in Fortsetzung der westlichen hier endenden Baumreihe der Schillerstraße. Der Brunnen ist im Eigentum des Landes Berlin. |
| Schön    | 086     | Merseburger Straße 14 Lage Kaiser-Wilhelm-Platz                        | einteilige Säule       | 04–7 m           | Nördlich der Belziger zur Wartburgstraße steht auf halbem Weg der Brunnen (OSM-ID: 727851977) in der Linie der Baumreihe am westlichen Gehsteig der Merseburger Straße. Der Standort über der Quellbohrung (Sockelrohr) liegt hier in einer zweiten Reihe Granitplatten, während der Pflasterstreifen an der Hausfront läuft. |
| Schön    | 087     | Eisenacher Straße 65 Lage Kaiser-Wilhelm-Platz                         | einteilige Säule       | 07–10 m          | Von der Hauptstraße 70 Meter in die Eisenacher Straße steht der Brunnen (OSM-ID: 727852020) auf dem östlichen Bürgersteig in der Flucht der Straßenbäume. Die Straße weiter entlang an der Westecke mit der Belziger Straße befindet sich die Gustav-Langenscheidt-Schule. Die Brunnensäule steht am Hauseingang des fünfgeschossigen Wohnhauses 65. |
| Mardf    | 087     | Kaiserstraße #117 Lage Rathausstraße                                   | Schliephacke           | 15–20 m          | In der Landesliste 2015 als Brunnen Kaiserstraße (PLZ 12105) aufgeführt (OSM-ID: 6019881580). Nahe der Bordsteinkante an einem breiten Grünstreifen zwischen den Straßenbäumen befindet sich ein Pflastermosaik mit einem grünen Brunnenkörperrohr und daran die blaulackierte Schwengel- und die Austrittseinheit. Gegenüber vom Pumpenstandort liegt die KGA Kaisergarten mit 0,6 Hektar. Umgebende Schulgebäude bestehen schon seit den 1920er Jahren: Pestalozzischule (Hilfsschule Tempelhof) und zu Beginn der 1960er Jahre wurde mit der Namensänderung der Schule (Elisabeth-Rotten-Schule) das Grundstück Kaiserstraße 117/119 von einem Neubau belegt, auf 120 ist der Sportplatz. Der Brunnen ist im Eigentum des Landes Berlin. |
| Fried    | 088     | Lauterstraße 28 Lage                                                   | Wolf                   |                  | Der Brunnen (OSM-ID: 7640431393) steht an der östlichen Seite der Lauterstraße zwischen den Einmündungen Schnackenburgstraße und Albestraße. |
| Mardf    | 088     | Eisenacher Straße neben 71a Lage Eisenacher Straße                     | einteilige Säule       | 20–30 m          | Der Brunnen (OSM-ID: 6019881579) steht an der Nordseite der Straße je 50 Meter von Mariendorfer Damm (B 96) und Lerchenweg entfernt. Die Wolf2-Säule hat eine Rechteckmulde neben dem Brunnenfuß zum Auffangen und Ableiten des Pumpwassers in die Kanalisation. Zwei dicke Betonpoller stehen im gegenseitigen Abstand von einem Meter wiederum einen Meter neben dem Brunnen am Straßenrand. In der Drucksache 17/ 15418 ist der Standort von „Brunnen Kurfürstenstraße Te“ (PLZ 12105) angegeben, mit „Te“ kreuzt nur der Tempelhofer Damm. Vom Tempelhofer Damm führt die Kurfürstenstraße beginnend mit dem südlichen Eckhaus 57 und dem Grundstück 58 an der Nordecke (Adresse: Tempelhofer Damm 50/52) nach Westen. Über den Tempelhofer Damm nach Osten setzt die Eisenacher Straße den Straßenzug fort. Möglicherweise wurde der alte Standort zugunsten einer 75 Meter entfernten neuen Bohrung aufgegeben. Die Bebauung Eisenacher Straße 71 und 71 a wurde um 1970 geändert. Der Brunnen ist im Eigentum des Landes Berlin. |
| Fried    | 089     | Taunusstraße 10 Lage Friedenau                                         | einteilige Säule       | 04–7 m           | Der Brunnen (OSM-ID: 966049516) steht am nördlichen Bürgersteig in die Taunusstraße hinein 15 Meter vom Südwestkorso entfernt. An der südlichen Straßenecke liegt das „Kleine Theater“ (Südwestkorso 64). Zur Brunnensäule, bei der Austritt und Schwengel parallel zur Fahrbahn liegen gehört der Tränkstein mit ovaler Mulde, der in Richtung seiner Hauptachse zum Straßengerinne entwässert. |
| Mardf    | 089     | Rathausstraße # 4 Lage Rathausstraße                                   | einteilige Säule       | 07–10 m          | Der Brunnen (OSM-ID: 1349297195) steht in die Rathausstraße hinein an der Ecke Ullsteinstraße vor einem Parkplatz auf dem westlichen Gehweg. Diese Nordwestecke liegt gegenüber vom Wohnhaus Rathausstraße 5. 90 Meter nach Nord liegt das Ufer des Teltowkanals an der Germelmannbrücke, wo auch die Grenze zwischen den Ortsteilen Tempelhof und Mariendorf liegt. |
| Lirad    | 090     | Augsburger Platz Lage                                                  | einteilige Säule       |                  | Der Brunnen steht am nördlichen Rand des Augsburger Platz. |
| Schön    | 090     | Ebersstraße 37 Lage Schöneberg Süd                                     | einteilige Säule       | 4–7 m            | Der Brunnen (OSM-ID: 6025617679) befindet sich auf der nördlichen Seite der Ebersstraße, etwa 30 Meter westlich der Kreuzung mit der Kärntener Straße am Gehwegrand hin zur Straße. Ein im Boden eingelassener ovaler Tränkstein mit Abflussrinne fängt das Wasser des funktionstüchtigen Brunnens auf. |
| Fried    | 091     | Fehlerstraße 6 Lage                                                    | Wolf                   |                  | Der Brunnen (OSM-ID: 7898016128) steht an der nördlichen Seite der Fehlerstraße, etwa 20 Meter östlich der Kreuzung zur Stubenrauchstraße. Im Jahr 2020 war die Pumpe durch Flatterband und ein Hinweisschild außer Betrieb gesetzt. |
| Lirad    | 091     | Goltzstraße ggü. 13A / Rehagener Platz Lage                            | einteilige Säule       |                  | Der Brunnen steht am südöstlichen Straßenrand der Goltzstraße am Rehagener Platz, etwa 30 Meter nordöstlich der Kreuzung zur Kirchbachstraße / Haeselerstraße. |
| Lirad    | 092     | Hermione-von-Preuschen-Platz Lage Franziusweg/Rohrbachstraße           | einteilige Säule       | 15–20 m          | Diese Wolf2-Säule (OSM-ID: 1225488009) hat am Säulenansatz das Austrittsrohr angeschraubt. Er steht am nördlichen Fußweg in der Baumflucht (auf gesonderter Fläche) der Hohenzollernstraße, direkt vor dem Hermione-von-Preuschen-Platz (bis 2009 Hohenzollernplatz). Der Wasserablauf vom Austrittsrohr besteht aus einer Muldenplatte. Der Standort befindet sich 40 Meter von der Rangsdorfer und 60 Meter von der Paetschstraße. An der dem Brunnen gegenüber liegenden Straßenseite liegen vier Tennisplätze des TCL „Weiß-Gelb Lichtenrade“ (Hohenzollernstraße 18, alte Anlage). |
| Schön    | 092     | Reichartstraße ggü. 2 Lage Lindenhofsiedlung                           | einteilige Säule       | 07–10 m          | Der Brunnen (OSM-ID: 2284920053) steht in Verlängerung der Friedrich-Haak-Brücke über die A 100 (dazu Sachsendamm) 25 Meter südlicher. An der Ostseite vor dem Melag-Gebäude (Geneststraße 6–10, vormals als unbebautes Grundstück Reichardtstraße 3/4) steht die einteilige Säule an der Bushaltestelle. |
| Lirad    | 093     | John-Locke-Straße 1 Lage                                               | einteilige Säule       |                  | Der Brunnen steht am nördlichen Straßenrand der John-Locke-Straße, etwa 75 Meter östlich der Kreuzung zur Steinstraße. |
| Schön    | 093     | Leberstraße 81 Lage Schöneberg Süd                                     | einteilige Säule       | 10–15 m          | Der Brunnen (OSM-ID: 6025617678) steht auf der östlichen Seite der Leberstraße, nahe ihrer südlichen Einmündung in die Torgauer Straße. Er steht am Gehwegrand hin zur Straße auf einem Kleinpflasterstreifen. Auf dem angrenzenden Eckgrundstück befinden sich ein Spiel- und Bolzplatz. Ein ovaler Tränkstein fängt das Wasser des funktionsfähigen Brunnens auf, dessen Wasserauslass parallel zur Straße ausgerichtet ist. |
| Fried    | 094     | Hedwig-/ Rheinstraße Lage Ceciliengärten                               | Lauchhammer Typ I Reko | 10–15 m 1978     | Der Brunnen (OSM-ID: 1198768254) steht vor dem zweigeschossige Eckgebäude 66 der Rheinstraße und 25 Meter in die Hedwigstraße am nördlichen Gehweg auf dem gepflasterten Randbereich. Der Standort mit der Quellbohrung ist um die Breite der Rechteckmulde (als Auffang unter dem Austritt) vom Bordstein entfernt. An der Rheinstraße vom „Markt an der Lauterstraße“ nach Norden steht das Rathaus Friedenau (Niedstraße 1) |
| Temph    | 095     | Wolffring ggü. 86 Lage Neu-Tempelhof                                   | einteilige Säule       | 10–15 m          | Der Brunnen (OSM-ID: 5579165396) steht an der Südseite des Wolffrings ein wenig östlich der Ecke mit dem Loewenhardtdamm. Im weiteren Verlauf des Wolfrings bis Boelckestraße liegt südlich in dem vertieften Parkring zum Schreiberring der Kynastteich. Die Wolf2-Säule steht vor der Begrenzung (Mauer, Zaun) die um den abgesenkten Kynast-Park geführt ist. Vor dem Brunnen liegt als Auffang eine vom Wolffring weg gerichtete Platte mit rechteckiger Mulde. Gegenüber vom Brunnen steht mit der Adresse Loewenhardtdamm 41/45 auf einem Erbbaugrundstück das Gebäude des Diakonischen Werks Tempelhof-Schöneberg. |
| Schön    | 095     | Menzelstraße ggü. 17 Lage Grazer Platz                                 | Lauchhammer Typ I Reko | 10–15 m 1978     | Der Brunnen (OSM-ID: 6019882597) an einer kleinen Grünfläche steht am Ausgang der Menzelstraße auf die Thorwaldsenstraße / Ecke Peter-Vischer-Straße. Direkt am Brunnenfuß (quer zur Fahrbahn) liegt im Pflaster eine Platte mit der rechteckigen Mulde für ablaufendes Wasser. An den beiden gegenüberliegenden Spiegeln am Brunnenkopf sind das restaurierende Unternehmen (Schoening, Winkelhoff) und die Jahreszahl 1978 aufgenommen. |
| Schön    | 096     | Cheruskerstraße 27 Lage Schöneberger Insel                             | einteilige Säule       | 10–15 m          | Der Brunnen (OSM-ID: 1093865047) steht am Rand des Gehwegs nahe zur Fahrbahn – Handschwengel und Wasserauslass sind parallel zum Fußweg ausgerichtet. Unter dem Wasserauslass befindet sich ein ovaler Tränkstein. Die Pumpe ist funktionsfähig. |
| Mardf    | 096     | Kruckenbergstraße 66 Lage Fritz-Werner-Straße                          | einteilige Säule       | 20–30 m          | Der Standort (OSM-ID: 6019881566) ist in der Liste mit Brunnen Kruckenbergstraße 40–64 (PLZ 12107) angegeben. Der Hausnummernbereich liegt gegenüber der KGA An der Rennbahn, westlich der Trabrennbahn Mariendorf. Die fünfgeschossige Bebauung der Fläche auf dem vormaligen Kleingartengelände an der Nordseite erfolgte im Lauf der 1960er Jahre. Vor dem Gehweg sind Parkplätze quer zur Fahrbahn. Am Standort befand sich noch bis in die 2010er Jahre eine Schliephacke, die seither mit einer durchgehenden Brunnensäule ersetzt wurde. Für die Ableitung des Wasserabflusses befindet sich nahe vom Brunnenfuß eine Muldenplatte von Graswachstum umgeben, der Brunnen ist funktionsfähig. Der Brunnen ist im Eigentum des Landes Berlin. |
| Marfe    | 097     | Hildburghauser Straße 31 Lage Marienfelde Süd                          | einteilige Säule       | 10–15 m          | Der (OSM-ID: 1540808023) steht an der Südseite der Hildburghauser Straße an Grünstreifen zwischen dem Grundstücke 31 (Seniorenresidenz) und dem Wohngebäude 33 (Mehrfamilienwohnanlage mit Gartengrundstück). Zum Auffangen des Pumpenwassers liegt eine Rechteck-Muldenplatte unter dem Austritt, wobei das regelmäßig fließende Wasser das Graswachstum förderte. Die hier kreuzende Grünzone entstand Ende der 1960er Jahre durch Umwidmung von Grundstücken und reicht nach Süden und Osten über die Marienfelder Allee bis zum Freizeitpark Marienfelde. Bis in die 2010er stand an dieser Stelle ein Schliephacke-Brunnen. Der Brunnen ist im Eigentum des Landes Berlin. |
| Schön    | 097     | Bozener Straße 6 Lage Bayerischer Platz                                | einteilige Säule       | 07–10 m          | Die Bozener Straße hat einen T-Verlauf wodurch ein kleiner Platz gebildet wird an dessen Westecke der Straßenbrunnen (OSM-ID: 6019882610) steht. Die Wolf2-Säule hat keine gesonderte Einrichtung für den Wasserablauf, der einfach über das Pflaster erfolgt. Der Standort an der Nordwest-Schräge des Platzes von Haus 6 zu 7 war 2008 noch nicht besetzt. Dafür existierte in einem Rasenstreifen etwas in den geraden Straßenteil vor Haus 7 der (ersetzte) Schliephackebrunnen. Offensichtlich musste dafür 15 Meter seitwärts eine neue Quellbohrung gesetzt werden. An der Ostseite der Kufsteiner Straße liegt die Grenze zu Charlottenburg-Wilmersdorf, entsprechend der Wechsel der Ortsteile Schöneberg und Wilmersdorf. |
| Schön    | 098     | Alvenslebenstraße 23 Lage Dennewitzplatz                               | einteilige Säule       | 03–4 m           | Der Brunnen (OSM-ID: 6019882618) steht in der Alvensleben- an der Nordwestecke zur Steinmetzstraße. Da Schwengel und Austritt parallel zur Fahrbahn liegen befindet sich neben dem Brunnen der Tränkstein (quer) mit seiner Abflussrinne im Bordstein verlängert. |
| Lirad    | 098     | Neanderstraße ggü. 2/2a Lage Kettinger/Schillerstraße                  | einteilige Säule       | 20–30 m          | An der Ostseite der Neanderstraße steht der Brunnen (OSM-ID: 1144028702) zwischen Lessing- und Geibelstraße. Vor dem Spielplatz ist die Lage an der spitzen Ecke des Nordzipfels vom Lessingplatz. 2008 stand auf dieser Grundwasserbohrung ein Schliephackebrunnen innerhalb eines Pflastermosaiks zwischen dem Rasenstreifen. Um 2012/2013 wurde an gleicher Stelle eine Wolf-2-Säule statt der Schliephacke aufgestellt. |
| Fried    | 099     | Kreisauer Straße 4 Lage                                                | Wolf                   |                  | Der Brunnen (OSM-ID: 7898016129) steht an der westlichen Seite der Kreisauer Straße, einer kurzen Verbindungsstraße zwischen Varziner Straße und Fehlerstraße. |
| Mardf    | 099     | Forddamm 6 Lage Fritz-Werner-Straße                                    | Schliephacke           | 20–30 m          | Der Brunnen (OSM-ID: 1559007916) steht 50 Meter nördlich von der Friedenstraße am östlichen Gehweg. In Haus 6, 8 befindet sich die soziale Einrichtung „Pflegewohnpark Friedrich Küter“. |
| Schön    | 100     | Winterfeldtstraße 86 Lage Wittenberg-/ Viktoria-Luise-Platz            | einteilige Säule       | 03–4 m           | Zur Wolf2-Säule (OSM-ID: 5696509338) gehört für den Abfluss ein Tränkstein, der direkt in der Bordsteinkante liegt und die Abflussrinne zur Fahrbahn hat. Um den Brunnenfuß wächst ein üppiges Grasbüschel, was für die Funktionsfähigkeit spricht. Der Brunnenstandort befindet sich am nördlichen Bürgersteig der Winterfeldtstraße und ist 35 Meter westlich zur Martin-Luther-Straße. |
| Mardf    | 100     | Imbrosweg ggü. 50 Lage Imbrosweg                                       | einteilige Säule       | 20–30 m          | Der Brunnen (OSM-ID: 1126452669) steht an der Straßennordseite des Imbroswegs und ist in dieser Lage 120 Meter vom Ufer des Rothe- und Türkenpfuhls entfernt. Der Brunnen steht auf einem Pflastermosaik unmittelbar an dem Parkweg der nach Norden zur Carl-Sonnenschein-Schule, zu Wohnhäusern der Bosporusstraße und bis zur Straße Hellespont führt. Eine gesonderte Abflussgestaltung am Brunnenfuß fehlt, über das Kleinpflaster gelangt dieser auf die Rasenfläche. |
| Fried    | 102     | Albestraße 11 Lage Friedenau                                           | abgebaut               | 07–10 m 1978     | Der Typ-I-Lauchhammerbrunnen (OSM-ID: 6019882594) steht am nördlichen Bürgersteig 30 Meter westlich der Handjerystraße, neben dem Brunnenfuß befindet sich ein Tränkstein. Am Ständerkopf auf den Spiegelflächen der Text „Schoening Berlin“ und gegenüber „1978“. In der Landesliste 2015 als Brunnen Albestraße 11 (PLZ 12159) aufgeführt. Der Brunnen ist im Eigentum des Landes Berlin. Die Pumpe wurde Anfang Dezember 2024 abgebaut, da sie versandet war. |
| Temph    | 102     | Alt-Tempelhof 3 Lage                                                   |                        |                  | Der Brunnen stand an der Südseite von Alt-Tempelhof in Höhe der Hausnummer 3, etwa 30 Meter westlich der Einmündung zur Fuhrmannstraße. Handschwengel und Wasserauslass waren blau lackiert, der Ständerkörper trug das Schild „Kein Trinkwasser“. |
| Fried    | 103     | Hertelstraße 6 Lage Friedenau                                          | einteilige Säule       | 10–15 m          | Der Standort (OSM-ID: 6019882601) ist in der Liste zur Drucksache 17/15418 mit Brunnen Hertelstraße 6 (PLZ 12161) vermerkt. Der Brunnen steht noch in Friedenau unweit der Grenze zum Bezirk Charlottenburg-Wilmersdorf, die westlich an der Laubacher Straße liegt. Das Eckhaus Hertelstraße 6 / Laubacher Straße 7/8 steht am Brunnen, der über einen Tränkstein entwässert. Dessen Abflussrinne liegt über die Nebenachse jedoch parallel zur Fahrbahn. Der Brunnen ist im Eigentum des Landes Berlin. |
| Mardf    | 0103    | Mariendorfer Damm 443/445 Lage                                         | Neue Krause            |                  | Der Brunnen steht auf dem Mittelstreifen des Mariendorfer Damm in Höhe der Nummern 443-445, etwa 70 Meter nördlich der Kreuzung zur Marienfelder Chaussee. |
| Schön    | 104     | Hewaldstraße 4 Lage Volkspark (Rudolf-Wilde-Park)                      | Krause                 | 07–10 m          | Der Krausebrunnen (OSM-ID: 6019882604) steht am westlichen Gehwegrand im Bereich der getrennten Fahrbahnen. Auf der Mittelinsel stehen Bäume. Abfließendes Wasser des Brunnens fällt vom Austrittsrohr auf das Kleinpflaster und fließt von da zum Straßengerinne. Der Brunnen ist im Eigentum des Landes Berlin. |
| Lirad    | 104     | Im Domstift / Lichtenrader Damm Lage Nahariyastraße                    | Lauchhammer Typ I Reko | 15–20 m 1978     | Der Brunnen (OSM-ID: 2093536195) steht versetzt Im Domstift am Nordwinkel mit dem Lichtenrader Damm. Er befindet sich südlich von Alt-Lichtenrade (Wohnhaus 140) gegenüber von dem Wohnhaus mit Gaststätte auf Kirchhainer Damm 1. Der als Fischkopf gestaltete Wasseraustritt des Lauchhammerbrunnens endet oberhalb eines Wasserbeckens, von dem eine gewundenen Werksteinrinne nach Nordost zu Alt-Lichtenrade gerichtet, wodurch der ursprüngliche Straßenverlauf markiert wird. Der aufgestellte Brunnenkörper wurde um 1978 saniert, ergänzt und restauriert von der Firma Schoening. In der Landesliste 2015 ist der Brunnen Im Domstift A-Li (PLZ 12309) aufgeführt. Der Brunnen ist im Eigentum des Landes Berlin. |
| Temph    | 105     | Albrechtstraße 30 (Franckepark) Lage Rathaus Tempelhof                 | einteilige Säule       | 10–15 m          | Der Brunnen (OSM-ID: 6019882587) steht an einem Zugang zum Franckepark von der Albrechtstraße, östlich der Kaiserin-Augusta-Straße. Dem Brunnen gegenüber liegt die Straßenecke (Ostecke) der Wenkebachstraße, wo das Gelände vom Wenckebach-Klinikum im südlichen Straßenkarree liegt, im Besonderen die technischen Einrichtungen (Albrechtstraße #128) des Krankenhauses. Die Wolfsäule ihrerseits steht auf einem Pflastermosaik innerhalb der Baumflucht im Rasenstreifen. Das Austrittsrohr und der Schwengel sind parallel zur Fahrbahn angebracht. In der Landesliste 2015 ist Brunnen Albrechtstraße (PLZ 12099) aufgeführt. Der Brunnen ist im Eigentum des Landes Berlin. |
| Fried    | 106     | Dickhardtstraße 29 Lage                                                | Wolf                   |                  | Der Brunnen (OSM-ID: 7898016125) steht an der südlichen Seite der Dickhardtstraße, etwa 50 Meter östlich der Kreuzung zur Rheinstraße. |
| Mardf    | 106     | Rixdorfer Straße 61–63 Lage Eisenacher Straße                          | einteilige Säule       | 03–4 m           | In der Landesliste 2015 ist Brunnen Rixdorfer Straße Fhf (PLZ 12109) aufgeführt. Der Brunnen (OSM-ID: 6019881575) steht in der Baumflucht des südöstlichen Gehwegs. Neben dem Brunnenfuß liegt eine Rechteckmulde für den Wasserablauf zur Straße. Hinter dem Wohnhaus (61/63) und den benachbarten Grundstücken 55–59 befindet sich der Kirchhof Mariendorf III (Friedhof Mariendorf-Ost, Rixdorfer Straße 51/53). Das Gebäude 61/63 wurde nach 1982 erbaut, während das bis dahin nach Süden anschließende Seniorenwohnhaus aufgegeben und rückgebaut wurde. Nach Brache kam ein Supermarkt. Der Brunnen ist im Eigentum des Landes Berlin. |
| Fried    | 107     | Deidesheimer Straße 6 Lage                                             | Wolf                   |                  | Der Brunnen (OSM-ID: 7898016127) steht an der nördlichen Seite der Deidesheimer Straße, direkt östlich der Kreuzung zur Laubacher Straße. |
| Temph    | 107     | Hoeppnerstraße #87 Lage Neu-Tempelhof                                  | einteilige Säule       | 10–15 m          | Der Brunnen (OSM-ID: 5528980588) hat den Standort an der Hoeppnerstraße zwischen den Gebäuden mit den Hausnummern 80 und 88. Er steht zwischen der Zufahrt zur Garagenanlage und der Bushaltestelle. Gegenüber befindet sich ein unbenannter Platz mit Grünanlage von den Häusern 98–95 umstanden. Unter dem Wasserauslass ist eine rechteckige Platte mit Mulde eingelassen. Hinweis: „Kein Trinkwasser“. Die Pumpe ist funktionsfähig. In der Landesliste 2015 ist der Brunnen Hoeppnerstraße 87 (PLZ 12101) aufgeführt. Der Brunnen ist im Eigentum des Landes Berlin. |
| Mardf    | 108     | Britzer Straße 37 Lage                                                 | einteilige Säule       |                  | Der Standort befindet sich auf dem südlich der Britzer Straße gelegenen Grünstreifen im Bereich des Pfuhlgeländes zwischen Rothepfuhl und Großem Karpfenpfuhl. Der Brunnen steht dabei etwa 300 Meter westlich der Einmündung zum Rotkopfweg und 120 Meter östlich der gegenüberliegenden Einmündung zur Straße "Goldenes Horn". Der Brunnen steht auf einer Pflasterfläche im Grünstreifen; unter dem Wasserauslass ist ein rechteckiger Tränkstein in den Boden eingelassen. Der funktionsfähige Brunnen ist mit dem Hinweis "Kein Trinkwasser" versehen. |
| Schön    | 109     | Karl-Heinrich-Ulrichs-Straße 9 Lage Nollendorfplatz                    | einteilige Säule       | 02–3 m           | Der Brunnen mit der Schöneberger Nummer 109 (OSM-ID: 2046262921) steht am westlichen Bürgersteig zwischen Maien- und Ahornstraße. An der Brunnensäule, die auf dem gepflasterten des Gehweg steht, ist der Schwengel quer zum zur Fahrbahn zeigenden Austrittsrohr angebracht, dieses entwässert in einen Tränkstein neben dem Brunnenfuß mit der Abflussrinne zum Bordstein gerichtet. An gleicher Stelle stand im Jahr 2008 vor dem Gewerbe- und Bürohaus noch ein Schliephackebrunnen, der Anfang der 2010er Jahre ersetzt wurde. Der Standort ist in der Liste zur Drucksache 17/15418 mit Brunnen Einemstraße 1 (PLZ 10787) vermerkt. Der Brunnen ist im Eigentum des Landes Berlin. |
| Mardf    | 109     | Untertürkheimer Straße ggü. 14 Lage                                    | einteilige Säule       |                  | Der Standort befindet sich auf dem südlichen Gehweg der Untertürkheimer Straße, etwa 170 Meter westlich der Ecke zum Hirzerweg. Die Pumpensäule steht am Gehwegrand, unter dem Wasserauslass ist eine rechteckige Mulde eingelassen. Der funktionsfähige Brunnen ist mit dem Hinweis "Kein Trinkwasser" versehen. |
| Schön    | 110     | Sponholzstraße 8 Lage Ceciliengärten                                   | Wolf                   | 07–10 m          | Der Standort befindet sich auf der westlichen Seite der Sponholzstraße in Höhe Hausnummer 8. In den 2010er Jahren war die Pumpe offenbar zwischenzeitlich abgebaut, inzwischen aber wieder aufgestellt. Der Brunnen ist im Eigentum des Landes Berlin. |
| Marfe    | 110     | Richard-Tauber-Damm 20 Lage Marienfelde Nordost                        | einteilige Säule       | 20–30 m          | Die Wolfsäule 110 (OSM-ID: 1144028718) steht an der Westseite des Damms ein wenig nördlich der Einfahrt zum Kfz-Gewerbeobjekt und ist 50 Meter von der Culemeyerstraße entfernt. Dem Brunnenstandort gegenüber befindet sich ein Gewerbeflachbau mit der Hausnummer 23. Am Brunnenfuß liegt für den Abfluss eine Platte mit rechteckiger Mulde zum Auffangen des Pumpenwassers. Es befindet sich eine Feuerwehrzufahrt zur dahinterliegenden Grundstücksfläche Nummer 10 am Brunnen. Der Brunnen ist im Eigentum des Landes Berlin. |
| Lirad    | 111     | Buckower Chaussee (# 21*22) Lage Kettinger/Schillerstraße              | einteilige Säule       | 20–30 m          | Der Standort (OSM-ID: 6019881555) ist in der Liste zur Drucksache 17/15418 mit Brunnen Buckower Chaussee (PLZ 12305) vermerkt, entsprechend der Postleitzahl ist der 660 Meter lange Abschnitt zwischen B 96 (Mariendorfer/Lichtenrader Damm) bis Richard-Tauber-Damm relevant. Auf dieser Länge ist für 2008 ein Straßenbrunnen 80 Meter östlich vom Richard-Tauber-Damm am nördlichen Gehweg zu finden. Seitwärts vom Brunnenfuß liegt in der Formsteinreihe der Baumflucht die Auffangplatte unter dem Wasseraustritt mit ihrer Rechteckmulde. Der Brunnen ist im Eigentum des Landes Berlin. |
| Schön    | 111     | Steinmetzstraße 11 Lage Dennewitzplatz                                 | Lauchhammer Typ I Reko | 03–4 m 1978      | Der Brunnen (OSM-ID: 730172929) steht westlich an der Steinmetzstraße in der Fußgängerzone zwischen Bülowstraße und Steinmetzplatz. Der U-Bahnhof Bülowstraße liegt nördlich vom Standort. An den zwei Spiegel am Brunnenkopf sind die Worte „Schoening Berlin“ und gegenüber 1978 aufgebracht. Der Austritt ist dagegen ein einfaches Rohr das auf dem Schild sitzt und nicht mit dem üblichen Fischkopf verkleidet. Am Brunnenfuß liegt zwischen drei Reihen Kleinpflaster der Tränkstein vor dem Bordstein. Der Brunnen ist im Eigentum des Landes Berlin. |
| Lirad    | 112     | Schwalbachstraße 42 Lage Alt-Lichtenrade / Töpchiner Weg               | einteilige Säule       | 20–30 m          | Der Standort ist in der Liste mit „Brunnen Schwalbachstraße“ (PLZ 12305) ohne Grundstückzuordnung aufgenommen. Der Brunnen (OSM-ID: 1143453027) steht im Töpchiner Weg in der Baumflucht des östlichen Gehsteigs 20 Meter südlich der Mündung der Schwalbachstraße, in Richtung der gegenüber mündenden Potsdamer Straße. Diese Eckgrundstücke 42–42b wurden zwischen 1975 und 1983 bebaut, dies spricht (wohl) im Zusammenhang mit der Bezeichnung aus dem Bezirksamt für ein Aufstellungsjahr vor 1975. Der Brunnen ist im Eigentum des Landes Berlin. |
| Schön    | 112     | Nollendorfstraße 3 Lage Dennewitzplatz                                 | Lauchhammer Typ I Reko | 03–4 m 1978      | Der Fischkopf des Brunnens (OSM-ID: 6019882623) richtet sich parallel zur Fahrbahn. Der Wasserabfluss erfolgt zu einem Schlitzeinlass in Richtung Hausnummer 3, diese Rinnenkante grenzt Gehwegplatten mit dem Brunnen vom Bogenmuster des Pflasters ab. Am Brunnenkopf in Höhe des Schwengelpols ist auf den beiden Spiegeln im Schmuckring der Hinweis auf die Sanierung dieses Brunnengehäuses „1978“ und des Designers (Schoening) enthalten. Der Brunnen steht am nördlichen Bürgersteig der Fußgängerzone der Nollendorfstraße zwischen Maaßen- und Zietenstraße, wodurch eine Verkehrsberuhigung in diesem Abschnitt der Nollendorfstraße um den Brunnen entstand. Nördlich an der Maaßenstraße ist der Nollendorfplatz mit dem U-Bahnhof zu finden. Der Brunnen ist im Eigentum des Landes Berlin. |
| Mardf    | 113     | Tauernallee 82 Lage Dennewitzplatz                                     | einteilige Säule       | 20–30 m          | In der Tauernallee steht der Brunnen (OSM-ID: 1143508548) gut sichtbar auf einem breiten Grünstreifen mit Pflastermosaik am Bordstein. Der Brunnenkörper befindet sich vor der Grünfläche am zurückgesetzten Wohnblock 76–80, und dem Quergebäude 82. Neben der Wolfsäule ist Feuerwehrzufahrt und Auffahrt zum Radweg genau gegenüber zur Spielstraße Klausenpaß. Der Brunnen ist im Eigentum des Landes Berlin. |
| Schön    | 113     | Erdmannstraße 9 Lage Dennewitzplatz                                    | Lauchhammer Typ I Reko | 07–10 m 1978     | Der Brunnen der Langenscheidtstraße (OSM-ID: 966049538) steht 50 Meter westlich Richtung Helmstraße in Fortsetzung der nördlichen Parkreihe und Baumflucht an der Erdmannstraße. Am Brunnenfuß liegt parallel zur Fahrbahn (gegenüber vom Schwengel) unter dem Fischkopf (Wasseraustritt) ein Tränkstein, dessen Abflussrinne zu einer benachbarten Baumscheibe entwässert. Der Baumbügel schützt vorrangig den Baum, er liegt in Fahrtrichtung vom Brunnen weg. Der Brunnen ist im Eigentum des Landes Berlin. |
| Mardf    | 114     | Alt-Mariendorf 47a Lage Fritz-Werner-Straße                            | Lauchhammer Typ I Reko | 20–30 m 1978     | Auf dem Grünstreifen vor dem Reihenhaus 47a von Alt-Mariendorf steht – hinter einer Parkreihe „quer zur Fahrbahn“ – der Brunnen (OSM-ID: 1559012707) auf einem Pflastermosaik. Angrenzend in Richtung Mariendorfer Damm endet diese Parktasche und die Grünfläche vor dem Restaurantgrundstück Nummer 45 („Das Kastanienstübchen“). Zum Brunnen gehört unter dem Austritt der Tränkstein, der nun innerhalb der Rasenfläche liegt, wo der ursprüngliche Fahrbahnrand verlief. Der Brunnen ist im Eigentum des Landes Berlin. |
| Schön    | 114     | Goebenstraße (#21) Ecke Kirchbachstraße Lage Fritz-Werner-Straße       | einteilige Säule       | 03–4 m           | Der Brunnen #114 (OSM-ID: 6019882617) steht vor der Einmündung der Kirchbachstraße an der Goebenstraße, die eine Durchfahrt im Wohnhaus von der nördlichen Fahrbahn Goebenstraße hat. Er war (wohl) vorher als #110 oder #10 bezeichnet, besaß 2008 bereits die „114“. Die Wolf(2)-Säule hat einen angeschweißten Wasseraustritt zur Fahrbahn und quer dazu den Pumpschwengel mit einem als Rhombus geformten Handgriff. Der Abfluss erfolgt unmittelbar auf das Pflastermosaik und folgend über den Bordstein. Neben dem Hinweis-Schild zum Trinkwasser ist an der Säule, ebenfalls an der Schwengelseite, der Hinweis auf das Lärm- und Verunreinigungsverbot aufgenommen. Der Standort ist in der Liste zur Drucksache 17/15418 mit Brunnen Goebenstraße 19 (PLZ 10783) vermerkt. Der Brunnen ist im Eigentum des Landes Berlin. |
| Schön    | 115     | Kurfürstenstraße 109 Lage Wittenberg-/ Viktoria-Luise-Platz            | einteilige Säule       | 03–4 m           | An der Bayreuther Straße ist das nordöstliche Eckhaus als Kurfürstenstraße109 adressiert. Der Brunnen (OSM-ID: 5514269243) steht allerdings an der Ostseite der Bayreuther Straße etwas von der Kurfürstenstraße entfernt. Die Wolfsäule steht mit dem Wasseraustritt zur Fahrbahn, der Schwengel hat den rautenförmigen Handgriff. Neben dem im Bezirk allgemein vorhanden Hinweis-Schild zum Trinkwasser ist an der Säule, ebenfalls an der Schwengelseite, der Hinweis auf das Lärm- und Verunreinigungsverbot vorhanden. Die Pumpe funktioniert seit längerer Zeit nicht mehr. Der Schwengel lässt sich auch mit Kraft nicht bewegen. |
| Temph    | 115     | Gontermannstraße 32 Lage Neu-Tempelhof                                 | einteilige Säule       | 10–15 m          | Der Standort „Brunnen Gontermannstraße 32“ (PLZ 12101) (OSM-ID: 6019882592) liegt an der Westseite der Gontermannstraße 40 Meter südlich der mündenden Wüsthoffstraße und gegenüber vom St.-Joseph-Krankenhaus (Kinderklinik, Gontermannstraße 41/45). Der Brunnen ist im Eigentum des Landes Berlin. |
| Schön    | 116     | Wielandstraße neben 25 Lage Ceciliengärten                             | einteilige Säule       | 10–15 m          | Der Brunnen (OSM-ID: 1122054245) befindet sich am rechtwinkligen Übergang der Wieland- zur Wilhelm-Hauff-Straße Richtung der S-Bahn, Stammbahn und dahinter die A 103. Die Säule besitzt ein einfaches Rohr als Austritt und einen rautenförmigen Handgriff. Der Brunnen ist im Eigentum des Landes Berlin. |
| Mardf    | 116     | Rotkopfweg ggü. 33/35 Lage Hundsteinweg                                | einteilige Säule       | 20–30 m          | Der Standort (OSM-ID: 6019881568) ist in der Druckschrift-Liste mit „Brunnen Rotkopfweg 31“ (PLZ 12107) angegeben. Dieses als Spielstraße markierte südliche Straßenstück (Siedlung südlich der Britzer Straße) liegt nach Süden von Straße 483 bis an den Zaun zum „Totkopf- und Juncus-Pfuhl“. Nach Westen lag das Gelände der KGA Charenton-le-Pont, im Osten stehen die Siedlungshäuser 29, 29a, 31, 33 und Grundstück 35 ist unbebaut. Die Bezirksgrenze zu Neukölln (Britz) verläuft hinter den Grundstücken. Der Brunnen steht auf Kopfsteinpflaster am Rand der Wiese zur KGA hin (südliches Ende vom Rotkopfweg). Nach Süden führt das Kopfsteinpflaster als Grundstückseinfahrt weiter. Zwischen dem Rasen steht 2008 ein „Hundenapf“ als Auffang unter dem Wasseraustritt dieser Brunnensäule, 2018 steht ein Kunststoffeimer. Der Brunnen ist im Eigentum des Landes Berlin. |
| Temph    | 117     | Manfred-von-Richthofen-Straße Ecke Tempelhofer Damm Lage Neu-Tempelhof | einteilige Säule       | 10–15 m          | Der Brunnen (OSM-ID: 1478158930) befindet sich auf dem Gehwegrand südlich der Einmündung der Manfred-von-Richthofen-Straße in den stark befahrenen Tempelhofer Damm, er steht zudem neben einer Taxisäule nahe dem S- und U-Bahnhof Tempelhof. Der Standort liegt vor dem Haus Hoepnerstraße 2/4. An den Gehweg grenzen Rasenflächen an, die sich vor den angrenzenden Wohngebäuden erstrecken. Unter dem Wasserauslass der Pumpe ist ein quadratischer Tränkstein eingelassen. Hinweis: „Kein Trinkwasser“. Die Pumpe ist funktionsfähig. Der Brunnen ist im Eigentum des Landes Berlin. |
| Schön    | 117     | Herbertstraße 9 Lage Kaiser-Wilhelm-Platz                              | <abgebaut>             | 07–10 m          | Der Standort (OSM-ID: 6019010155) ist in der Liste zur Drucksache 17/15418 mit Brunnen Herbertstraße 9 (PLZ 10827) vermerkt. Das kriegsbeschädigte Grundstück Herbertstraße 8/9 zusammen mit Feurigstraße 65 ist ein Spielplatz. Auf der Abbildung von 2008 steht noch eine einteilige Säule mit rautenförmigen Handgriff an dieser Stelle, zwischen zwei Straßenbäumchen auf der Granitplatte des Gehwegs. Sie wurde um 2012–2015 abgebaut, die Tiefbohrung (wohl) verschlossen. Verblieben ist ein Pflasterkarree zwischen den vorderen Granitplatten in der Baumflucht. Der Brunnen ist im Eigentum des Landes Berlin. |
| Schön    | 118     | Monumentenstraße 12*13 Lage Schöneberger Insel                         | einteilige Säule       | 10–15 m          | Der Brunnen (OSM-ID: 966049525) steht am südlichen Bürgersteig gegenüber der begrünten Friedhofsmauer vom Alten St. Matthäus-Kirchhof. Am Brunnen ist einerseits die Rundung am Austrittsrohr am geraden Teil angeschweißt, mit einem „Fußblech“ am Brunnenrohr angeschraubt. Andererseits ist am unteren Bereich der Säule ein Rohrstück verschweißt, wohl um den Ausfluss an das Kolbengestänge (Brunnenständer) anzupassen. Auch gehört der Tränkstein seitwärts vom Brunnenfuß als Abflusshilfe zum Standort auf dem Pflastermosaik. 20 Meter nach Osten führt ein Zugang zwischen Johannes-Schule Berlin und dem Sportplatz der „BSC Kickers 1900“ einen Fußweg zur Geßlerstraße. Der Standort ist in der Liste zur Drucksache 17/15418 mit Brunnen Monumentenstraße 12 (PLZ 10829) vermerkt. Der Brunnen ist im Eigentum des Landes Berlin. |
| Temph    | 118     | Burchardstraße 26c Lage Manteuffelstraße                               | einteilige Säule       | 07–10 m          | Der Brunnen (OSM-ID: 1349331517) steht an der Südseite der Burchardstraße (zwischen Alboinstraße und Gäßnerweg) vor dem Parkplatz (mittig), der den Zugang zu den Tennis- und Ballspielplätzen der Friedrich-Ebert-Sportanlage vermittelt. Dem Standort gegenüber befindet sich das Haus 26c an der U-förmigen Zufahrt (Einbahnstraße) zur Wohnhausreihe 26–28b. Die Brunnensäule steht mit Schwengel und Rohr parallel zur Fahrbahn zwischen zwei Straßenbäumen, wobei den Rasenstreifen eine zwei Meter lange Pflasterfläche unterbricht auf der auch die Platte mit Rechteckmulde neben dem Brunnenfuß liegt. Der Brunnen ist im Eigentum des Landes Berlin. |
| Fried    | 119     | Varziner Platz Lage Friedenau                                          | Lauchhammer Typ I Reko | 10–15 m 1978     | Südlich am S-Bahnhof Bundesplatz liegt der Varziner Platz, wo an dessen nördlichem Ende der Brünnhildestraße der Brunnen (OSM-ID: 966049534) steht. Zwischen Kino Cosima im Eckhaus Brünnhildestraße 1 / Sieglindestraße 10 und an dem östlichen Eckhaus Brünnhildestraße 8 / Isoldestraße 1 befindet sich eine von Pfosten abgegrenzte „Begegnungsfläche“ mit einer Sitzbank und der Brunnen steht mit dem seitlichen Tränkstein am nördlichen Zugang. Der Brunnen ist im Eigentum des Landes Berlin. |
| Marfe    | 119     | Malteserstraße 180 Lage Marienfelder Allee Nordwest                    | einteilige Säule       | 15–20 m          | Der Brunnen (OSM-ID: 1637482625) steht am Übergang der Malteserstraße (weiter als Sackgasse) zur Friedenfelser Straße am östlichen Gehweg in Höhe von Haus 180. Der Standort befindet sich gegenüberliegenden zum kirchlichen Gebäudekomplex „Vom guten Hirten“. Am Brunnenfuß liegt die rechteckige Muldenplatte im Pflasterkarree, das den Bohrschacht abdeckt. Der Brunnen ist im Eigentum des Landes Berlin. |
| Mardf    | 120     | Hausstockweg neben 15 Lage Hundsteinweg                                | einteilige Säule       | 20–30 m          | Der Brunnen (OSM-ID: 1558997810) steht nahe am Bordstein des Gehwegs. Am hinteren Rand des Gehsteigs liegt eine Baumreihe vor dem Parkhaus mit Deck- und Untergeschoss anschließt. Parallel zur Fahrbahn liegen Schwengel, sowie Wasseraustritt und am Brunnenfuß die Rechteckmulde. Der Parkplatz wird von dem Wohnblock Floningweg 30 an der östlichen Ecke und gegenüber vom Wohnhochhaus am Hundsteinweg begrenzt. Der Brunnen 120 ist in der Landesliste 2015 als Brunnen Hundsteinweg 15 (PLZ 12107) aufgeführt. Er steht neben dem Wohnhaus Hausstockweg 15, das zum elfgeschossigen Wohnblock Hausstockweg 15–27 gehört. Der Brunnen ist im Eigentum des Landes Berlin. Hinter den Wohngebäuden der südlichen Straßenseite liegt der Christuskirchhof. Der Brunnen ist im Eigentum des Landes Berlin. |
| Schön    | 120     | Dominicusstraße 5/9 Lage Kaiser-Wilhelm-Platz                          | Krause                 | 04–7 m           | Östlich der Dominicusstraße steht der Brunnen (OSM-ID: 955240429), südlich vom John-F.-Kennedy-Platz (Rathaus Schöneberg, am Abzweig Martin-Luther-Straße). Vor dem „Pinellodrom“ liegt ein kleiner Park, der bis an den Kirchhof Alt-Schöneberg reicht. Der Krausebrunnen steht am Gehwegrand und daneben liegt der Tränkstein im Pflasterviereck. Einen Meter daneben steht eine graue Säule als Auffahrschutz am Bordstein, eine Sitzbank steht am hinteren Gehwegrand. Das Gebäude der gegenüberliegende Straßenfront (Hausnummer 2/10) wird von einer Senatsverwaltung und dem Landeskriminalamt eingenommen. Der Standort ist in der Liste zur Drucksache 17/15418 mit Brunnen Dominicusstraße 13 (PLZ 10823) vermerkt. Der Brunnen ist im Eigentum des Landes Berlin. |
| Schön    | 121     | Tauentzienstraße 7 Lage Wittenberg-/Viktoria-Luise-Platz               | Lauchhammer Typ I Reko | 03–4 m 1978      | Der Lauchhammerbrunnen (OSM-ID: 822216827) ist auf den Spiegeln am Schwengelkopf oberhalb des zylindrischen Schaftes mit Schoening Berlin und der Jahreszahl 1978 Berlin am gegenüberliegenden markiert. Der Brunnenkörper wurde (nach) 1978 in der „Gießerei Winkelhoff“ restauriert, saniert und ergänzt. Sein Standort an der nördlichen Fahrbahn der Tauentzienstraße liegt 25 Meter östlich der Nürnberger Straße. Am Fuß liegt ein Tränkstein mit Abflussrinne zur Straße gerichtet. Über die Nürnberger Straße hinweg steht das Europa-Center, zur anderen Seite ist 150 Meter der Wittenbergplatz entfernt. Der Standort ist in der Liste zur Drucksache 17/15418 mit Brunnen Tauentzienstraße 7a (PLZ 10789) vermerkt. Der Brunnen ist im Eigentum des Landes Berlin. |
| Temph    | 121     | Sachsenhauser Straße 17 Lage Rathaus Tempelhof                         | einteilige Säule       | 15–20 m          | Der Standort (OSM-ID: 6019881574) ist in der DS-Liste mit „Brunnen Sachsenhauser Straße 17“ (PLZ 12099) angegeben. Dieses freie unbebaute Grundstück liegt an der Westseite der Straße nördlich von der Teilestraße, es ist ein Lager- und Parkplatzgelände. Nach Westen liegen mehrere Kleingartenanlagen, nach Osten das Gewerbe- und Industriegebiet zwischen Teltowkanal und Stadtring – Anschlussstelle Gradestraße und direkt anschließend eine Autoverwertung (Sachsenhauser Straße 7/11, bezeichnet als Adresse 17). Der Brunnen steht an der östlichen Straßenseite 100 Meter von der Teilestraße. Die Wolfsäule steht in der Baumflucht am Gehwegerand auf einer grasbewachsenen Fläche. Der Brunnen ist im Eigentum des Landes Berlin. |
| Mardf    | 0122    | Dardanellenweg / Rixdorfer Straße vor 113 Lage Imbrosweg               | zweiteilige Säule (B)  | 20–30 m          | Der Brunnen (OSM-ID: 6019881573) steht an der (Nordost-)Ecke zwischen Dardanellenweg und Rixdorfer Straße an der Bushaltestelle, gegenüber von Dardanellenweg 2. Schwengel und Austrittsrohr liegen quer zueinander und sind wie der Deckel am Säulenende blau lackiert, die Säule aus zwei festverbundenen Rohren ist grün. Unter dem zur Straße gerichteten Austritt liegt eine Platte mit Rechteckmulde. Diese liegt am Bordstein auf dem Pflastermosaik an einem Rasenstück mit Straßenbaum nahe zum Wohnblock 109–113. In der Landesliste 2015 ist er als Brunnen Dardanellenweg R (PLZ 12109) aufgeführt. Der Brunnen ist im Eigentum des Landes Berlin. |
| Schön    | 122     | Alboinplatz südlich 17 Lage Lindenhofsiedlung                          | Krause                 | 10–15 m          | Der Krausebrunnen (OSM-ID: 1110467884) steht am Südwestrand des Alboinplatzes mit der Blanken Helle. Unter dem zur Fahrbahn gerichteten Wasseraustritt liegt ein Tränkstein. Zur Eythstraße sind es vom Standort 50 Meter nach Norden. Westlich vom Brunnenstandort liegt die Fläche des Friedhofs Eythstraße. Der Brunnen ist im Eigentum des Landes Berlin. |
| Schön    | 123     | Lietzenburger Straße 18*20 Lage Wittenberg-/Viktoria-Luise-Platz       | Krause                 | 03–4 m           | Der Brunnen (OSM-ID: 1383540963) steht an der Nordseite der Lietzenburger Straße zwischen Passauer und Ansbacher Straße. Am Brunnenfuß liegt seitwärts der Tränkstein mit der Mulde quer zur Fahrbahn. Zum Brunnen über den Straßenlauf hinweg befindet sich eine Rasenfläche mit Bäumen im Winkel von Fuggerstraße (nicht durchführend, Wohnhaus 43/45, 47) und Ansbacher Straße. Der Brunnen ist im Eigentum des Landes Berlin. |
| Schön    | 124     | Fritz-Elsas-Straße 17 Lage Volkspark (Rudolf-Wilde-Park)               | Lauchhammer Typ I Reko | 04–7 m 1978      | Der Brunnen (OSM-ID: 2752121265) steht auf dem südlichen Gehweg der direkt an den Rudolph-Wilde-Park (früher: Stadtpark Schöneberg) angrenzenden Fritz-Elsas-Straße, somit nahe zum U-Bahnhof Rathaus Schöneberg. Die Schwengelpumpe steht auf dem Gehwegrandstreifen aus Kleinpflaster; unter dem Wasserauslass ist ein ovaler Tränkstein in den Boden eingelassen. Das Fischmotiv ist ein Nachbau von 1978 (Gravur „Schoening Berlin“), Hinweise: „Kein Trinkwasser“ und „Verunreinigungen der Straße und Störungen durch vermeidbaren Lärm sind verboten. Zuwiderhandlungen werden als Ordnungswidrigkeiten geahndet.“ Die Pumpe fördert allerdings (Stand 2018) zurzeit auch nach längerem Pumpen kein Wasser zu Tage. Der Brunnen ist im Eigentum des Landes Berlin. |
| Schön    | 125     | Luitpoldstraße 1, Ecke Habsburgerstraße Lage                           | Krause                 |                  | Der funktionsfähige Krausebrunnen (OSM-ID: 7885081252) steht an der nordwestlichen Ecke der Kreuzung Luitpoldstraße / Habsburgerstraße. Unter dem Wasserauslass, der zur Luitpoldstraße zeigt, ist ein ovaler Tränkstein in das Gehwegpflaster eingelassen. Der Brunnen ist mit dem Hinweis "Kein Trinkwasser" ausgeschildert. |
| Schön    | 126     | Kleiststraße 1 Lage Nollendorfplatz                                    | Lauchhammer Typ I Reko | 03–4 m 1978      | Der Brunnen (OSM-ID: 741505503) steht zusammen mit einem Tränkstein auf einem Pflastermosaik (Abflussrinne zur Fläche), das vom Randstreifen in die Gehwegplatten vor dem dreigeschossigen Bürogebäude reicht. Das „Creditreform“-Gebäude (Hausnummer 1) steht wie das daneben neu erbaute auf Grundstück 2 zwischen Kleiststraße und der spitzwinklig anschließenden Karl-Heinrich-Ulrichs-Straße (bis 2009 hieß diese Einemstraße) mit seiner Front zum Nollendorfplatz mit dem U-Bahnhof. Der Brunnen ist im Eigentum des Landes Berlin. |
| Fried    | 127     | Bundesallee (#119*120) Lage Friedenau                                  | Lauchhammer Typ I Reko | 10–15 m 1978     | Der Brunnen (OSM-ID: 1169056628) steht auf dem freien Platz zwischen Bundesallee und Roennebergstraße südlich der Handjerystraße. Das Grundstück gegenüber Handjerystraße 54 ist unbebaut. Daneben (Nummer 50/51, 52, 53) befindet sich die Friedenskirche und deren Nebengebäude. |
| Schön    | 128     | Motzstraße 56 Lage Wittenberg-/Viktoria-Luise-Platz                    | Lauchhammer Typ I Reko | 03–4 m 1978      | Am südwestlichen Ausgang des Viktoria-Luise-Platzes in der Motzstraße steht der Brunnen 128 (OSM-ID: 771332606) auf dem nördlichen Gehsteig. Vor dem Brunnenfuß liegt auf dem breiten Pflasterweg an der Gehwegecke der Tränkstein, in Höhe der benachbarten Parkreihe. Der Brunnen ist im Eigentum des Landes Berlin. |
| Schön    | 129     | Gleditschstraße 23 Lage Wittenberg-/Viktoria-Luise-Platz               | Lauchhammer Typ I Reko | 02–3 m 1978      | Der Brunnen (OSM-ID: 923108460) steht hinter der Baumreihe der Gleditschstraße neben St. Matthias und gegenüber der Lilli-Henoch-Sporthalle. In der Heckenzone vor der Grünfläche parallel zur Straße ist eine Erweiterung mit Kleinpflaster auf der sich der Brunnen und seitwärts der Tränkstein befinden. Der Brunnen ist im Eigentum des Landes Berlin. |
| Schön    | 130     | Grazer Platz Lage Grazer Platz                                         | Lauchhammer Typ I Reko | 15–20 m 1978     | Der Brunnen (OSM-ID: 1758640306) steht westlich am Grazer Damm hinter dem Gehweg mittig an der Grünfläche auf einem gesondert eingefassten Platz mit zwei Bänken. Am gegenüberliegenden Park befindet sich ebenfalls solche Schmuckfläche jedoch ohne Brunnen. Der Brunnen ist im Eigentum des Landes Berlin. |
| Schön    | 131     | Innsbrucker Straße 2 Lage Bayerischer Platz                            | Krause                 | 07–10 m          | Im Süden des Bayerischen Platzes südlich der querlaufenden Berliner Straße verläuft die Innsbrucker Straße. Der Brunnen (OSM-ID: 6019882606) steht an der Westecke in letztere hinein. Zwischen Randpflaster und Gehwegplatten sitzt der Brunnenkörper auf dem Sockelrohr, Schwengel und Austritt liegen parallel zur Fahrbahn, der Tränkstein mit der Abflussrinne zum Bordstein. Der Brunnen ist im Eigentum des Landes Berlin. |
| Schön    | 132     | Ebersstraße 75 Lage Kaiser-Wilhelm-Platz                               | Krause                 | 04–7 m           | Der Brunnen (OSM-ID: 1198768547) befindet sich in der Ebersstraße am östlichen Gehweg 20 Meter vom Eckhaus 55 der Dominicusstraße (B 1). Am Krausebrunnen liegen Schwengel und Austritt gegenüber und der Tränkstein mit Abflussrinne zum Bordstein. Unter dem Wasseraustritt ist ein ovaler Tränkstein mit einem schmalen Ablauf zur Straße eingelassen. Hinweis: „Kein Trinkwasser“. Die Pumpe ist funktionsfähig. Der Brunnen ist im Eigentum des Landes Berlin. |
| Schön    | 133     | Fritz-Reuter-Straße 13 Lage Volkspark (Rudolf-Wilde-Park)              | Lauchhammer Typ I Reko | 07–10 m 1978     | Der Brunnen (OSM-ID: 765928687) steht auf dem Schmuckplatz östlich der Fritz-Reuter-Straße an der Domenicusstraße, von diesem geht die Gustav-Freytag-Straße nach Süden. Der Standort ist nahe der Fritz-Reuter-Straße 13 an einer kleinen Grasfläche entlang eines kurzen Straßendurchbruchs zur Dominicusstraße. Unter dem Wasserauslass ist ein ovaler Tränkstein in den Boden eingelassen. Fischmotiv, Nachbau von 1978 (Gravur „Winkelhoff Berlin“), Hinweis: „Kein Trinkwasser“. Die Pumpe ist funktionsfähig. |
| Fried    | 134     | Schmargendorfer Straße 18 Lage Friedenau                               | Lauchhammer Typ I Reko | 10–15 m 1978     | Der Brunnen (OSM-ID: 1599548607) steht am Südende vom Friedrich-Wilhelm-Platz am Wendehammer der nicht durchgehenden Schmargendorfer Straße (nördlich). Über die Straßen des Platzes und westlich vom U-Bahnhof steht die Kirche Zum guten Hirten. Das Gebäude am Brunnen ist ein Baudenkmal. Der Brunnen ist im Eigentum des Landes Berlin. |
| Schön    | 135     | Badensche Straße 57b Lage Volkspark (Rudolf-Wilde-Park)                | Krause                 | 04–7 m           | Der Brunnen (OSM-ID: 2752121269) steht an der südlichen Straßenseite auf dem Baum- und Gehwegrandstreifen. Gegenüber liegt die Mündung der Nordsteinstraße. Nach Osten steht an der Nordseite die Justizverwaltung (Eingang 85 Meter) und nach Westen (45 Meter entfernt) verläuft die Innsbrucker Straße. Der Brunnen ist im Eigentum des Landes Berlin. |
| Schön    | 136     | Czeminskistraße 10 Lage Schöneberger Insel                             | Krause                 | 15–20 m          | Die einseitig bebaute Czeminskistraße endet mit Sperrpfosten vor der Monumentenstraße, an der westlichen Straßenseite liegt die Spandauer S-Bahn. Der Brunnen (OSM-ID: 1001470696) besitzt am Fuß einen Tränkstein. er steht an der Ecke zur Langenscheidtbrücke. Der Brunnen ist im Eigentum des Landes Berlin. |
| Schön    | 137     | Badensche Straße 51 Lage Volkspark (Rudolf-Wilde-Park)                 | Krause                 | 04–7 m           | Der Brunnen (OSM-ID: 6019882607) steht (mittig) vor dem Haupteingang der Hochschule für Wirtschaft und Recht Berlin (Campus Schöneberg). Der Krausebrunnen liegt mit Schwengel und Austritt parallel zur Straße, der Tränkstein mithin seitwärts am Brunnenfuß. Der Abfluss erfolgt über die Hauptachse der ovalen Mulde auf die benachbarte Baumscheibe. Der Brunnen ist im Eigentum des Landes Berlin. |
| Temph    | (--)    | Germania-/ Fuhrmannstraße Lage Rathaus Tempelhof                       | <abgebaut>             | 10–15 m          | Der in der Liste der Drucksache 17/15418 genannte Standort lautet „Brunnen Germaniastraße Fu“ (PLZ 12099), vermutlich die mündende Fuhrmannstraße mit dem Eckhaus 9. Nach Westen beginnt die Teilung der Fahrbahnen von der Germaniastraße zu Alt-Tempelhof mit Mittelinsel. Sowohl 2008 als auch im September 2018 war kein Brunnen festzustellen. Es stand wahrscheinlich vor „langer Zeit“ eine Pumpe, deren Standort noch vermerkt ist. Der Brunnen ist im Eigentum des Landes Berlin. |
| Lirad    | (--)    | Freiertweg 17 Lage Alt-Lichtenrade / Töpchiner Weg                     | <abgebaut>             | 20–30 m          | Der Standort ist in der Liste 2015 zur Drucksache 17/15418 mit Brunnen Freiertweg 17 (PLZ 12305) vermerkt. Auf der Street-View-Darstellung von 2008 finden sich nur Laternen zwischen Zeiß- und Gessepfad, der Brunnen wurde (wohl) abgebaut. Das Grundstück 17 mit einem Wohnhaus ist dem Eckhaus Zeißstraße 15 benachbart. Vor dem bezeichneten Grundstück im Randstreifen des Gehwegs ist neben der Hauszufahrt nur noch eine Pflasterfläche vorhanden, an der vormals die Quellbohrung gesetzt war. Der Brunnen ist im Eigentum des Landes Berlin. |
| Schön    | (--)    | Motzstraße 22 Lage Nollendorfplatz                                     | <abgebaut>             | 02,5–3 m         | Der Standort wurde in der DS-Liste mit Brunnen Motzstraße 22–24 (PLZ 10777) angegeben. Dieses Grundstück liegt an der Nordseite zwischen Kalkreuth- und Eisenacher Straße. Das fünfgeschossige Wohnhaus 24 ist das Eckhaus und mit Kalckreuthstraße 11 verbunden, Haus 22 schließt die Hinterhausreihe ab Fuggerstraße 3 südlich ab. Am Standort (OSM-ID: 6025617668) auf der nördlichen Seite der Motzstraße zwischen Eisenacher und Kalckreuthstraße befand sich noch im Oktober 2009 eine einteilige Brunnensäule (Pumptyp Wolf). Ende 2018 zeugte nur noch eine Ablaufrinne im Bordstein von diesem Brunnenstandort. Der Brunnen ist im Eigentum des Landes Berlin. |
| Schön    | (--)    | Grazer Platz 15 Lage Ceciliengärten                                    | <abgebaut>             | 04–7 m           | Der Standort ist mit „Brunnen Grazer Platz 15 (PLZ 12157)“ angegeben. Diese Angabe bezieht sich auf den Straßenlauf nördlich der baumumstandenen Grünfläche des Platzes östlich der Nathanael-Kirche. Das Grundstück liegt zwischen Pöppemlann- und Grazer Straße. Der Brunnen steht am Gehwegrand zwischen Gehwegplatten und Kleinpflaster. Zum zur Fahrbahn gerichteten Wasseraustritt gehört ein Tränkstein am Brunnenfuß. Der Handschwengel liegt in Gehwegrichtung. Das Eckhaus mit der Brandmauer in Höhe des Brunnens ist mit Grazer Straße 148 adressiert. Der Brunnen ist im Eigentum des Landes Berlin. |
| Schön    | (--)    | Rosenheimer Straße 29a Lage Barbarossaplatz                            | <abgebaut>             | 04–7 m           | Am Standort (OSM-ID: 6025617669) auf der südlichen Seite der Rosenheimer Straße (etwas vom Hauszugang versetzt), etwa 100 Meter östlich der Kreuzung mit der Martin-Luther-Straße, befand sich noch im Juni 2008 eine einteilige Brunnensäule (Wolfsäule). Ende 2018 zeugte nur noch eine Ablaufrinne im Bordstein und eine neuere Pflasterung von diesem Brunnenstandort. Der Standort wurde in der Liste der Drucksache 17/15418 mit „Brunnen Rosenheimer Straße 29a“ (PLZ 10781) angegeben. Das Wohnhaus liegt an der Straßensüdseite zwischen Martin-Luther- und Eisenacher Straße. Schwengel (mit Kugel am Handgriff) und Austrittsrohr des Brunnenkörpers lagen parallel zur Fahrbahn und es gab einen Tränkstein seitwärts am Brunnenfuß. Der Brunnen ist im Eigentum des Landes Berlin. |
| Fried    | (--)    | Rheingaustraße 12 Lage Friedenau                                       | <abgebaut>             | 04–7 m           | Der Standort ist in der DS-Liste mit Brunnen Rheingaustraße 12 (PLZ 12161) vermerkt, das Eckgrundstück Nr. 12 ist von der Wiesbadener Straße als Nummer 13 bebaut adressiert. Der Brunnen wurde zwischenzeitlich abgebaut. Sieht eher so aus, als wäre dort niemals einer gewesen oder bereits vor längerer Zeit abgebaut. Der Brunnen ist im Eigentum des Landes Berlin. |
| Schön    | (--)    | Prinz-Georg-Straße 2 Lage Kaiser-Wilhelm-Platz                         | <abgebaut>             | 07–10 m          | Der Standort ist in der Liste zur Drucksache 17/15418 mit Brunnen Prinz-Georg-Straße 2 (PLZ 10827) vermerkt. Das Grundstück liegt an der Westseite zwischen Feurig- und Ebertstraße. Zwischen 1974 und 1976 wurden die Grundstücke Feurigstraße 41–50 / Prinz-Georg-Straße 1–2 beräumt und um 1980 mit den bestehenden Wohnhäusern bebaut. Ein vorhandener Brunnen wurde abgebaut, Spuren sind (wohl) zwei im Pflaster eingelassene mit „W“ und „BWW“ gekennzeichnete Schachtabdeckungen (Durchmesser 10 cm), die zur Quellbohrung gehören könnten. Sowohl 2008 als auch 2018 bei der Begehung vor Ort war kein Brunnen vor Haus 2 oder im Nachbarbereich auffindbar. Der Brunnenstandort ist im Eigentum des Landes Berlin. |
| Schön    | (--)    | Kielganstraße 4 Lage Nollendorfplatz                                   | <abgebaut>             | 03–4 m           | Der Standort ist in der Liste zur Drucksache 17/15418 mit Brunnen Kielganstraße 4 (PLZ 10783) vermerkt. Die Kielganstraße geht gegenüber der in Tiergarten (Bezirk Mitte) liegenden Derfflingerstraße von der Kurfürstenstraße ab. An letzterer liegt das Gemeindehaus auf Hausnummer 133. Die Kielganstraße ist lediglich 100 Meter lang und 3, 4, 4a, 5 sind bebaut und 1 (Birkenwäldchen), 6, 7 unbebaut. Im Jahr 2018 war bei der Begehung vor Ort: Kein Brunnen auffindbar. Es fanden sich abgesehen von einer Gewegplatte vor Eingang zum Gebäudeteil Kielganstraße 4a keine Zeichen des vormaligen Brunnens. Der Brunnen ist im Eigentum des Landes Berlin. |
| Mardf    | (--)    | Markgrafenstraße 10 Lage Rathausstraße                                 | <abgebaut>             | 10–15 m          | Der Standort ist in der Liste zur Drucksache 17/15418 mit „Brunnen Markgrafenstraße 10“ (PLZ 12105) angegeben. Das Grundstück und dessen Gebäude liegt von der Ecke Machonstraße nach Osten (Richtung Mariendorfer Damm). Auf der gegenüberliegenden Straßenseite befindet sich ein Sportplatz und die Sporthalle Markgrafenstraße 19–24. Nach Süden schließt sich als Strelitzstraße 15/17 der Fachbereich Umwelt des Umwelt- und Naturamtes an. Vorher war in diesem Gebäude 10 ein Seniorenfreizeitstätte, in den umgebdenden ein Seniorenwohnhaus (Friedrich-Küter-Haus: Strelitzstraße 15). Der Brunnen war wohl um 1970 aufgebaut worden, aber fehlte bereits 2008 als von Google die Straße befahren wurde. Die verbliebene Spur des aufgestellten Notwasserbrunnens ist die noch erkennbare Abflussrinne im Bordstein, fortgesetzt als Rinne in der Pflasterfläche. Der Brunnen ist im Eigentum des Landes Berlin. |
| Marfe    | (--)    | Maximilian-Kaller-Straße 48 Lage Marienfelder Allee Nordwest           | <abgebaut>             | 20–30 m          | Der Standort ist in der Liste mit „Brunnen Maximilian-KallerStraße 48“ (PLZ 12279) angegeben. Der Wohnblock (42–46) steht an der Nordseite, mit Nummer 48 ist ein Parkhaus adressiert, an dem der Straßenlauf endet. Unmittelbar gegenüber stehen Garagenreihen, an der Nordseite Siedlungshäuser ebenfalls aus den 1970er Jahren. Nach Osten setzt sich der Verlauf als Fußweg (Dr.-Jacobsen-Promenade) fort. Die Bauten wurden im Lauf der 1970er Jahre errichtet. Entlang am Fußweg und nach Norden befinden sich Gelände und Gebäude des Katholischen Klosters „Vom Guten Hirten“. Geplant war in diesem Verlauf die „Straße 427“ die Alt-Marienfelde bis Weskampstraße (Straße 404) verlängern sollte. Der Brunnen war offensichtlich mit dem Bau der Straße im 1970 aufgestellt, speziell stand der Brunnen so vor dem Parkhaus. Wie auf der 3D-Darstellung von 2008 erkennbar, war er zu diesem Zeitpunkt bereits entfernt. Eine genauere Spur des Standortes war bei der Begehung 2018 nicht mehr auffindbar. Der Brunnen ist im Eigentum des Landes Berlin.                                                                                  |

## Kiezgröße und Anzahl der aufgestellten Brunnen
In den gesetzlichen Vorgaben aus den 1960er Jahren werden für jeweils 1500 bis 2500 Anwohner Entnahmestellen zur Notwasserversorgung im Katastrophenfall gefordert. Im Bezirk wurden 236 Brunnenstandorte für 347.927 Einwohner, im Mittelwert kann eine Notwasserstelle 1475 Einwohner versorgen. Die folgende Tabelle gibt einen Überblick der Verteilung der „Plumpen“ auf die Planungsräume. Die Nutzungskategorien der Flächen des Planungsraums sind ergänzend hinzugefügt.
| Bezirksregion (~Ortsteil) | „Kiez“/ LOR Planungsraum          | LOR-Nummer Sozialdaten | Flächen nutzung | Einwohner | Brunnen |
| ------------------------- | --------------------------------- | ---------------------- | --------------- | --------- | ------- |
| Schöneberg-Nord           | Wittenberg-/ Viktoria-Luise-Platz | 07 01 01 01            | Wohnnutzung     | 10.163    | 14      |
| Schöneberg-Nord           | Nollendorfplatz                   | 07 01 01 02            | Wohnnutzung     | 16.427    | 07      |
| Schöneberg-Nord           | Barbarossaplatz                   | 07 01 01 03            | Wohnnutzung     | 10.427    | 06      |
| Schöneberg-Nord           | Dennewitzplatz                    | 07 01 01 04            | Wohnnutzung     | 13.722    | 12      |
| Schöneberg-Süd            | Bayerischer Platz                 | 07 02 02 01            | Wohnnutzung     | 10.522    | 06      |
| Schöneberg-Süd            | Volkspark (Rudolf-Wilde-Park)     | 07 02 02 02            | Wohnnutzung     | 10.214    | 09      |
| Schöneberg-Süd            | Kaiser-Wilhelm-Platz              | 07 02 02 03            | Wohnnutzung     | 17.892    | 10      |
| Schöneberg-Süd            | Schöneberger Insel                | 07 02 02 04            | 18 % Wohnen     | 11.867    | 08      |
| Friedenau                 | Friedenau                         | 07 03 03 01            | Wohnnutzung     | 24.781    | 14      |
| Friedenau                 | Ceciliengärten                    | 07 03 03 02            | Wohnnutzung     | 09.333    | 06      |
| Friedenau                 | Grazer Platz                      | 07 03 03 03            | 17 % Wohnen     | 12.400    | 10      |
| Tempelhof                 | Neu-Tempelhof                     | 07 04 04 01            | 15 % Wohnen     | 18.153    | 09      |
| Tempelhof                 | Lindenhofsiedlung                 | 07 04 04 02            | 7 % Wohnen      | 02.338    | 07      |
| Tempelhof                 | Manteuffelstraße                  | 07 04 04 03            | Wohnnutzung     | 23.954    | 06      |
| Tempelhof                 | Marienhöhe                        | 07 04 04 04            | Wohnnutzung     | 05.112    | 03      |
| Tempelhof                 | Rathaus Tempelhof                 | 07 04 04 05            | 8 % Wohnen      | 11.000    | 06      |
| Tempelhof                 | Germaniagarten                    | 07 04 04 06            | 19 % Wohnen     | 04.040    | 01      |
| Mariendorf                | Rathausstraße                     | 07 05 05 01            | Wohnnutzung     | 16.131    | 06      |
| Mariendorf                | Fritz-Werner-Straße               | 07 05 05 02            | 25 % Wohnen     | 08.240    | 06      |
| Mariendorf                | Eisenacher Straße                 | 07 05 05 03            | Wohnnutzung     | 09.176    | 07      |
| Mariendorf                | Imbrosweg                         | 07 05 05 04            | Wohnnutzung     | 05.602    | 03      |
| Mariendorf                | Hundsteinweg                      | 07 05 05 05            | Wohnnutzung     | 10.628    | 06      |
| Mariendorf                | Birnhornweg                       | 07 05 05 06            | Wohnnutzung     | 02.272    | 02      |
| Marienfelde               | Marienfelder Allee Nordwest       | 07 06 06 01            | Wohnnutzung     | 10.174    | 03      |
| Marienfelde               | Kirchstraße                       | 07 06 06 02            | Wohnnutzung     | 04.703    | 05      |
| Marienfelde               | Marienfelde Nordost               | 07 06 06 03            | 15 % Wohnen     | 03.208    | 01      |
| Marienfelde               | Marienfelde Süd                   | 07 06 06 04            | 20 % Wohnen     | 14.349    | 06      |
| Lichtenrade               | Kettinger/Schillerstraße          | 07 07 07 01            | Wohnnutzung     | 10.571    | 09      |
| Lichtenrade               | Alt-Lichtenrade / Töpchiner Weg   | 07 07 07 02            | Wohnnutzung     | 10.822    | 02      |
| Lichtenrade               | John-Locke-Straße                 | 07 07 07 03            | Wohnnutzung     | 07.351    | 03      |
| Lichtenrade               | Nahariyastraße                    | 07 07 07 04            | Wohnnutzung     | 08.463    | 03      |
| Lichtenrade               | Franziusweg/Rohrbachstraße        | 07 07 07 05            | Wohnnutzung     | 07.033    | 05      |
| Lichtenrade               | Horstwalder / Paplitzer Straße    | 07 07 07 06            | Wohnnutzung     | 03.904    | 02      |
| Lichtenrade               | Wittelsbacherstraße               | 07 07 07 07            | Wohnnutzung     | 02.955    | 0       |

## OpenStreetMap
- Straßenbrunnen des Bezirks auf OpenStreetMap erfasst